# Périgueux
Vous lisez un « article de qualité » labellisé en 2013.
Cet article concerne la commune française. Pour les autres significations, voir Périgueux (homonymie).
Cet article possède un paronyme, voir Périgneux.
Périgueux (prononcé /pe.ʁi.gø/ ; ) est une commune française située dans le Périgord, dans le Sud-Ouest de la France, en région Nouvelle-Aquitaine. Elle est la ville la plus peuplée du Périgord. Chef-lieu et préfecture du département de la Dordogne depuis 1791, la commune compte 29 876 habitants en 2022, pour une aire urbaine totalisant plus de 102 000 habitants la même année.
Labellisée « 4 fleurs », Périgueux est la capitale culturelle et touristique du Périgord blanc, dans la vallée de l'Isle. Reconnue ville d'art et d'histoire, la ville possède un patrimoine historique gallo-romain, médiéval et de la Renaissance. La ville conserve et met en valeur son riche patrimoine civil, militaire et religieux, dont sa cathédrale Saint-Front, classée au titre des monuments historiques ainsi qu'au patrimoine mondial de l'UNESCO.
La cité date du Ier siècle av. J.-C., pendant l'occupation romaine en Gaule : les Romains s'installent dans la plaine de l'Isle et créent la ville de Vesunna, à l'emplacement de l'actuel quartier sud. Celle-ci était la capitale romaine du peuple des Pétrocores. La ville de Périgueux naît en 1240 de l'union de « la Cité » (l'antique Vesunna) et du « Puy-Saint-Front ». Depuis, elle reste le centre du Périgord, une subdivision historique de l'Aquitaine, puis est la préfecture du département français de la Dordogne. Elle s'agrandit encore en 1813 avec l'ancienne commune de Saint-Martin.
En matière économique, Périgueux, centre du principal bassin d'emploi du département, abrite le siège social de plusieurs entreprises régionales. La commune compte un employeur de quelque 600 salariés, les ateliers du Toulon (Technicentre de la SNCF). Bénéficiant du tourisme pour son patrimoine, elle est de plus une étape gastronomique notable au cœur du Périgord. Différentes festivités culturelles et compétitions sportives sont organisées afin d'animer la région.
Ses habitants sont appelés les Périgourdins, parfois les Pétrocoriens, nom tiré du peuple qui avait pour capitale Vesunna.

## Géographie

### Localisation
Périgueux est située dans le sud-ouest de la France, au centre du département de la Dordogne.
La ville se trouve, en distances orthodromiques, à 109 km de Bordeaux, 68 km d'Angoulême, 83 km de Limoges, 64 km de Brive-la-Gaillarde, 100 km de Cahors et 109 km d'Agen.
Périgueux est située dans le Périgord central, l'une des régions naturelles de France. Le Périgord central est entouré au nord par le Nontronnais, à l'est par le bassin de Brive, au sud par le Périgord noir et le Bergeracois et à l'ouest par le Landais, la Double et le Ribéracois. La commune fait partie du pays touristique du Périgord blanc, qui se présente comme un grand ensemble de collines boisées séparées par les vallées de l'Isle, de la Beauronne, de la Loue et du Vern. Les prairies alternent avec les bois de châtaigniers, de chênes ou de pins.
S'étendant sur 9,82 km2, la commune est établie autour d'un vaste méandre de l'Isle, dans la vallée et sur les pentes douces qui montent jusqu'à 200 m aux plateaux de Champcevinel au nord et de Coulounieix au sud. Le territoire communal s'étage entre 75 et 189 mètres. L'altitude minimale se trouve à l'ouest, au confluent de l'Isle et de la Beauronne, là où l'Isle quitte la commune et continue sur celle de Marsac-sur-l'Isle. L'altitude maximale est localisée au nord du lieu-dit les Jaures, situé à quelques dizaines de mètres de la commune de Champcevinel.

### Communes limitrophes
Périgueux est limitrophe de huit autres communes dont Château-l'Évêque au nord-ouest sur environ 500 mètres.
| Château-l'Évêque, Chancelade | Champcevinel | Trélissac             |
| Marsac-sur-l'Isle            | Périgueux    |                       |
| Coulounieix-Chamiers         | Sanilhac     | Boulazac Isle Manoire |

### Géologie et relief

#### Géologie
Situé sur la plaque nord du Bassin aquitain et bordé à son extrémité nord-est par une frange du Massif central, le département de la Dordogne présente une grande diversité géologique. Les terrains sont disposés en profondeur en strates régulières, témoins d'une sédimentation sur cette ancienne plate-forme marine. Le département peut ainsi être découpé sur le plan géologique en quatre gradins différenciés selon leur âge géologique. Périgueux est située dans le troisième gradin à partir du nord-est, un plateau formé de calcaires hétérogènes du Crétacé. Le socle cristallin est à une profondeur de 1 000 m.
Les couches affleurantes sur le territoire communal sont constituées de formations superficielles du Quaternaire datant du Cénozoïque, de roches sédimentaires du Mésozoïque. La majeure partie de la surface communale correspond au Crétacé supérieur. Il affleure principalement sur le versant nord de la vallée de l'Isle. On trouve le Turonien (ou Angoumien) à l'ouest (la Monzie et en limite de la commune de Chancelade) et le Coniacien sur tout le reste du versant, au nord de la ville ancienne. De petites failles, d'axe nord-ouest - sud-est, fissurent le versant de la vallée de l'Isle à l'ouest de la Monzie, au pied de Beaupuy.
Les hauteurs, sur la partie nord de la commune (le Grand Puy Bernard, la Croix-Ferrade, etc.), sont couvertes de colluvions calcaires, sableuses et argileuses, issues de la décomposition du Coniacien et du Santonien lors du Cénozoïque.
La ville ancienne est construite sur une basse terrasse, sur la rive droite de l'Isle, composée de sable et galets issus de la glaciation de Riss au Quaternaire. On retrouve aussi cette terrasse sur la rive gauche, au sud du quartier des Barris. Le fond de la vallée proprement dit (partie inondable) est composé d'alluvions récentes d'origine fluviatile ou issues des versants.
La formation la plus ancienne, notée c2c, date du Turonien moyen à supérieur, composée de calcaires cryptocristallins, calcaires gréseux à rudistes et marnes à huîtres et à rhynchonelles, localement grès et sables jaunes (feuille de Terrasson). La formation la plus récente, notée CFp, fait partie des formations superficielles de type colluvions indifférenciées de versant, de vallon et plateaux issues d'alluvions, molasses, altérites. Le descriptif de ces couches est détaillé dans  les feuilles « no 758 - Périgueux (ouest) » et « no 759 - Périgueux (est) » de la carte géologique au 1/50 000 de la France métropolitaine, et leurs notices associées,.

Carte géologique de Périgueux.

#### Relief et paysages
Le département de la Dordogne se présente comme un vaste plateau incliné du nord-est (491 m, à la forêt de Vieillecour dans le Nontronnais, à Saint-Pierre-de-Frugie) au sud-ouest (2 m à Lamothe-Montravel). L'altitude du territoire communal varie quant à elle entre 75 mètres et 189 mètres,.
Dans le cadre de la Convention européenne du paysage entrée en vigueur en France le 1er juillet 2006, renforcée par la loi du 8 août 2016 pour la reconquête de la biodiversité, de la nature et des paysages, un atlas des paysages de la Dordogne a été élaboré sous maîtrise d’ouvrage de l’État et publié en octobre 2020. Les paysages du département s'organisent en huit unités paysagères,. La commune fait partie du Périgord central, un paysage vallonné, aux horizons limités par de nombreux bois, plus ou moins denses, parsemés de prairies et de petits champs.
La superficie cadastrale de la commune publiée par l'Insee, qui sert de référence dans toutes les statistiques, est de 9,82 km2,,. La superficie géographique, issue de la BD Topo, composante du Référentiel à grande échelle produit par l'IGN, est quant à elle de 10,14 km2.

### Hydrographie

#### Réseau hydrographique
La commune est située dans le bassin de la Dordogne au sein du Bassin Adour-Garonne. Elle est drainée par l'Isle, la Beauronne et par divers petits cours d'eau, qui constituent un réseau hydrographique de 13 km de longueur totale,.
L'Isle, d'une longueur totale de 255,29 km, prend sa source dans la Haute-Vienne dans la commune de Janailhac et se jette dans la Dordogne — dont elle est le principal affluent — en rive droite face à Arveyres, en limite de Fronsac et de Libourne,. Elle traverse la commune d'est en ouest sur huit kilomètres et demi, dont six kilomètres et demi servent de limite territoriale en deux tronçons, face à Trélissac et à Coulounieix-Chamiers.
Alimenté par l'Isle, le canal de Périgueux traverse le sud de la commune sur plus de deux kilomètres.
La Beauronne, d'une longueur totale de 28,16 km, prend sa source dans la commune de Négrondes et se jette dans l'Isle en rive droite à Marsac-sur-l'Isle. En amont de cette confluence, elle marque la limite avec Périgueux sur plus d'un kilomètre, notamment par son bras oriental.
Dans le quartier du Toulon, la source de l'Abîme est une « résurgence vauclusienne » qui déverse en moyenne quotidiennement 35 000 m3 et alimente en eau potable Périgueux et plusieurs autres communes. Elle forme un petit étang dont l'émissaire est le ruisseau du Toulon, ou ruisseau de l'Ahîme, long de près de 600 mètres, qui rejoint l'Isle une centaine de mètres en amont du « Moulin Neuf ».

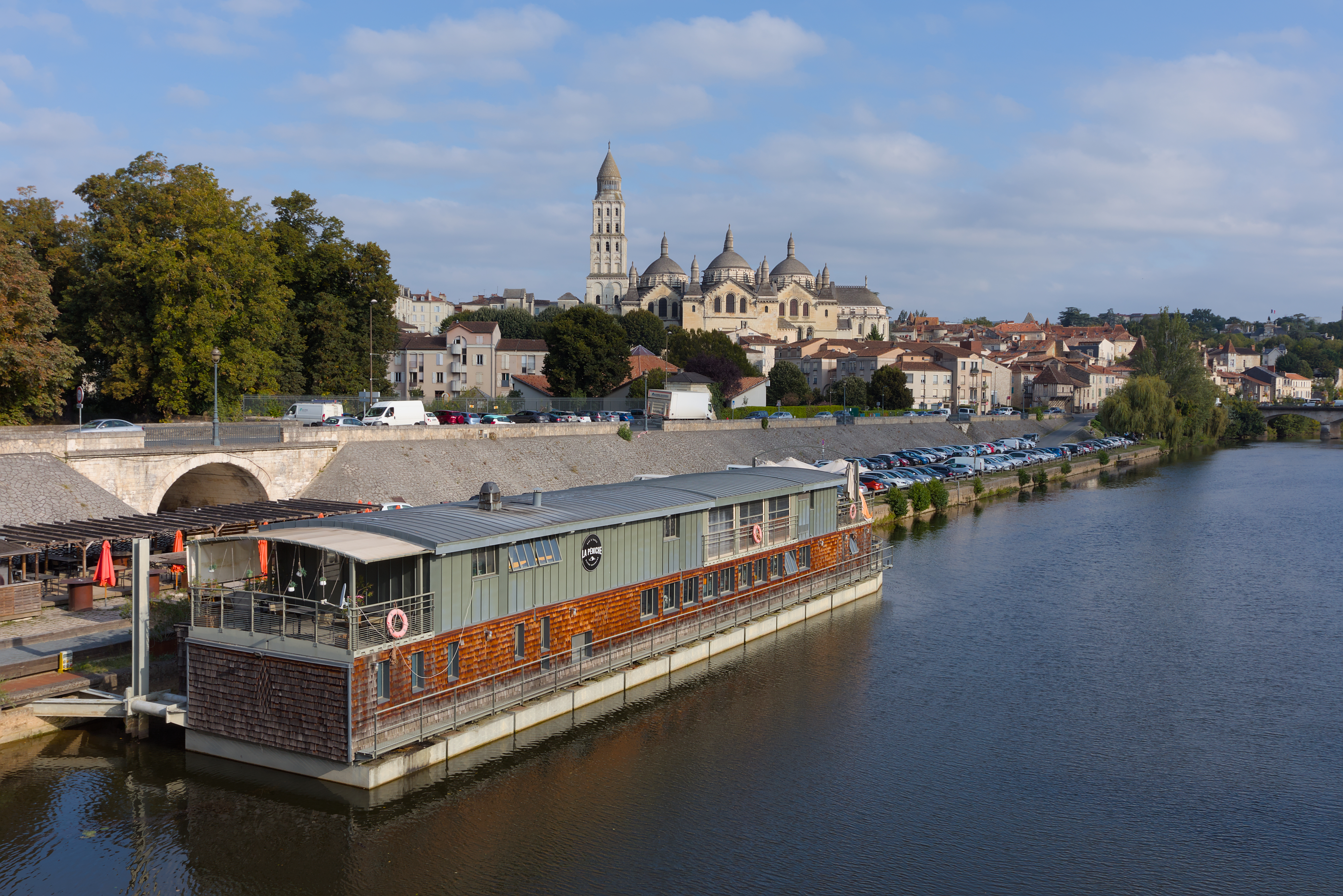
Vue du centre-ville depuis le pont Saint-Georges sur l'Isle.
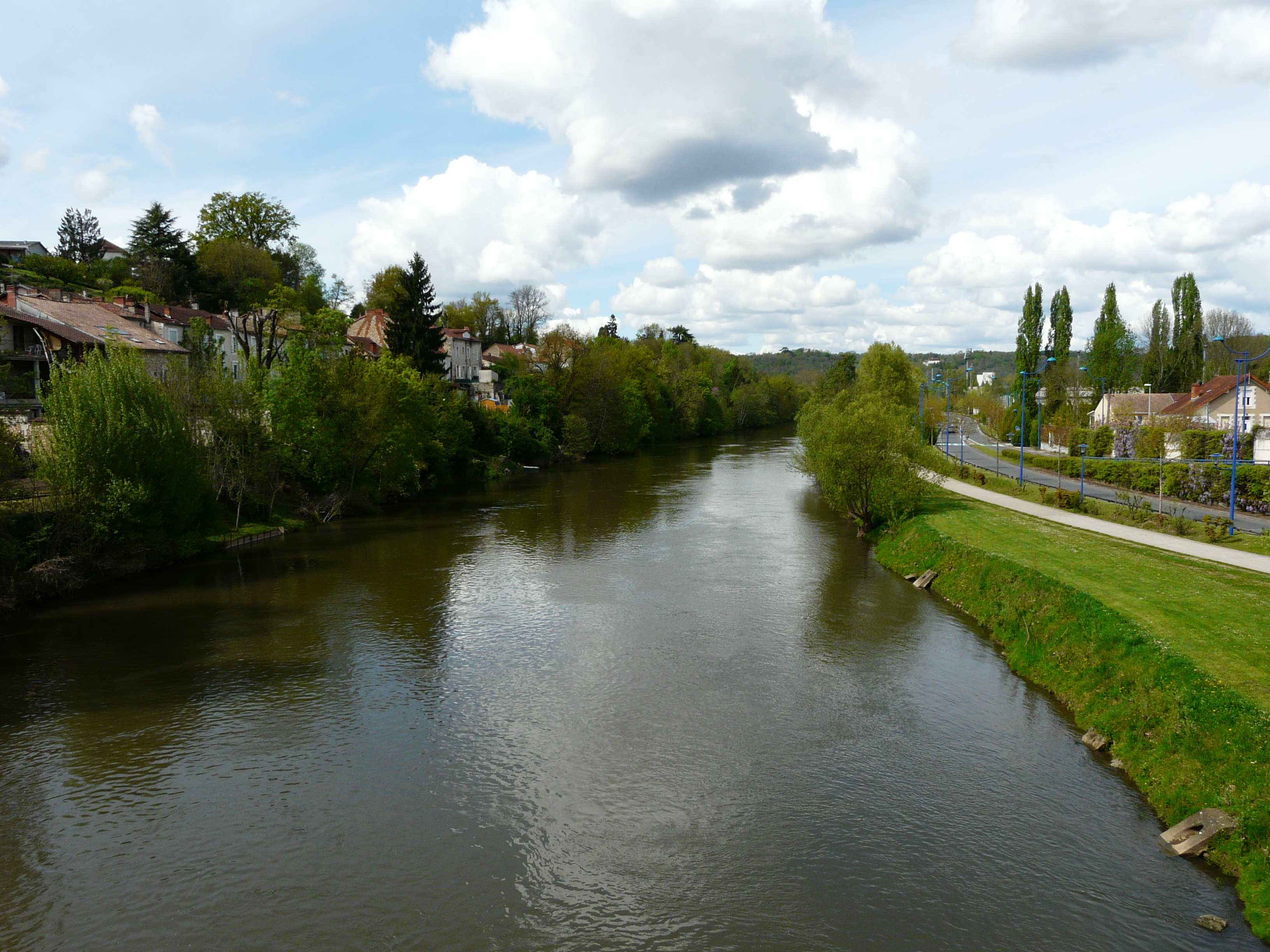
La vallée de l'Isle en limite de Coulounieix-Chamiers (à gauche) et de Périgueux.
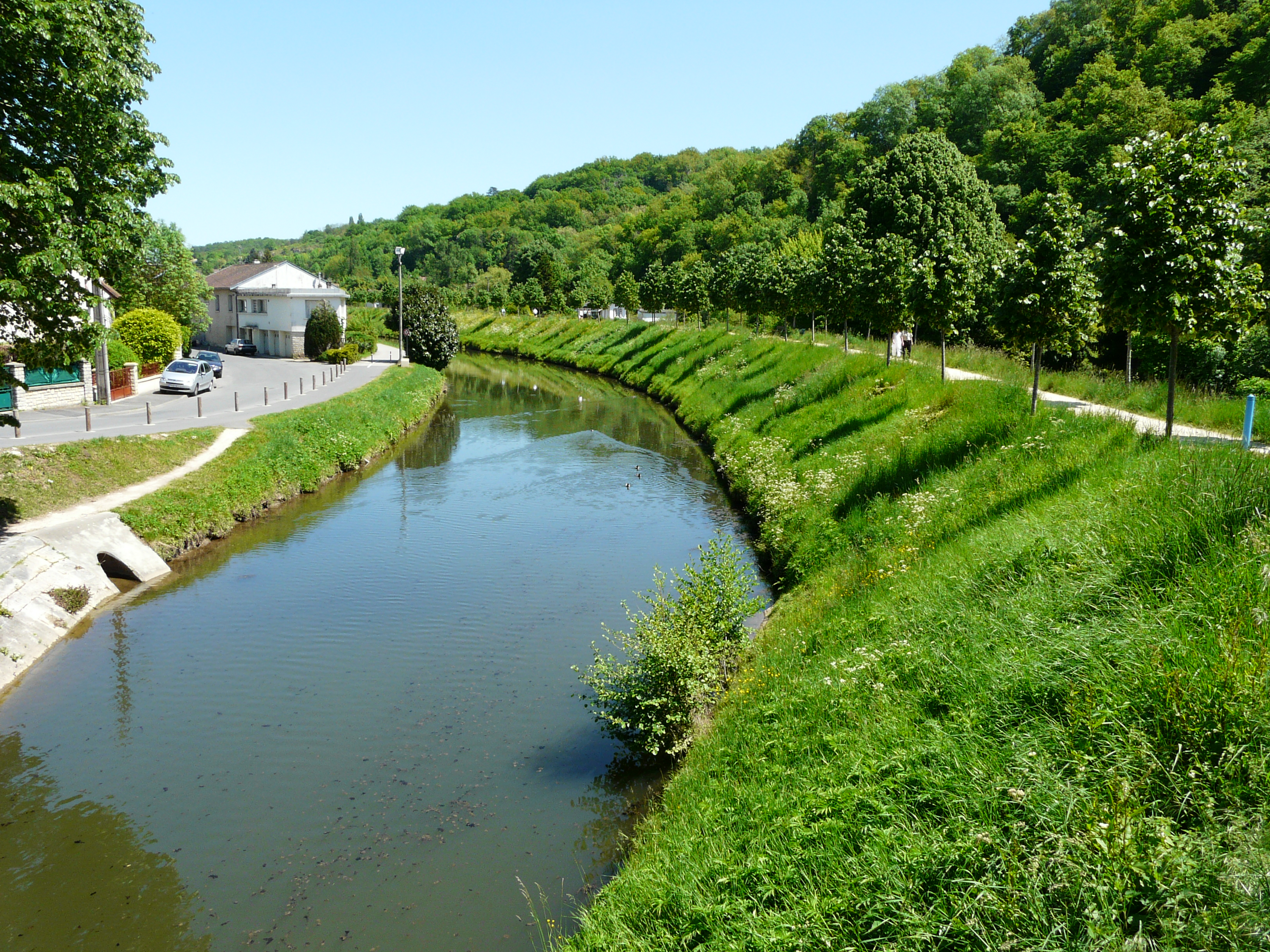
Le canal de Périgueux.
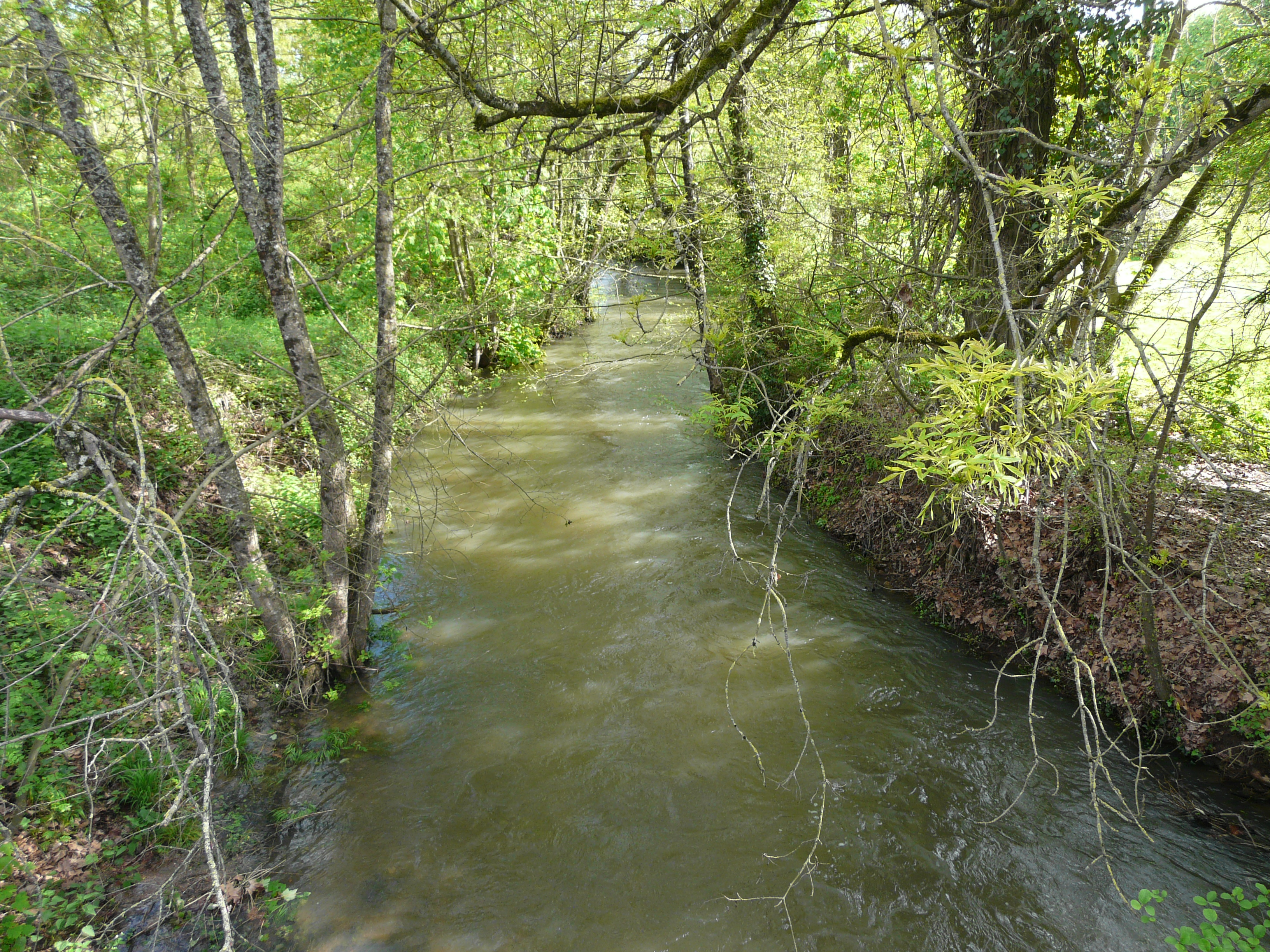
La Beauronne en aval du pont de la RD 710, en limite de Périgueux (à gauche) et Marsac-sur-l'Isle.
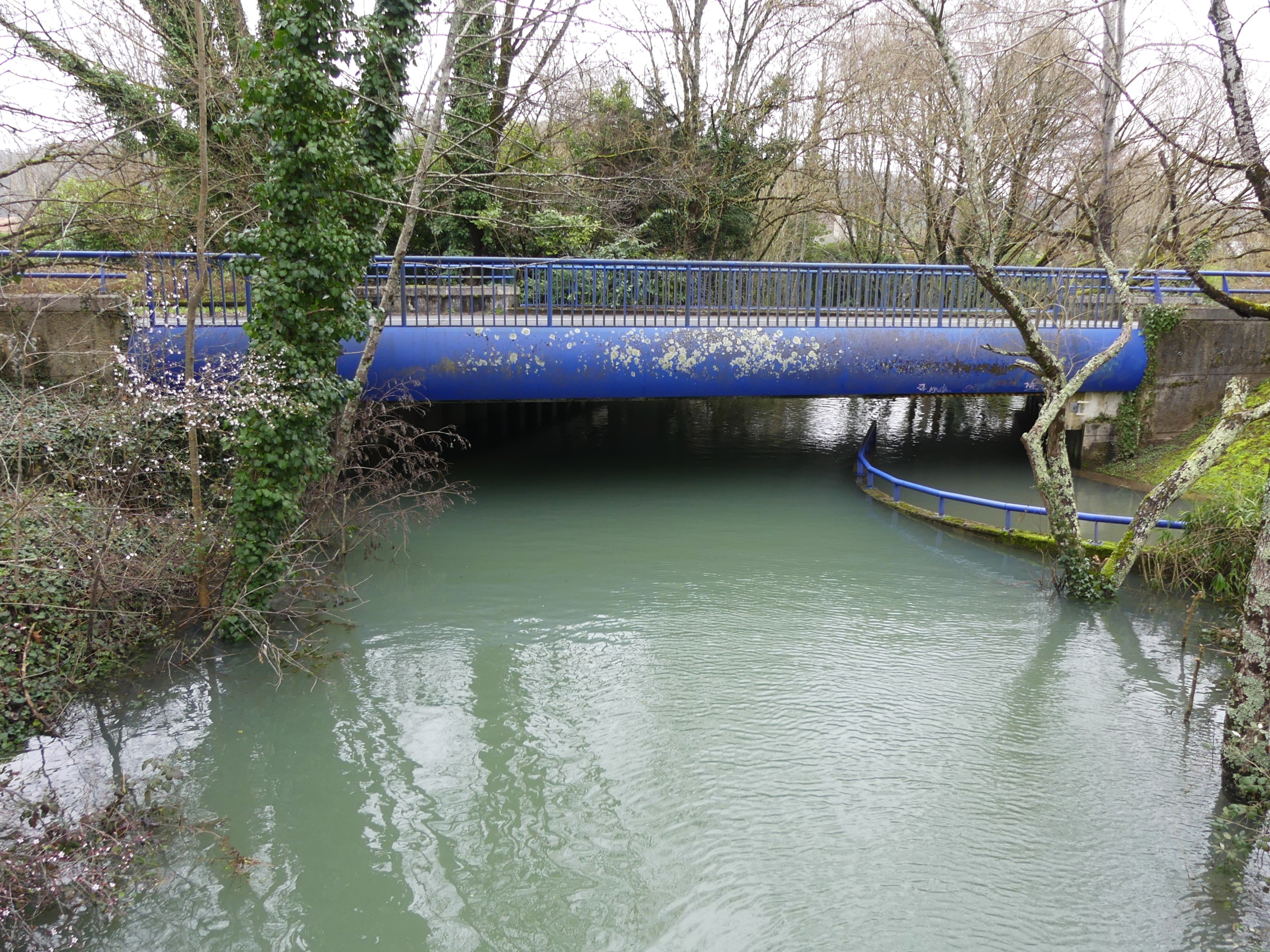
L'Isle en crue remonte le cours du ruisseau du Toulon (février 2024).
Réseaux hydrographique et routier de Périgueux.

#### Gestion et qualité des eaux
Le territoire communal est couvert par le schéma d'aménagement et de gestion des eaux (SAGE) « Isle - Dronne ». Ce document de planification, dont le territoire regroupe les bassins versants de l'Isle et de la Dronne, d'une superficie de 7 500 km2, a été approuvé le 2 août 2021. La structure porteuse de l'élaboration et de la mise en œuvre est l'établissement public territorial de bassin de la Dordogne (EPIDOR). Il définit sur son territoire les objectifs généraux d’utilisation, de mise en valeur et de protection quantitative et qualitative des ressources en eau superficielle et souterraine, en respect des objectifs de qualité définis dans le troisième SDAGE  du Bassin Adour-Garonne qui couvre la période 2022-2027, approuvé le 10 mars 2022.
La qualité des eaux de baignade et des cours d’eau peut être consultée sur un site dédié géré par les agences de l’eau et l’Agence française pour la biodiversité.

### Climat
Pour des articles plus généraux, voir Climat de la Nouvelle-Aquitaine et Climat de la Dordogne.
En 2010, le climat de la commune est de type climat océanique altéré, selon une étude s'appuyant sur une série de données couvrant la période 1971-2000. En 2020, Météo-France publie une typologie des climats de la France métropolitaine dans laquelle la commune est toujours exposée à un climat océanique altéré et est dans la région climatique Aquitaine, Gascogne, caractérisée par une pluviométrie abondante au printemps, modérée en automne, un faible ensoleillement au printemps, un été chaud (19,5 °C), des vents faibles, des brouillards fréquents en automne et en hiver et des orages fréquents en été (15 à 20 jours).
Pour la période 1971-2000, la température annuelle moyenne est de 12,4 °C, avec  une amplitude thermique annuelle de 15,3 °C. Le cumul annuel moyen de précipitations est de 900 mm, avec 11,8 jours de précipitations en janvier et 6,9 jours en juillet. Pour la période 1991-2020 la température moyenne annuelle observée sur la station météorologique la plus proche, située sur la commune de Coulounieix-Chamiers à 2 km à vol d'oiseau, est de 13,1 °C et le cumul annuel moyen de précipitations est de 912,2 mm,. Pour l'avenir, les paramètres climatiques de la commune estimés pour 2050 selon différents scénarios d’émission de gaz à effet de serre sont consultables sur un site dédié publié par Météo-France en novembre 2022.

### Risques naturels
Périgueux fait partie de la zone inondable de l'Isle ainsi que de celle de la Beauronne. Les atlas des zones inondables correspondants sont diffusés le 5 avril 2000 et le 1er janvier 2001.
L'arrêté du 15 mai 2008, portant reconnaissance de l'état de catastrophe naturelle, inclut Périgueux au titre de mouvements de terrain différentiels consécutifs à la sécheresse et à la réhydratation des sols (voir Retrait-gonflement des argiles) de janvier à mars 2005. Deux plans de prévention sont élaborés par la ville : l'un pour les cas d'inondations de l'Isle, prescrit le 11 mars 2015 et approuvé le 6 février 2018 ; l'autre en cas de mouvements de terrain ou de tassements différentiels, prescrit le 26 juillet 2013 et approuvé le 22 janvier 2014. Dix-neuf catastrophes naturelles ont eu lieu depuis 1982 à Périgueux, dont sept inondations et coulées de boue, une tempête et onze mouvements de terrain différentiels consécutifs à la sécheresse et/ou à la réhydratation des sols.
La localité est située dans une zone de sismicité très faible de niveau 1 sur une échelle de 1 à 5.

### Voies de communication et transports

#### Voies routières
Depuis le début des années 1990, Périgueux est contournée au sud par une rocade de la route nationale 89. Par la suite, ce tronçon a été intégré à l'autoroute A89 reliant Bordeaux à Lyon, ouvrant trois des principaux accès routiers à Périgueux.
À l'ouest et à l'est, les deux échangeurs Périgueux-Ouest  et Périgueux-Est (nos 14 et 16) permettent d'accéder à la commune par le biais de la route départementale 6089 (l'ancienne route nationale 89). Périgueux est aussi accessible au sud par l'échangeur no 15, Périgueux-Centre, puis par la route départementale 6021 (tronçon déclassé de la route nationale 21 qui vient de Lourdes et qui continue au nord jusqu'à Limoges).
Au nord-ouest, la route départementale 939 (ancienne route nationale 139) mène à Angoulême et La Rochelle. Deux autres importantes routes départementales quittent Périgueux vers le nord et le nord-est de la Dordogne, la RD 3 (route d'Agonac) qui conduit à Nontron via Agonac et Villars et la RD 8 (route de Paris, également appelée route des Piles) qui rejoint la RN 21 près de Sorges.
La circulation routière à Périgueux et dans son agglomération provoque quotidiennement d'importants embouteillages matin et soir. Cela est dû à la conjonction de plusieurs causes : un nombre limité de ponts franchissant l'Isle (six ponts au total sur douze kilomètres de rivière depuis la route nationale 221 à la Feuilleraie à Trélissac jusqu'à celui de la route départementale 710E à Marsac-sur-l'Isle ; un bassin d'emploi très important à Périgueux même, alors que 60 % des personnes qui y travaillent viennent de l'extérieur de la ville ; une concentration de lycées, collèges et écoles ; l'absence de rocade entraînant un transit important par le centre-ville, une seule déviation ayant été créée à l'ouest en 1991.
En 2016, pour l'ensemble de la commune, le nombre de places de stationnement gratuites des véhicules est estimé à 13 000 dont 370 en zone bleue. S'y ajoutent au centre-ville ou à proximité des places payantes sur la voirie (600), dans trois parkings souterrains (1 685) et trois parkings de surface (335).
Au 1er janvier 2024, la circulation routière sur le territoire communal passe à 30 km/h, hormis certaines zones en centre-ville où elle est à 20 km/h et quelques rares axes qui restent à 50 km/h : l'allée du Port, la bretelle du Bassin, la voie des Stades, la route d'Angoulême depuis la voie des Stades jusqu'au carrefour avec le chemin de Beaupuy ; le boulevard Georges-Saumande en amont du pont des Barris ; l'avenue du Maréchal-Juin à l'est de son intersection avec la rue Alphée-Maziéras ; la route de Lyon en limite de Boulazac Isle Manoire ; en limite de Champcevinel : la route de Borie Petit et l'ancienne route de Château-l'Évêque ; en limite de Sanilhac : la route de Bergerac et la rue de Bergerac (RD 6021) ainsi que le cours Saint-Georges ; l'avenue Georges-Pompidou (RD 8) en limite de Trélissac.

#### Voie verte
La voie verte qui longe l'Isle et traverse l'agglomération de Trélissac à Marsac-sur-l'Isle en passant par Périgueux a reçu le 2e prix européen des voies vertes en 2007 dans la catégorie « Mobilité ».

#### Transport ferroviaire

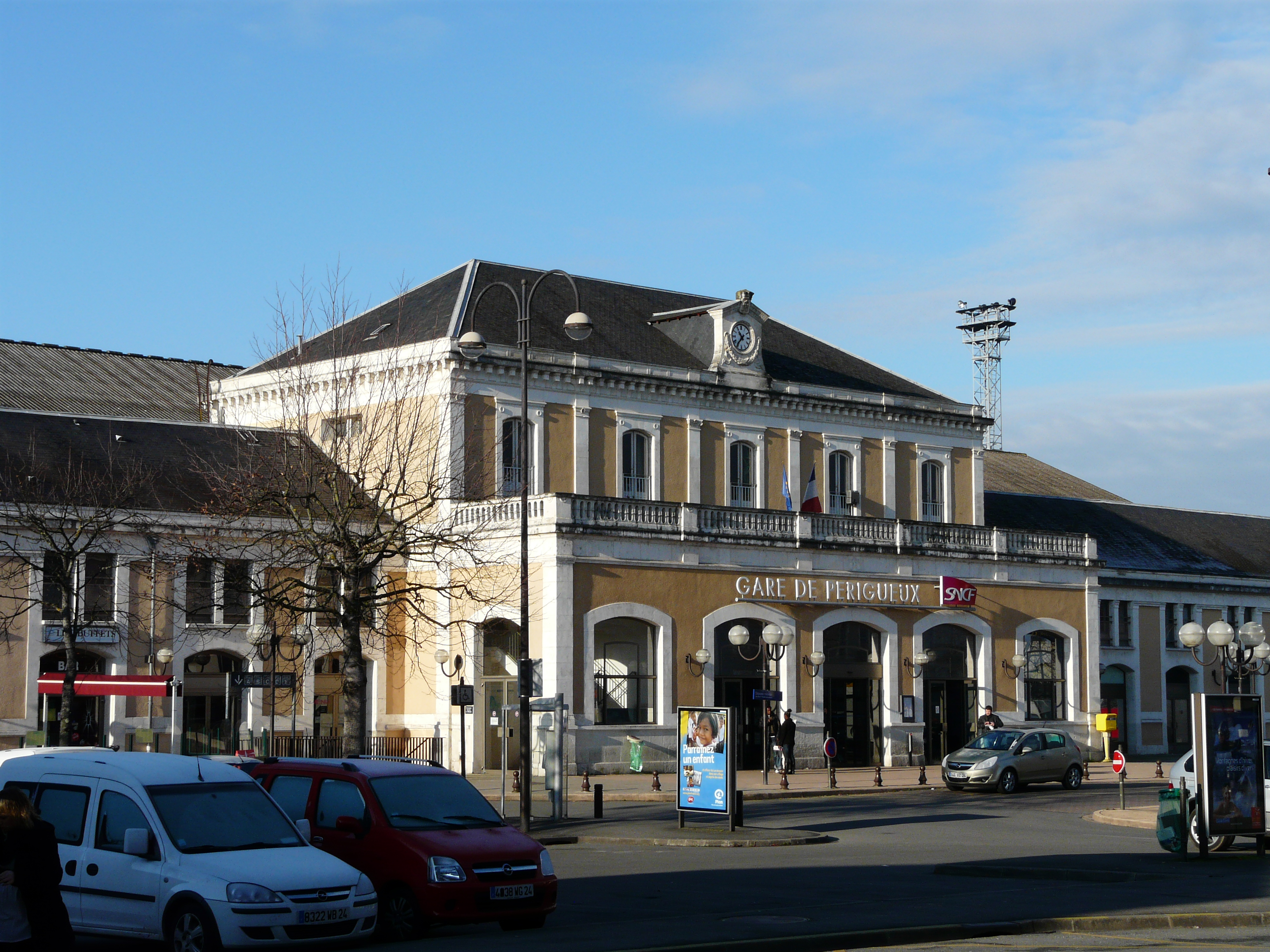
La façade sur rue du bâtiment principal de la gare de Périgueux.

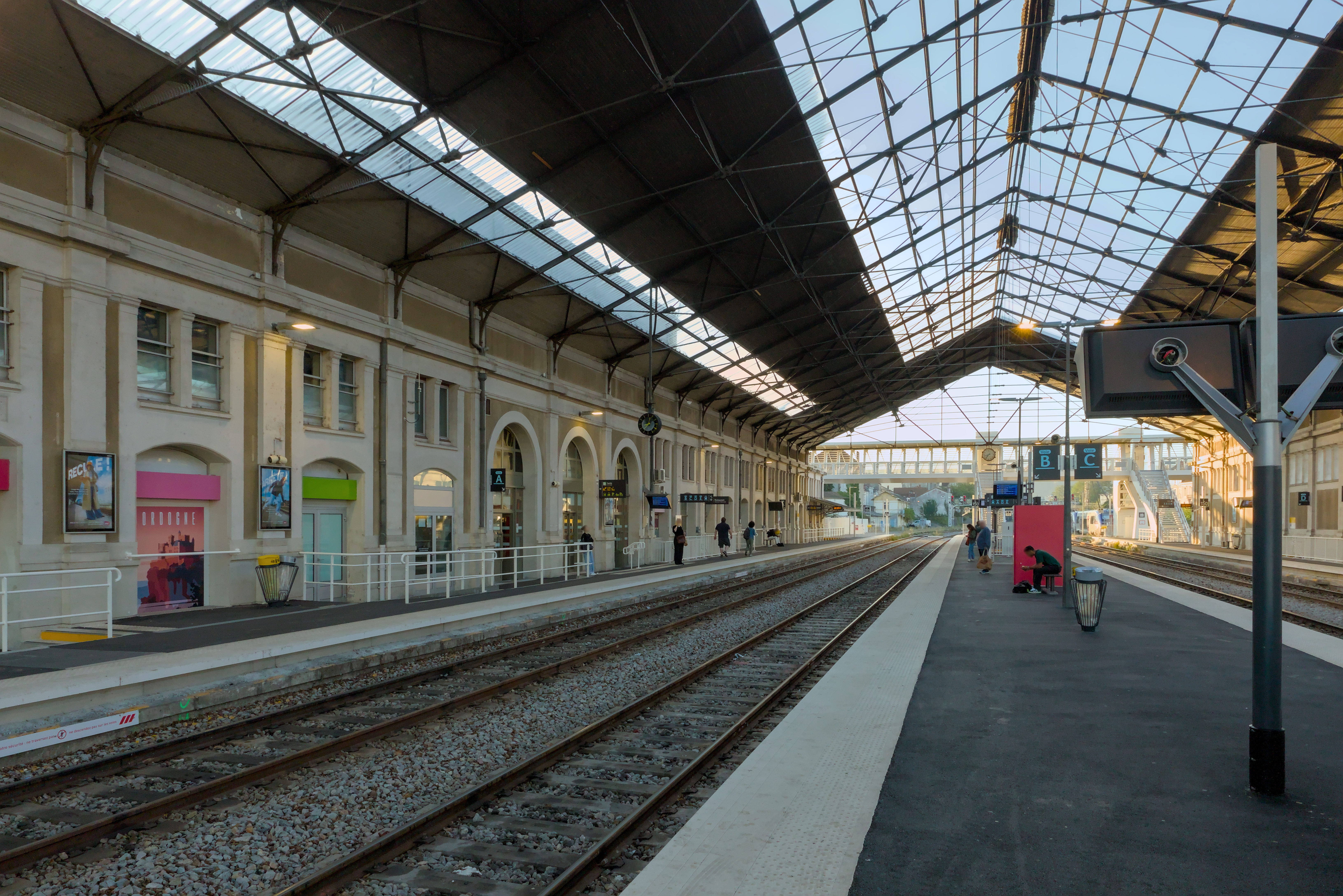
Les quais et la grande halle voyageurs de la gare de Périgueux.

Le 26 mars 1853, Jean Étienne Joseph Estignard, maire de la commune à l'époque, et son conseil municipal décident de faire le nécessaire pour que la future ligne de chemin de fer devant relier Lyon à Bordeaux passe par Périgueux. Un mois plus tard, le 21 avril 1853, le décret donnant satisfaction aux édiles est signé par Napoléon III. Le 20 juillet 1857, le premier train entre en gare de Périgueux, bâtiment qui n'est à l'époque qu'un assemblage provisoire de planches.
Les travaux de la gare définitive commencent le 12 septembre 1860, cinq jours avant l'inauguration de la section de Périgueux à Brive, mise en service le 17 septembre 1860 par la Compagnie du PO. Le 3 août 1863, la mise en service de la ligne à voie unique de Niversac à Agen par la Compagnie du PO, permet les relations entre Périgueux et Agen, ligne sur laquelle se trouve une gare secondaire, Périgueux-Saint-Georges, peu desservie.
La gare de Périgueux fait partie du réseau de la Société nationale des chemins de fer français (SNCF) et est desservie par des trains Intercités et TER Nouvelle-Aquitaine. La ville est également reliée, par des liaisons TER, à Bordeaux, Limoges, Brive et Agen ;  par trains grandes lignes à Paris, Lyon et, par le Ventadour, à Clermont-Ferrand.
Fin 2013, un contrat devait être signé entre la région Aquitaine et la communauté d'agglomération pour intensifier le nombre de trains entre Mussidan et Niversac par une navette ferroviaire urbaine. En 2019, le Grand Périgueux relance les négociations avec la Nouvelle-Aquitaine. Le projet pourrait voir le jour en 2021, avec la création de deux arrêts supplémentaires dans le quartier de Vésone et dans la zone industrielle de Boulazac.
Parallèlement, en avril 2019, la ville a inauguré son nouveau pôle d'échanges multimodal derrière la gare (accès facilité aux bus, piétons, vélos et TER). En 2021, une nouvelle passerelle piétonne surplombera les quais de la gare pour relier cette dernière et le pôle d'échanges.

#### Transports urbains

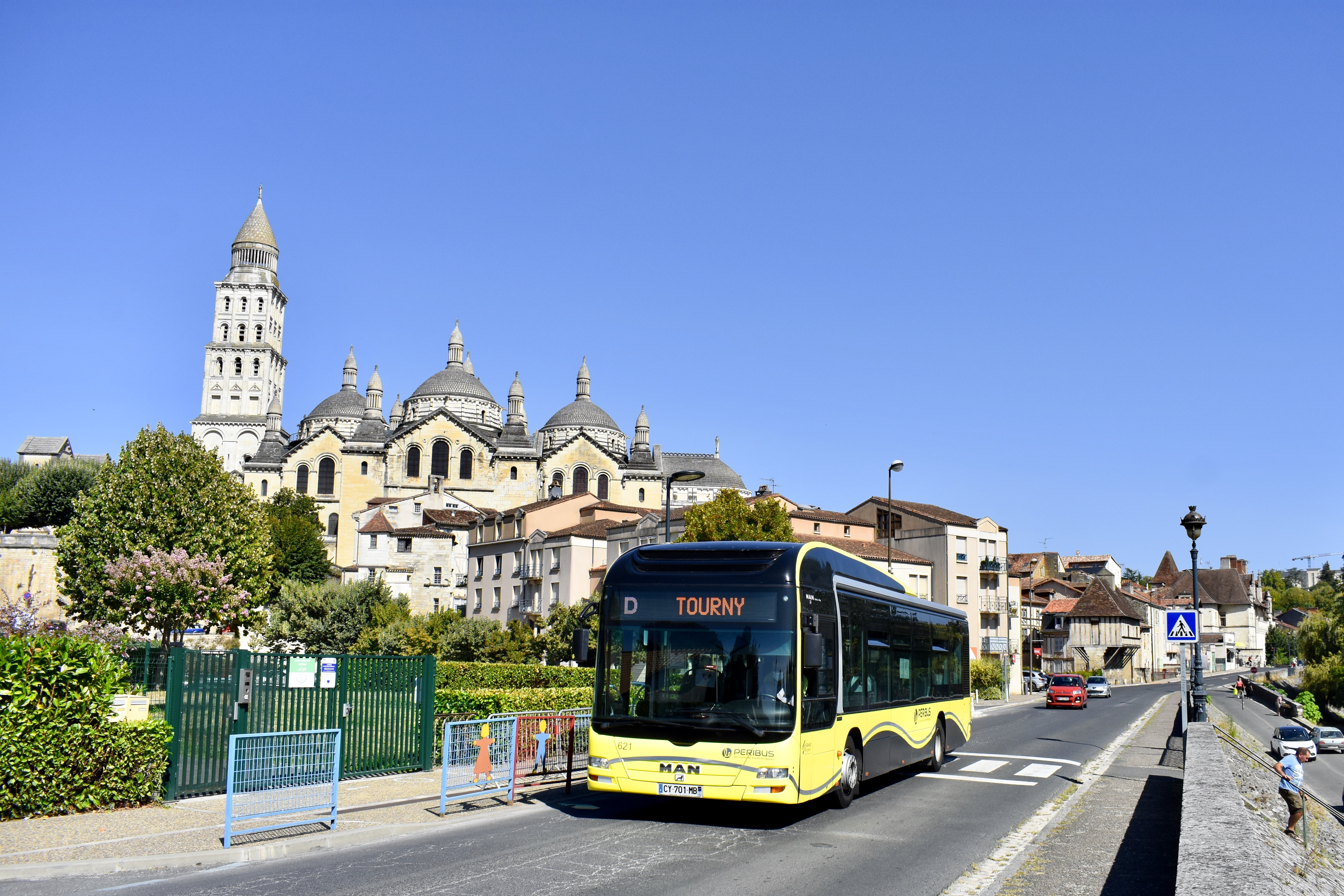
Le Péribus

L'agglomération périgourdine est desservie par le réseau Péribus. Depuis janvier 2012, il se compose de onze lignes principales et d'un réseau de quatorze lignes secondaires à basse fréquence, qui dessert une partie de l'aire urbaine. De plus, depuis décembre 2011, une navette électrique gratuite fonctionnait en centre-ville les mercredis et samedis, jours de marché. À partir de septembre 2018, cette navette est assurée du lundi au samedi par un bus de nouvelle génération « Businova », sur un nouveau trajet qui dessert dans un premier temps la gare de Périgueux puis, à dater du 29 avril 2019 le pôle d'échanges multimodal (PEM) situé derrière la gare.
Péribus est un réseau de transports urbains créé en 1987 pour desservir les communes membres du SIVOM (Boulazac, Coulounieix-Chamiers, Champcevinel, Chancelade, Marsac-sur-l'Isle, Notre-Dame-de-Sanilhac, Périgueux et Trélissac). Le SIVOM est devenu district de l'agglomération périgourdine en 1994, puis a évolué en communauté d'agglomération périgourdine (CAP) en 1999. De nouvelles communes sont entrées dans la CAP : Antonne-et-Trigonant, La-Chapelle-Gonaguet, Château-l'Évêque, Coursac, Escoire, Razac-sur-l'Isle en janvier 2003, Agonac, Cornille et Sarliac-sur-l'Isle en janvier 2012, puis Annesse-et-Beaulieu et Mensignac en janvier 2013, entraînant l'agrandissement du réseau Péribus. La CAP disparaît le 31 décembre 2013, remplacée au 1er janvier 2014 par une nouvelle intercommunalité élargie : Le Grand Périgueux.
Alors que les travaux en vue de transformer une partie du réseau en bus à haut niveau de service (BHNS) avec couloirs de circulation dédiés devaient débuter en 2016, les aménagements ne sont présentés en réunion publique qu'en juin 2017. La première phase des travaux débute en 2018 et le BHNS est officiellement mis en service le 20 décembre 2019,.

#### Cyclisme urbain
Le cyclisme urbain est principalement organisé autour de la Voie verte, itinéraire cyclable longeant l'Isle.
Le Schéma cyclable du Grand Périgueux, adopté en 2018, a pour ambition de faire passer la part modale du vélo à Périgueux de 1 % à 8-10 % en 2028. Dans ce cadre, des aménagements doivent voir le jour autour d'itinéraires structurants. La piste cyclable bidirectionnelle du boulevard Montaigne fait partie de ces aménagements, de même que le développement des zones 30 et des double-sens cyclables.
Un service de location longue-durée de vélos, nommé « Périvélo », est proposé par le Grand Périgueux. La flotte comporte notamment des vélos à assistance électrique (VAE), des vélos pliants et des vélos cargos.
En 2019, Périgueux entre pour la première fois au classement du baromètre des villes cyclables, et est classée E, « plutôt défavorable », avec une note globale de 2,95. Les résultats de l'enquête 2021 seront connus en février 2022.

#### Transport aérien
L'aéroport Périgueux-Bassillac est situé sur la commune de Bassillac, à 9 km de Périgueux. Il disposait d'une liaison directe vers Paris entre mars 2008 et juin 2018, avec deux vols journaliers du lundi au vendredi. La ligne était opérée par la compagnie aérienne Twin Jet,,.

#### Transport fluvial

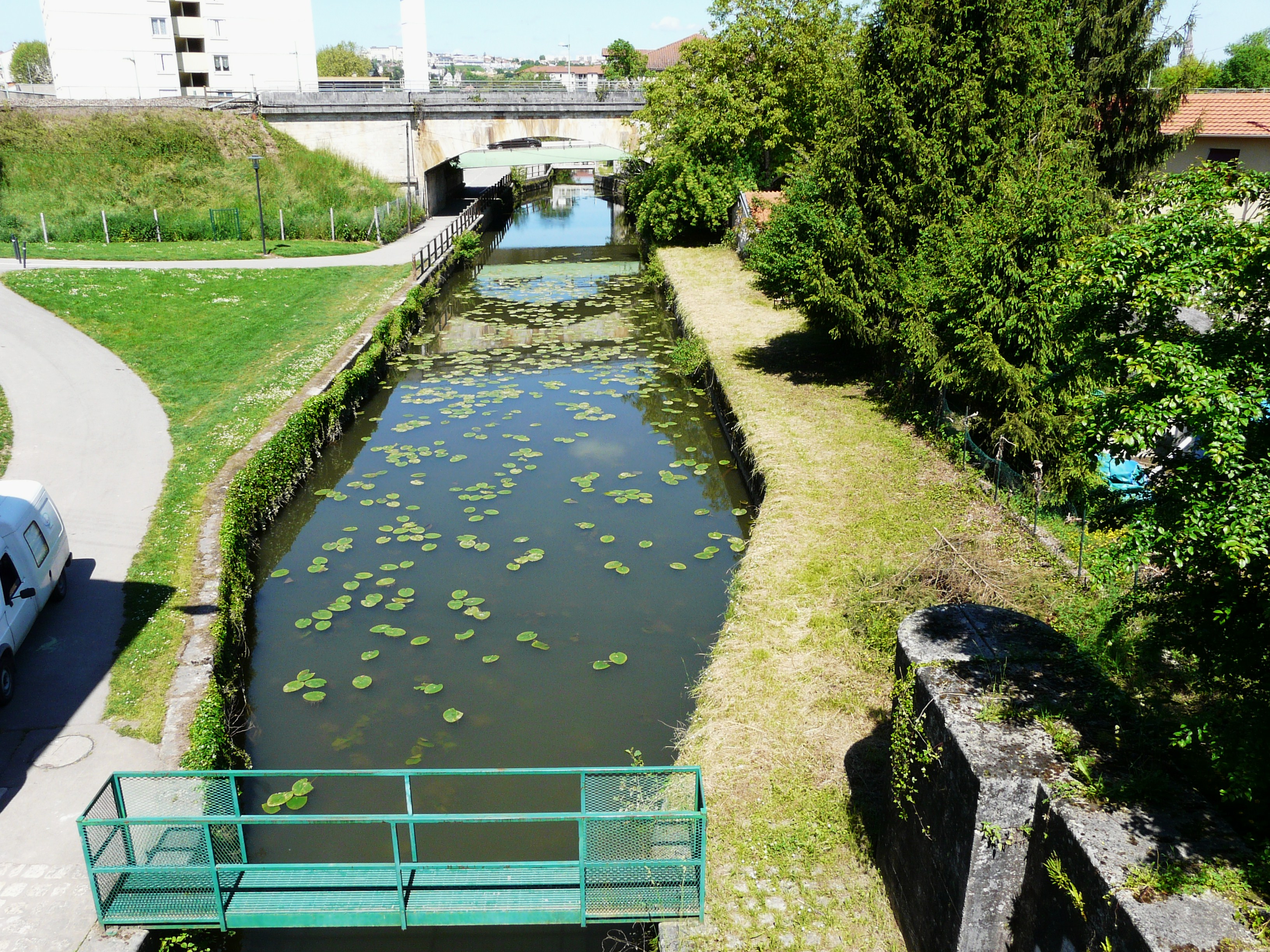
Le canal de Périgueux.

En 1820, un projet prévoit de rendre navigable l'Isle de Périgueux à Libourne. À Saint-Astier, commune située en bordure de la rivière à vingt kilomètres en aval de Périgueux, trois écluses et un canal de dérivation de 1 300 mètres sont établis ; un grand pont la traversant est construit vers 1830. Depuis Coutras jusqu'à l'entrée de la ville de Périgueux, 41 écluses et barrages en pierre y sont construits ou rénovés. À cette époque, les transports se font par charrettes et de nombreuses marchandises stockées encombrent les axes de Périgueux. Le préfet de la Dordogne, en accord avec le maire de Périgueux, décide donc la création d'un port en bordure de l'Isle dans le quartier de la Cité. Les travaux commencent vers 1830. Un chantier portuaire est installé non loin de la grande écluse. Le port de Périgueux est inauguré le 30 octobre 1837. De nombreuses marchandises y arrivaient : bois, charbon, fer, fonte, chaux, barriques de vin, huile, noix, châtaignes, tuiles, poteries, farine, etc.. Un projet de canal est étudié entre le port de la Cité et un port à établir en centre ville. Le chantier du canal est ouvert le 6 mars 1857 le long de la rive droite de l'Isle. Il est ouvert à la navigation le 12 mai 1860 jusqu'aux abattoirs Sainte-Claire construits par Louis Catoire (emplacement actuel du poste de secours des pompiers). À cette occasion, on met au jour les anciens thermes. Après 1920, le trafic du port baisse considérablement avec le développement du rail. Mais c'est surtout le transport routier qui stoppe brutalement le trafic du port vers 1949. En 1957, l'Isle est officiellement fermée à la navigation.

## Urbanisme

### Typologie
Périgueux est une commune urbaine, car elle fait partie des communes denses ou de densité intermédiaire, au sens de la grille communale de densité de l'Insee,,,.
Elle appartient à l'unité urbaine de Périgueux, une agglomération intra-départementale regroupant 7 communes et 66 044 habitants en 2022, dont elle est ville-centre,.
Par ailleurs la commune fait partie de l'aire d'attraction de Périgueux, dont elle est la commune-centre. Cette aire, qui regroupe 49 communes, est catégorisée dans les aires de 50 000 à moins de 200 000 habitants,.

### Occupation des sols
L'occupation des sols de la commune, telle qu'elle ressort de la base de données européenne d’occupation biophysique des sols Corine Land Cover (CLC), est marquée par l'importance des territoires artificialisés (80,9 % en 2018), en augmentation par rapport à 1990 (78,8 %). La répartition détaillée en 2018 est la suivante : 
zones urbanisées (71,6 %), forêts (10 %), zones agricoles hétérogènes (8,9 %), espaces verts artificialisés, non agricoles (5,1 %), zones industrielles ou commerciales et réseaux de communication (4,2 %), prairies (0,2 %).
L'évolution de l’occupation des sols de la commune et de ses infrastructures peut être observée sur les différentes représentations cartographiques du territoire : la carte de Cassini (XVIIIe siècle), la carte d'état-major (1820-1866) et les cartes ou photos aériennes de l'IGN pour la période actuelle (1950 à aujourd'hui).

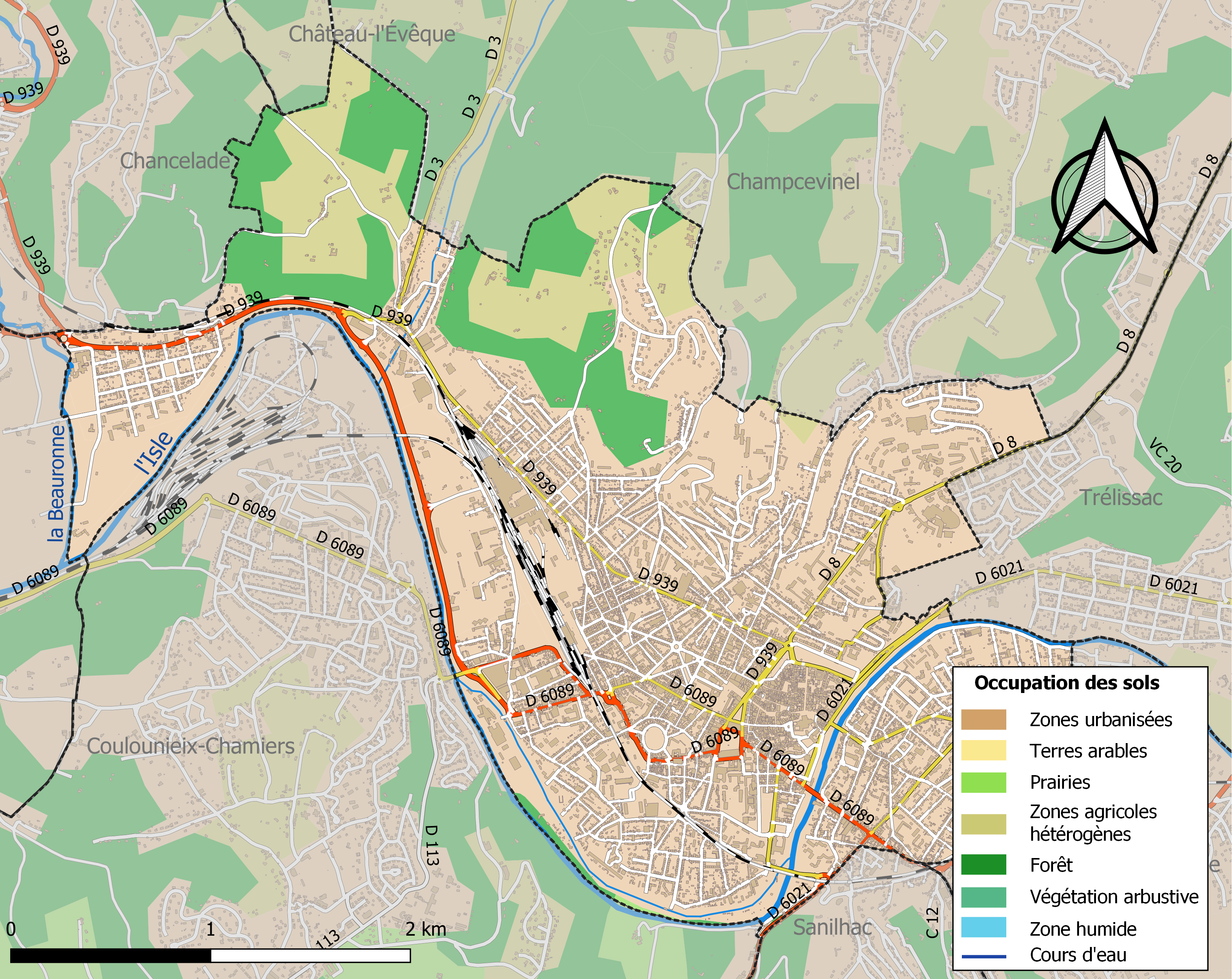
Carte des infrastructures et de l'occupation des sols de la commune en 2018 (CLC).

### Morphologie urbaine

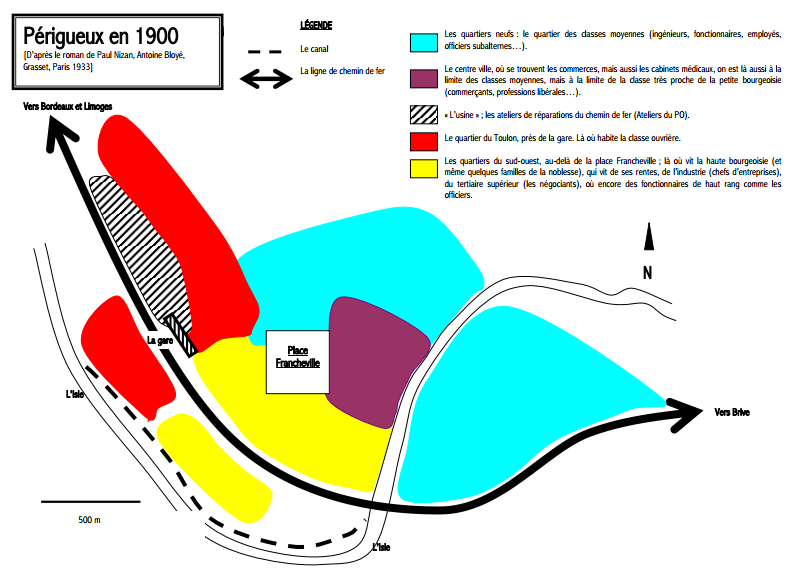
Carte de Périgueux en 1900, d'après le roman de Paul Nizan, Antoine Bloyé.

Fondée en 1240, la ville a connu plusieurs extensions au XIXe siècle. La ville s'étend avec des faubourgs, comme celui des Barris, aménagé sur la rive gauche de l'Isle.
En 1813, la commune de Saint-Martin fusionne avec Périgueux. En 1862, tandis que les faubourgs de Saint-Georges, de l'Arsault et celui de la Cité se développent assez rapidement, le faubourg du Toulon semble abandonné, avec une population peu dense. Il se peuple de plus en plus par des ouvriers lors de l'apparition des lignes du chemin de fer et des ateliers de construction ferroviaires.
Le baby boom et l'exode rural accroissent fortement les besoins en logement. Le tissu actuel est dense et composé d'immeubles et de pavillons résidentiels.

### Arrondissements de la ville

Les six arrondissements de Périgueux, comme délimités par le conseil municipal du 10 juillet 2020.

Depuis le 10 juillet 2020, la ville est organisée en six arrondissements : Centre-ville - Hôpital, Clos-Chassaing - La Grenadière, Gour de l'Arche - Les Veynassières, Saint-Georges, Le Toulon - la Gare, et Vésone - la Cité,. Ils ont été définis en tenant compte de la répartition démographique et des bassins de vie de la ville. La municipalité va créer des conseils citoyens d'arrondissement. Accompagnés d'élus et composés de 30 à 40 personnes, dont 40 % de volontaires, 40 % tirées au sort et 20 % « engagées localement », ces conseils devraient voir le jour à partir de septembre 2021.

### Logement
En 2017, le nombre total de logements dans la commune était de 20 183, alors qu'il était de 19 628 en 2012.
Parmi ces logements, 84,0 % étaient des résidences principales, 3,3 % des résidences secondaires ou des logements occasionnels et 12,6 % des logements vacants. Ces logements étaient pour 30,5 % d'entre eux des maisons individuelles et pour 69,2 % des appartements.
Sur les 16 961 résidences principales occupées en 2017, 3 874 ménages, soit 22,8 % vivent à Périgueux depuis moins de deux ans, 4 244 ménages, soit 25,0 % vivent ici depuis deux à quatre ans, 2 742 ménages, soit 16,2 % vivent dans cette commune depuis cinq à neuf ans, et 6 101 ménages soit 36,0 % vivent à Périgueux depuis dix ans ou plus.
|                                                  | 1968   | 1975   | 1982   | 1990   | 1999   | 2007   | 2012   | 2017   |
| ------------------------------------------------ | ------ | ------ | ------ | ------ | ------ | ------ | ------ | ------ |
| Ensemble                                         | 14 195 | 15 274 | 16 075 | 17 362 | 18 004 | 18 957 | 19 628 | 20 183 |
| Résidences principales                           | 13 176 | 13 518 | 14 319 | 14 456 | 15 708 | 15 994 | 16 648 | 16 961 |
| Résidences secondaires et logements occasionnels | 420    | 562    | 484    | 850    | 686    | 594    | 570    | 674    |
| Logements vacants                                | 599    | 1 194  | 1 272  | 2 056  | 1 610  | 2 369  | 2 410  | 2 548  |

En 2017, la proportion des résidences principales, propriétés de leurs occupants était de 35,2 %, en légère hausse par rapport à 2012 (35,0 %) pour 62,5 % de locataires (en baisse par rapport à 2012 (65 %) et 2,3 % des habitants étaient logés gratuitement.
En 2020, la commune dispose de 23 % de logements sociaux, taux inférieur au « seuil de 25 % fixé par la loi Solidarité et renouvellement urbain (SRU) ». Plusieurs chantiers sont en cours à cette date : 48 logements collectifs impasse de la Grenadière, livrables en 2021 ; 68 logements dans le quartier Saint-Georges, rue Lavoisier ; dans le quartier du Gour de l'Arche qui a vu la destruction récente de 220 logements, il est prévu la construction d'une trentaine de logements pour 2022 ; 14 autres logements sont également prévus près du campus Périgord.

### Projets d'aménagements
Les travaux d'aménagement du Quartier Montaigne ont commencé en juillet 2018, et sont prévus jusqu'à la mi-novembre 2019. Après plusieurs mois de manifestations organisées par des commerçants de la ville opposés au projet, la majorité municipale vote le 14 juin 2019 en faveur de la vente de la dalle à JMP Expansion, promoteur immobilier. Les travaux du nouveau centre commercial, qui sera composé de trois îlots séparés et situé à la place du parking qui fait face au palais de justice, n'ont pas encore commencé,. Les places de parking supprimées ont été recréées en 2018 au parking Tourny. Entre le 27 juin et le 30 août 2019, une des phases du réaménagement de ce quartier concerne le rond-point Yves-Guéna : le giratoire est redessiné pour notamment déplacer l'axe central, élargir les trottoirs et réguler la circulation.
En 2014, le maire Antoine Audi a également commencé à porter le projet d'une Manufacture gourmande. Le chef Philippe Etchebest assure la présidence de l'association de préfiguration de l'établissement depuis 2017. En décembre 2018, l'agence d'ingénierie culturelle Scarabée, mandatée par la ville, rend ses préconisations pour définir le programme du projet. Même s'il semble être mis en sommeil en 2019, le projet est toujours d'actualité. D'ici novembre 2021, la Manufacture gourmande devrait remplacer le parking de la place Mauvard. En mars 2021, le projet est abandonné sous la volonté de la nouvelle municipalité. Le projet est surtout jugé trop cher pour la collectivité (estimé à 25 millions d'euros).

### Prévention des risques
Le territoire de la commune de Périgueux est vulnérable à différents aléas naturels : météorologiques (tempête, orage, neige, grand froid, canicule ou sécheresse), inondations, feux de forêts, mouvements de terrains et séisme (sismicité très faible). Il est également exposé à un risque technologique, le transport de matières dangereuses. Un site publié par le BRGM permet d'évaluer simplement et rapidement les risques d'un bien localisé soit par son adresse soit par le numéro de sa parcelle.

#### Risques naturels

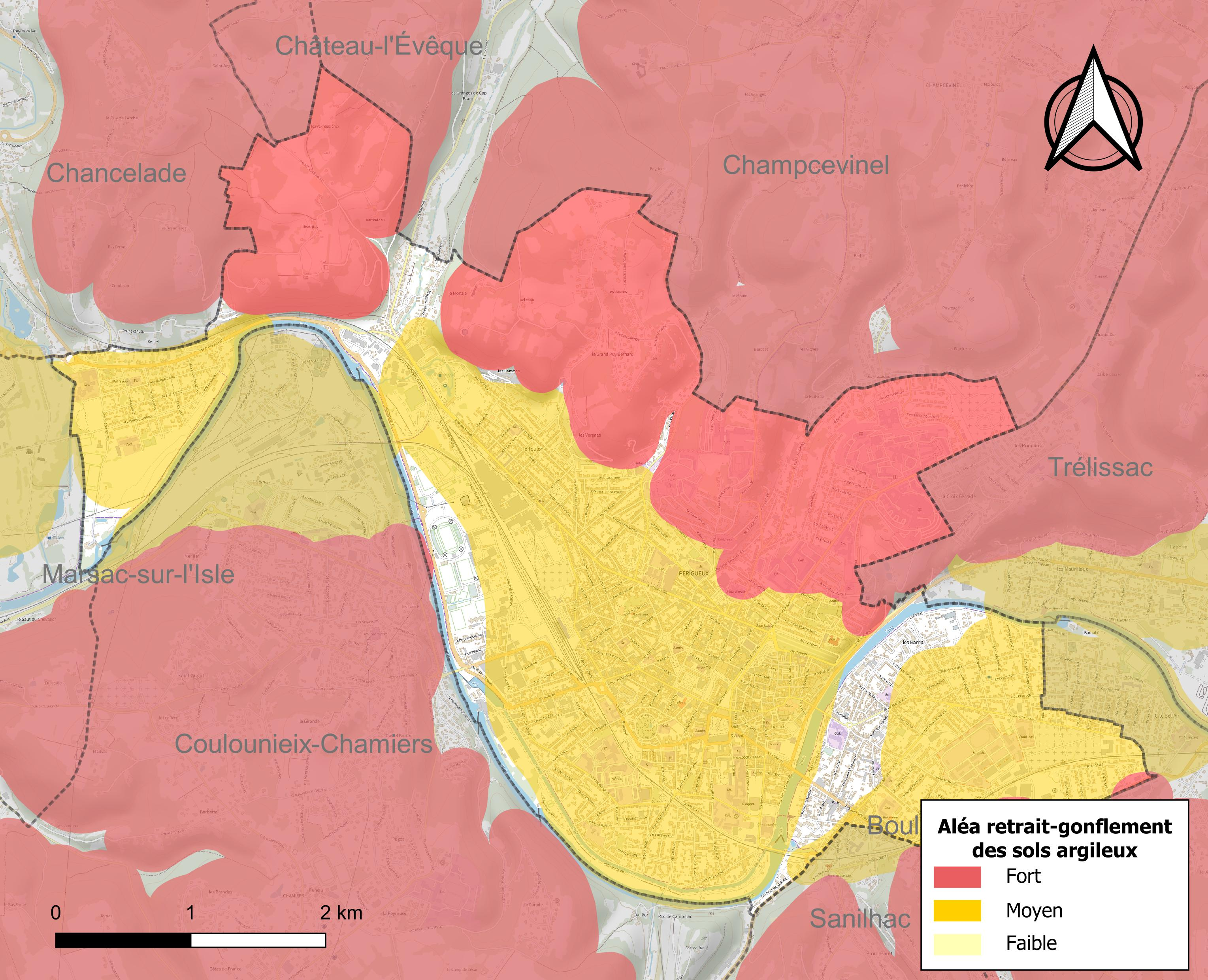
Carte des zones d'aléa retrait-gonflement des sols argileux de Périgueux.

La commune fait partie du territoire à risques importants d'inondation (TRI) de Périgueux, regroupant 12 communes concernées par un risque de débordement de l'Isle, un des 18 TRI qui ont été arrêtés fin 2012 sur le bassin Adour-Garonne. Les événements antérieurs à 2014 les plus significatifs sont les crues de 1783 (5,21 m à l'échelle de crue, la crue la plus importante connue), de 1843 (4,83 m) et de 1944 (4,5 m, 630 m3/s, la crue centennale de référence). Des cartes des surfaces inondables ont été établies pour trois scénarios : fréquent (crue de temps de retour de 10 ans à 30 ans), moyen (temps de retour de 100 ans à 300 ans) et extrême (temps de retour de l'ordre de 1 000 ans, qui met en défaut tout système de protection). La commune a été reconnue en état de catastrophe naturelle au titre des dommages causés par les inondations et coulées de boue survenues en 1982, 1986, 1992, 1993, 1998, 1999 et 2018,. Le risque inondation est pris en compte dans l'aménagement du territoire de la commune par le biais du plan de prévention des risques inondation (PPRI) de l'« agglomération de Périgueux »  prescrit le 11 mars 2015 et approuvé le 6 février 2018, pour les crues de l'Isle. La crue du 8 décembre 1944, plus haute crue historique bien connue sur l’Isle, avec un débit estimé de 630 m3/s et une hauteur de 4,50 m à Périgueux, inondant un tiers de la ville et faisant 7 000 sinistrés, présente une période de retour centennale et sert de crue de référence au PPRI.
Périgueux est exposée au risque de feu de forêt. L’arrêté préfectoral du 14 mars 2013 fixe les conditions de pratique des incinérations et de brûlage dans un objectif de réduire le risque de départs d’incendie. À ce titre, des périodes sont déterminées : interdiction totale du 15 février au 15 mai et du 15 juin au 15 octobre, utilisation réglementée du 16 mai au 14 juin et du 16 octobre au 14 février. En septembre 2020, un plan inter-départemental de protection des forêts contre les incendies (PidPFCI) a été adopté pour la période 2019-2029,.
Les mouvements de terrains susceptibles de se produire sur la commune sont des tassements différentiels. Le retrait-gonflement des sols argileux est susceptible d'engendrer des dommages importants aux bâtiments en cas d’alternance de périodes de sécheresse et de pluie. 89,2 % de la superficie communale est en aléa moyen ou fort (58,6 % au niveau départemental et 48,5 % au niveau national métropolitain). Depuis le 1er octobre 2020, en application de la loi ÉLAN, différentes contraintes s'imposent aux vendeurs, maîtres d'ouvrages ou constructeurs de biens situés dans une zone classée en aléa moyen ou fort,.
La commune a été reconnue en état de catastrophe naturelle au titre des dommages causés par la sécheresse en 1989, 1991, 1992, 1995, 2005, 2011 et 2017 et par des mouvements de terrain en 1999 et 2009.

## Toponymie

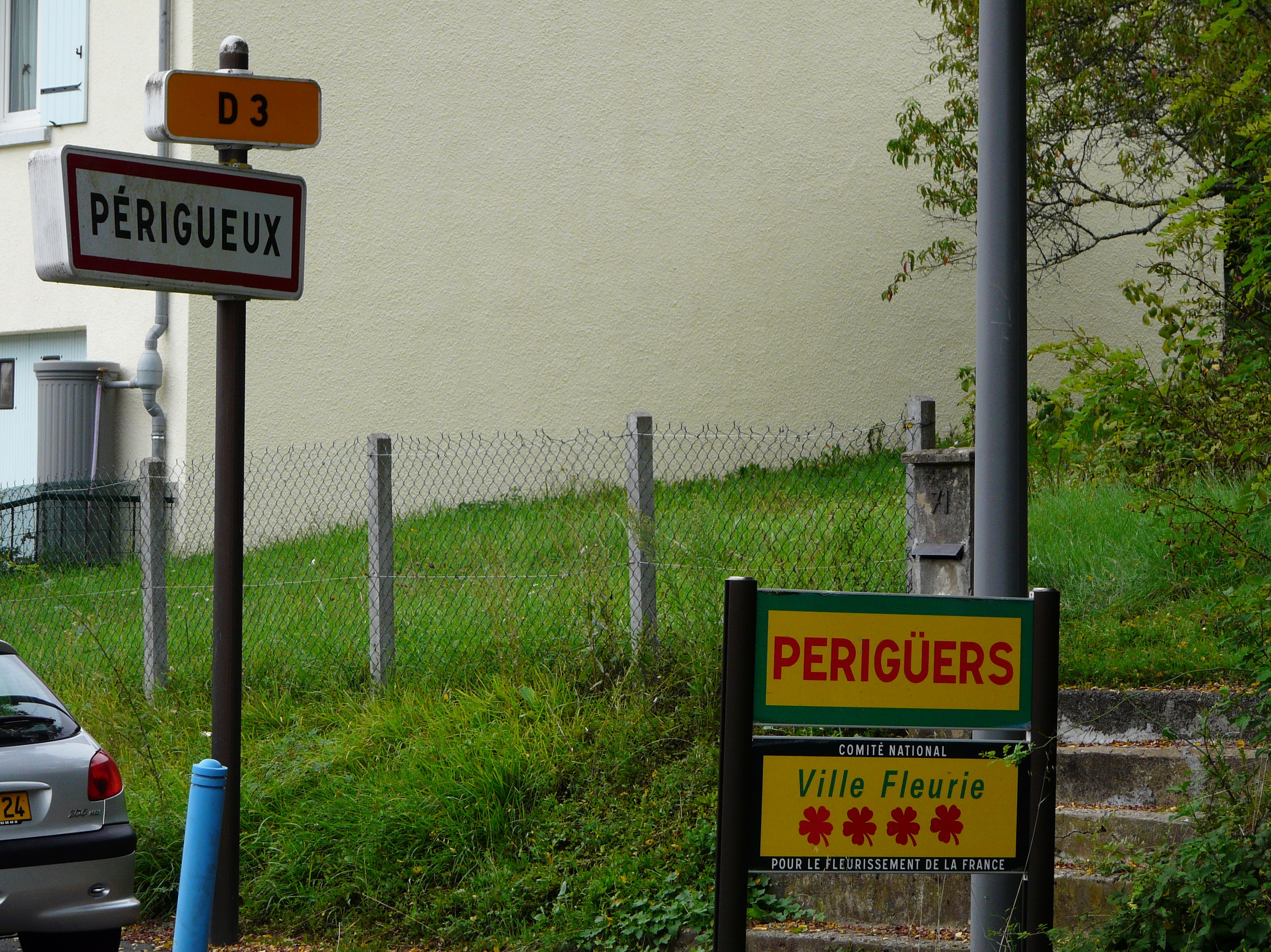
Panneaux d'entrée de ville en français et en occitan.

Périgueux est un nom d'origine celte très ancien provenant de « pétrocores » ou « pétrucores », qui a pour signification « quatre clans »,, ou « peuple aux quatre (petro-) armées (corii) »,,.
En occitan, la commune porte le nom de Perigüers,, prononcé [pe.ri.ˈgʏ:], ou Peireguers, prononcé [pej.re.ˈgʏ:][réf. nécessaire].

## Histoire

### Antiquité
Vers 200 av. J.-C., « les Pétrocoriens habitaient la région située entre la Dordogne et la Vézère », selon Venceslas Kruta. Ils s'installent pendant cette période sur les hauteurs en rive gauche de l'Isle et créent, sur l'actuel territoire de Coulounieix-Chamiers, un camp fortifié à la Boissière, également connu sous le nom de « camp de César à la Curade ». Les Pétrocores étaient en Gaule et non en Aquitaine, car avant la conquête romaine, ces deux territoires étaient séparés par la rivière Garumna, comme l'a écrit Jules César.
En 52 av. J.-C., ils fournissent à Vercingétorix environ 5 000 guerriers, pour l'aider à affronter les légions romaines de Jules César.
En 27 av. J.-C., lors de l’organisation administrative de la Gaule effectuée par Auguste, Périgueux est placée dans la province aquitaine,. Le camp de la Boissière est abandonné et la Vesunna gallo-romaine, future Périgueux, est créée entre 25 et 16 av. J.-C. et développée par les habitants romanisés, ayant conservé leurs divinités gauloises. Aux IIe et IIIe siècles, cette cité romaine prospère et s'embellit avec temples, bains, amphithéâtre, forum, etc. On attribue à Vesunna 15 000 à 20 000 habitants. Celle-ci devint à la fin du IIIe siècle la capitale de la cité des Pétrocores. À la fin du IIIe siècle, à la suite de l'invasion attribuée aux Alamans, la cité romaine se rétrécit sur cinq hectares et demi, en se retirant sur un petit plateau derrière des remparts. Intégrant la moitié nord-ouest de l'amphithéâtre de Vesunna, ces murailles sont construites par remploi d'éléments des monuments de la ville (des vestiges subsistent de ces remparts) et cette troisième cité prend le nom de Civitas Petrucoriorum (« cité des Pétrocores »), lieu qui va devenir « la Cité ».
Vésone est détruite vers l'an 410 par les barbares, favorisant l'apparition aux VIe et VIIe siècles du Puy-Saint-Front.

### Moyen Âge
Au IXe siècle, les Normands, remontant l'Isle, pillent à plusieurs reprises la Cité. Vers la fin du Xe siècle, au nord-est et en bordure de l'Isle, autour d'un monastère que l'évêque Frotier avait fait construire en l'honneur de saint Front, se développe un nouveau centre fortifié, nommé à cette époque le « bourg du Puy-Saint-Front ». Pour se protéger des envahisseurs, les deux villes voisines édifient des murailles,.
Vers 1040, Périgueux est perturbée par des troubles ayant pour cause la monnaie frappée par le comte de Périgord, Hélie II. Peu de temps après, l'évêque Girard de Gourdon, la considérant défectueuse et de mauvaise qualité et l'ayant interdite, le comte Aldebert II, fils d'Hélie II, décide de prouver, les armes à la main, qu'elle lui convient,. De ce fait, la Cité doit prendre part à une guerre longue et meurtrière contre le comte. Les quelques habitations placées sous la protection du nouvel établissement religieux du Puy-Saint-Front sont incendiées vers 1099 ; le couvent et le bourg ne tardent pas à être reconstruits.
De nombreux pèlerins viennent se recueillir sur le lieu où sont conservées les reliques de saint Front ; au XIIe siècle, le nombre de maisons s'accroît et l'agglomération est de plus en plus ample. Cependant, au fil du temps, les habitants du bourg se désunissent ; vers 1130, dans une querelle avec le couvent, une partie des bourgeois du Puy-Saint-Front s'allie avec le comte Hélie-Rudel. Cette situation attise sa convoitise, persuadé qu'après avoir conquis le Puy-Saint-Front, il lui serait plus facile de soumettre enfin la Cité, ce qu'aucun de ses ancêtres n'a réussi à faire. À la même époque, les comtes dominent le Puy-Saint-Front.

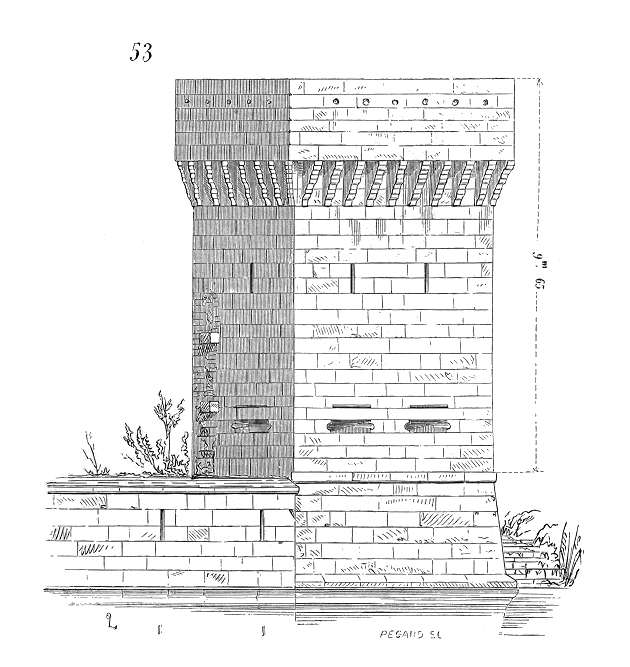
Dessin d'une tour carrée dépendant de la défense fort ancienne du Puy-Saint-Front, et qui fut reconstruite pour contenir des bouches à feu au rez-de-chaussée.

Vers 1150, Boson III, dit de Grignols, fait ériger une grande et forte tour, destinée à commander et surveiller la Cité, dont il vient de s'emparer. Mais cette tentative d'oppression lui est fatale, ainsi qu'à ses descendants, car elle excite la colère du roi Henri II d'Angleterre, devenu duc d'Aquitaine par alliance. La tour est détruite en 1182, époque à laquelle, à la suite d'un traité avec le comte Hélie V, le Puy-Saint-Front est remis entre les mains du fils d'Henri II d'Angleterre, Richard, qui fait détruire toutes les fortifications construites par lui et son prédécesseur. C'est à la même période, à la fin du XIIe siècle, que le « bourg du Puy-Saint-Front » s'organise en municipalité.
Après avoir confisqué le duché d'Aquitaine à Jean sans Terre et l'avoir réuni à la couronne de France, Philippe Auguste exige que les peuples et les grands de ce duché lui rendent hommage. Hélie V et les habitants de la future ville de Périgueux prêtent alors serment de fidélité au monarque français en 1204.
Pendant de longues années, le Puy-Saint-Front et les comtes vivent en bonne intelligence. L'organisation municipale de cette ville est depuis longtemps reconnue et constituée par l'autorité royale. Quant à la Cité, elle ne rencontre aucune difficulté avec les comtes. L'état de paix dure jusqu'en 1239 ; une certaine confiance existe même entre le comte Archambaud II et la ville car, à cette époque, cette dernière lui verse 50 livres en échange de l'abandon de la rente annuelle de 20 livres, qu'elle lui devait à chaque Noël.
Pour assurer sauvegarde et assistance mutuelles, et pour que les rivalités s'éteignent, Périgueux naît en 1240, d'un traité d'union,, des deux bourgs implantés à quelques centaines de mètres l'un de l'autre : la Cité — issue de la Vésone gallo-romaine —, ville de l'évêque et du comte de Périgord, et la ville bourgeoise du Puy-Saint-Front.
Entre les comtes de Périgord et la nouvelle ville, diverses hostilités durent jusqu'en 1250, date à laquelle la discorde est apaisée par l'évêque Pierre III de Saint-Astier. Au XIIIe siècle, de nouveaux bourgeois s'installent à Périgueux afin d'augmenter leur patrimoine foncier, en achetant des parcelles qui se libèrent, tout en profitant des rapports privilégiés qu'ils entretiennent avec leurs paroisses d'origine, où ils gardent encore des propriétés. Revenant dans la région de leurs ancêtres, des marchands drapiers viennent également se fixer à Périgueux, acquérant de nombreuses rentes et terres dans un large rayon autour de la ville. Le comte Archambaud III a d'autres démêlés avec Périgueux : en 1266, c'est à propos de la fabrication de la monnaie, et en 1276 au sujet de sa valeur. Cette lutte de pouvoir continue de génération en génération. Sur le principe, les comtes affectent la puissance souveraine, se prétendant seuls possesseurs du bourg du Puy-Saint-Front depuis le XIIe siècle, puis en allant chercher, au XIVe siècle, l'obtention de la faveur royale. Ces longs conflits prennent fin au XIVe siècle, lorsque le comte de Périgord, Roger-Bernard, fils d'Archambaud IV, devient le vassal des Anglais qui confirment les bourgeois de Périgueux (« Maires, Consuls & Citoyens de la Cité ») dans leurs possessions et leur juridiction.
Depuis le milieu du XIVe siècle, les campagnes autour de Périgueux connaissent une période de crise grave, marquée notamment par une très forte chute de la population due aux effets dévastateurs de la peste noire et de la guerre de Cent Ans. Pendant celle-ci, Périgueux reste fidèle au royaume de France, même lorsqu'elle est occupée par les Anglais entre 1360 et 1363. Durant cette période, les comtes et leurs descendances, résidant le plus souvent dans leur château de Montignac, font allégeance au royaume d'Angleterre. Charles VI leur confisque terres et titres au profit de son frère Louis d'Orléans. Par cession ou par mariage avec la famille d'Orléans, le Périgord passe en 1437 aux mains de la maison de Châtillon, puis dans la maison d'Albret en 1481.
Pendant le Moyen Âge tardif, partout le manque de bras entraîne une contraction de l'espace cultivé : au cœur même du vignoble de la paroisse Saint-Martin, apparaissent des « déserts ».

### Époque moderne

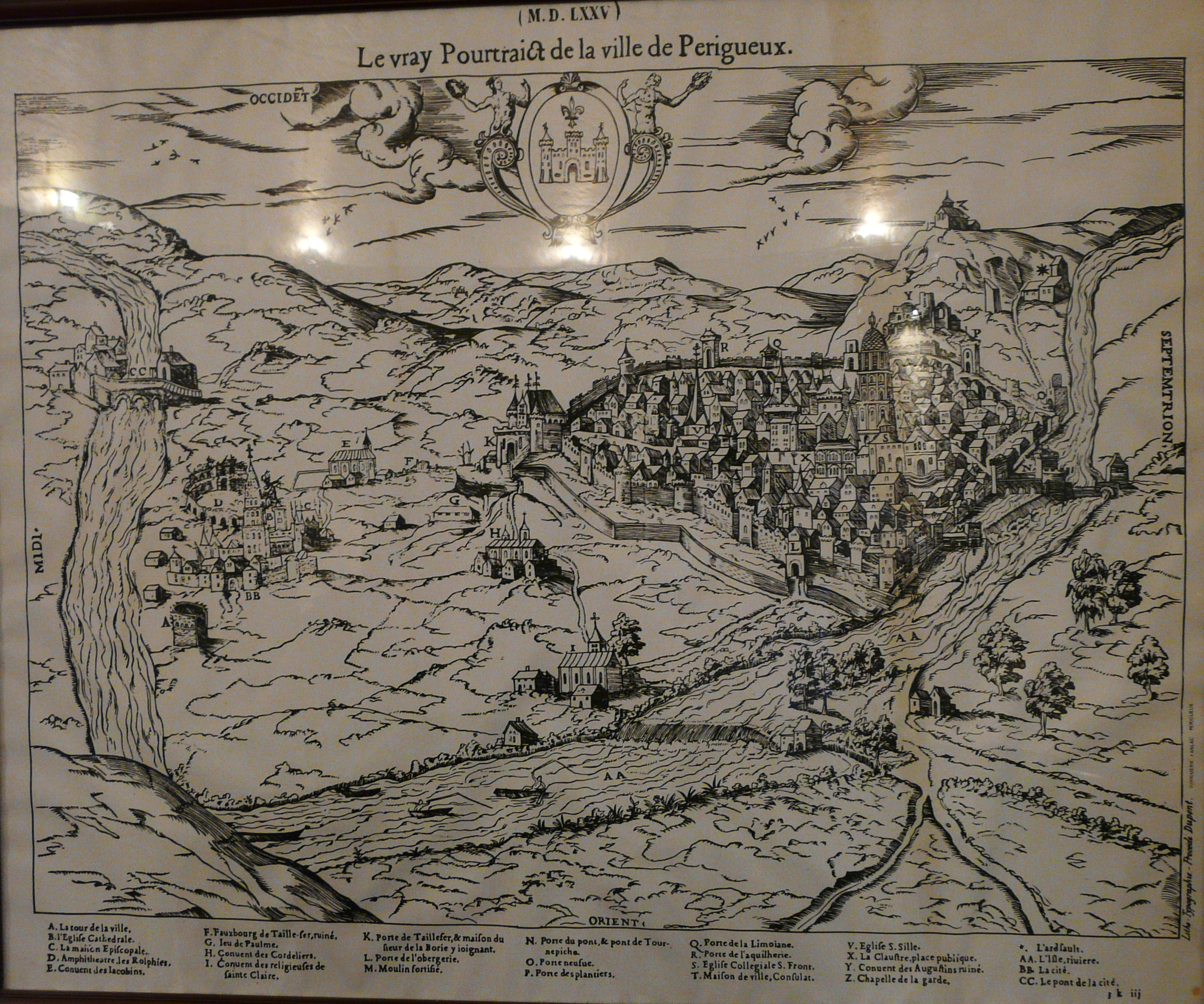
Le vray Pourtraict de la ville de Perigueux, dessin de 1575, typolithographié par Auguste Dupont.

En mai 1472, par ses lettres patentes, le roi Louis XI confirme les privilèges de la ville, à la suite de la mort de Charles, duc de Guyenne, son frère.
Le présidial de Périgueux est établi par l'édit du 24 octobre 1552. Juridiction à la fois criminelle et civile comme la cour sénéchale, elle tient ses séances dans la salle haute du Consulat, place du Coderc. En mars 1554, Henri II crée à Périgueux une cour souveraine des aides traitant toutes les affaires civiles et criminelles qui concernant les aides, les gabelles et les tailles. Elle a été supprimée en 1771.
Les guerres de religion sont plus meurtrières pour Périgueux que ne l'a été la guerre de Cent Ans. Périgueux est prise le 6 août 1575 par les calvinistes,, commandés par Favas et Guy de Montferrand, puis pillée et occupée. Cette même année, au Puy Saint-Front, la châsse et le reliquaire contenant les restes du saint évêque sont volés, transportés au château de Tiregand où les ossements du saint sont jetés dans la Dordogne. Périgueux reste entre les mains des protestants jusqu'en 1581, année où le capitaine Belsunce, gouverneur de la ville, se la laisse enlever par le catholique Jean de Chilhaud. Le Périgord rejoint la couronne de France en 1589, lorsque son avant-dernier comte, fils de Jeanne d'Albret, devient roi de France sous le nom de Henri IV, tout en laissant le comté en apanage à sa sœur Catherine de Bourbon. Celle-ci, décédée en 1604, sera l'ultime comtesse en titre de Périgord.
Au XVIIe siècle, sous le règne de Louis XIII, la ville est à la frontière d'une région soumise aux rebelles, qui s'étend jusqu'au sud du territoire correspondant à l'actuel département de la Dordogne. Périgueux subit donc des révoltes paysannes mais ne fait pas partie des villes ou châteaux, comme Grignols, Excideuil puis Bergerac, qui ont été pris par les paysans durant cette époque. En octobre 1651, lors de la Fronde, Périgueux accueille les troupes du prince de Condé. En août 1653, elle reste la seule ville du Sud-Ouest hostile au roi, situation qui dure jusqu'au 16 septembre suivant, lorsque ses habitants mettent dehors les frondeurs. C'est en 1669 que le siège cathédral passe de Saint-Étienne-de-la-Cité, ruinée, à la cathédrale Saint-Front, ancienne église de l'abbaye du même nom. En automne 1698, la misère des dernières années, devenue insupportable, amène l'évêque de Périgueux à en appeler à « la bonté du Roy ».
En mars 1783, la ville connait une des plus importantes crues de l'Isle, l'eau noyant la chaussée du pont Saint-Georges et s'élevant jusqu'à 5,21 mètres, record de crue enregistré pour Périgueux. Un état des remparts, murs et fossés de la ville est dressé le 7 juin 1784 avec la désignation de leurs propriétaires conformément à l'arrêt du Conseil d'État, du 15 novembre 1781 qui déclare les murs, fossés et remparts des villes de la généralité de Bordeaux et leurs emplacements, faire partie  du domaine de la couronne ; en conséquence annule tous les baux à fief ou à cens que les officiers municipaux desd. villes pourraient en avoir fait ; les détenteurs actuels actuels néanmoins maintenus. Le clergé, la noblesse et le tiers état viennent de toute la province afin d'élire leurs députés aux États généraux de 1789. Après la création des départements en 1790, l'assemblée départementale se réunit alternativement à Bergerac, Périgueux et Sarlat. Périgueux devient définitivement le chef-lieu de la Dordogne en septembre 1791.

### Époque contemporaine

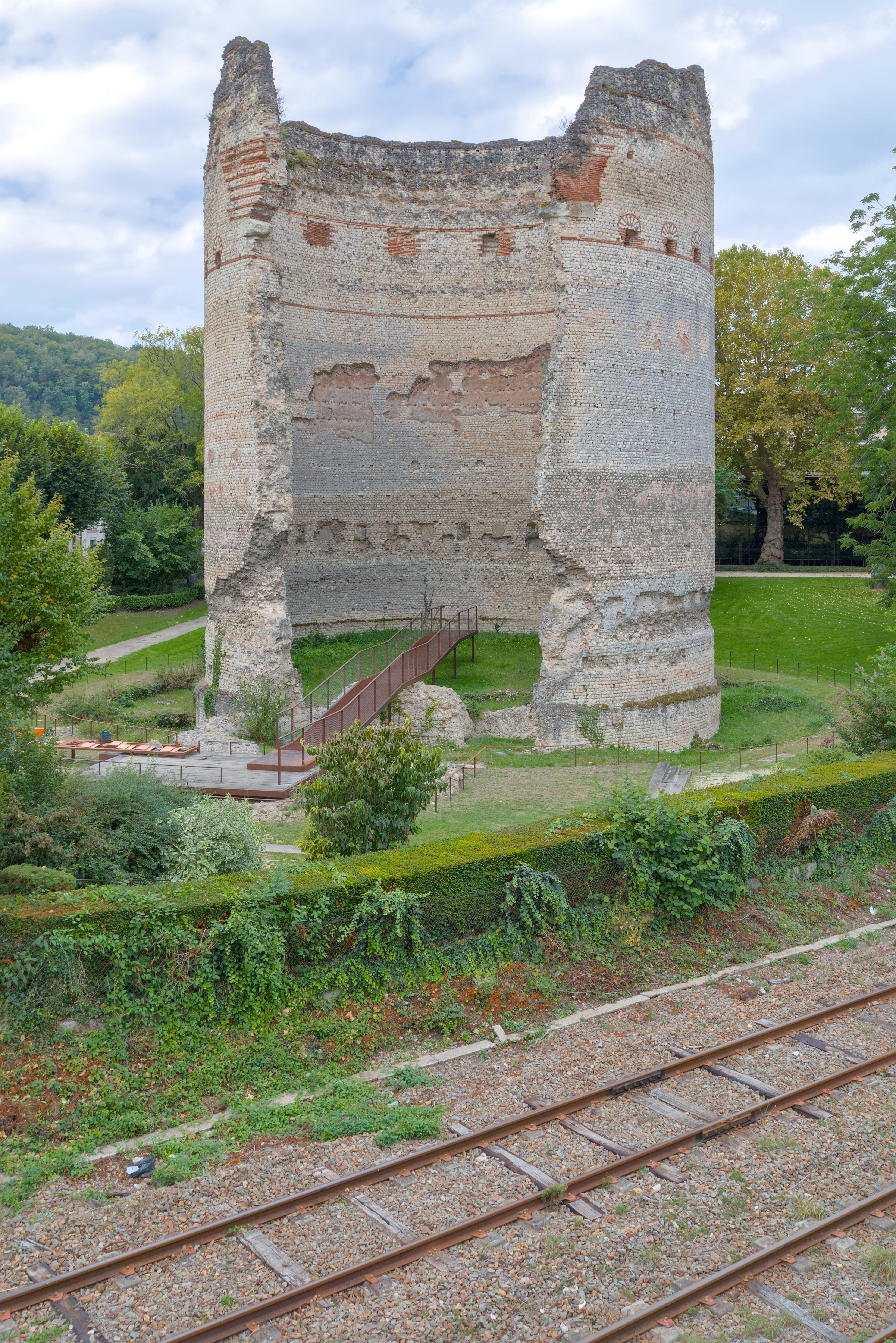
Passage de la ligne ferrovaire à côté de la tour antique de Vésone.

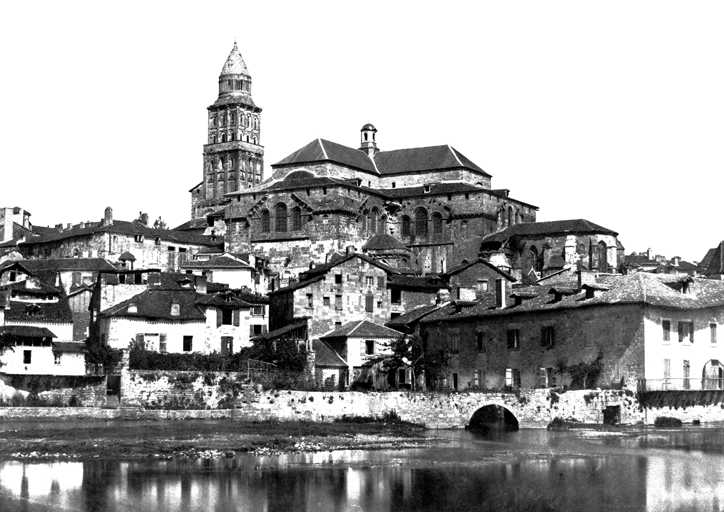
La cathédrale Saint-Front avant sa restauration par Paul Abadie. Photo prise par Médéric Mieusement avant 1893.

Sous le Premier Empire, la ville, siège de la préfecture, s'agrandit en 1813 en fusionnant avec l'ancienne commune de Saint-Martin. En 1857, Périgueux voit l'arrivée du chemin de fer venant de Coutras et à partir de 1862, l'installation des ateliers de réparation des locomotives et des voitures de la Compagnie du Paris-Orléans. Cette activité survit encore au début du XXIe siècle dans le quartier du Toulon. C'est aussi au XIXe siècle que deux architectes œuvrent à Périgueux. Louis Catoire construit le Palais de justice, le marché couvert du Coderc et le Théâtre — aujourd'hui disparu — et divers immeubles de la place Bugeaud. Paul Abadie restaure la cathédrale Saint-Front.

#### Seconde Guerre mondiale
À partir du 1er septembre 1939, à la suite de l'invasion de la Pologne par l'Allemagne nazie, le gouvernement français ordonne l'évacuation de 375 000 Alsaciens et 210 000 Mosellans. Les habitants de ces deux régions sont évacués puis répartis dans le Centre-Ouest et le Sud-Ouest de la France. Périgueux accueille ainsi, dès le 5 septembre, des milliers de Strasbourgeois ; la mairie de Strasbourg s'installe au 2 rue Voltaire, dans les locaux de la Chambre de commerce,. Les services administratifs repartent à Strasbourg en juillet 1940 mais le maire, Charles Frey, reste à Périgueux jusqu'au 28 novembre 1944.

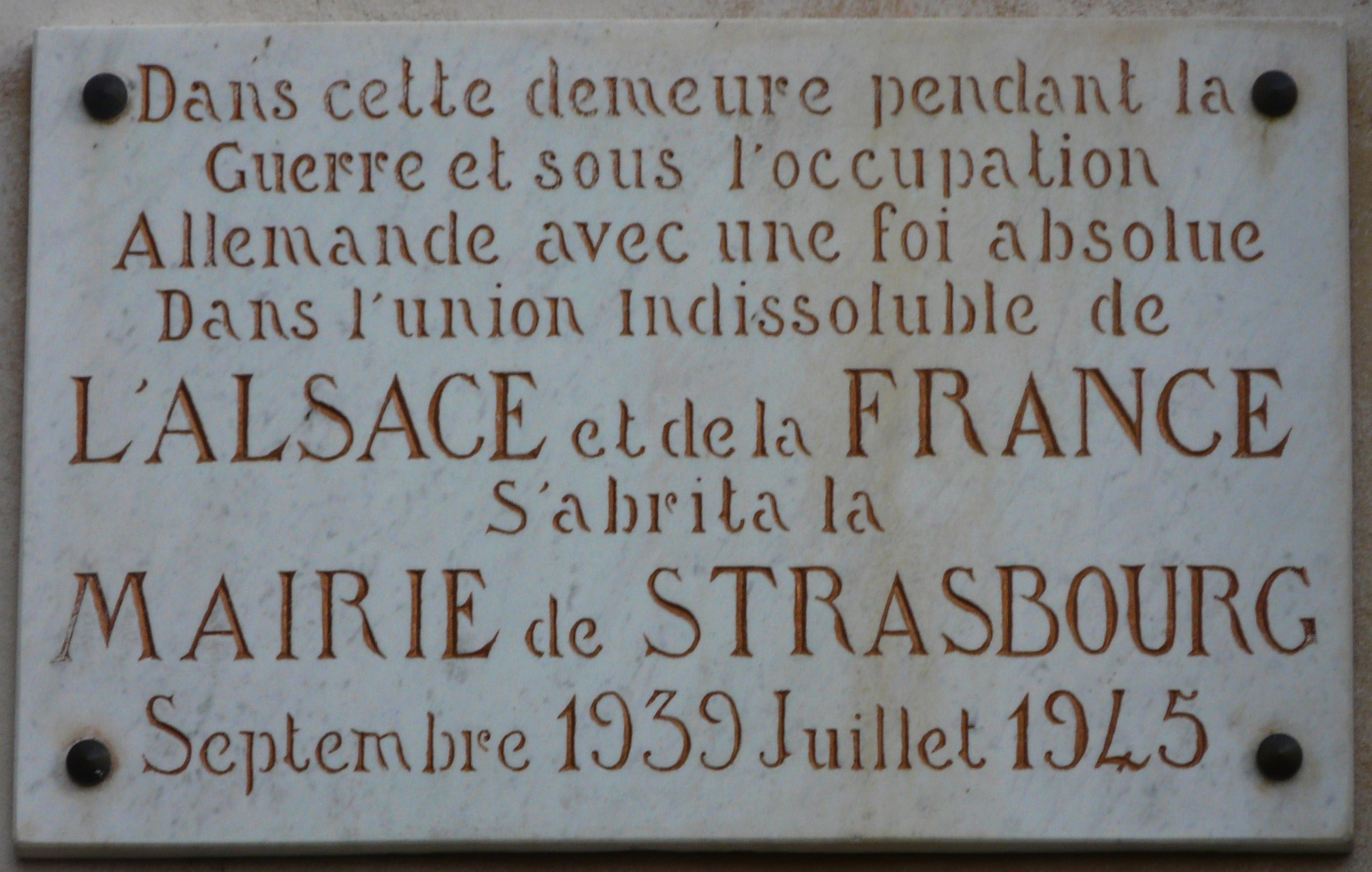
Plaque commémorant l'installation de la mairie de Strasbourg à Périgueux.

Les régiments dissous sur le territoire français sont autorisés à organiser l'Armée d'armistice en zone libre, pour maintenir l'ordre. Le 26e régiment d'infanterie devient donc le nouveau régiment de la Dordogne, en août 1940, à Périgueux. Progressivement, la Résistance apparaît dans la ville : mouvements et réseaux se créent, pour la confection et la diffusion, par exemple, de faux-papiers ou de journaux clandestins. Les résistants, engagés dans l'armée, organisent des sabotages et des attentats. Après avoir servi de dépôt de munitions pour la Résistance, l'Institution Saint-Joseph servit de lieu de réunion où, en juin 1942, a été fondé le mouvement de résistance Combat qui a organisé le maquis A.S., formé le 50e et le 26e R.I.,,. Les fondateurs sont André Boissière., Gabriel de Choiseul-Praslin, Georgette Claude-Gérard, Raymond Faro, H. Hortala, Edmond Michelet, Jean Sigala et J. Villot. Le 3 octobre 1942, le premier attentat par explosif endommage le kiosque de la Légion française des combattants de la ville, situé place Bugeaud, et provoque une fracture entre les gaullistes et les pétainistes. Les effets de la politique collaborationniste de Vichy finissent par dégrader la popularité de Philippe Pétain, entraînant un certain nombre de poilus dans la Résistance.
Le 11 novembre 1942, les troupes allemandes envahissent la zone libre. Les convois allemands entrent dans la ville et s'installent dans le quartier Daumesnil, contraignant le 26e régiment d'infanterie à se dissoudre six jours plus tard. La Gestapo emménage sur l'actuelle place du Général de Gaulle et fait partie de l'administration locale de l'époque, aidée par Paul Lapuyade, délégué départemental de la Légion des volontaires français, qui collecte de nombreux renseignements pour les nazis.
La Résistance s'intensifie en 1943, provoquant un attentat à la bombe le 9 octobre, qui vise pour la première fois les Allemands, en choisissant comme cible le siège de la Gestapo. Mais des représailles sont immédiatement déclenchées, entraînant l'arrestation de dix-sept résistants et la déportation de la plupart d'entre eux. Le 9 novembre, un nouvel attentat, dirigé contre les Allemands au bureau principal de la gendarmerie, occasionne de nombreux dégâts matériels et des blessés. Une opération répressive est aussitôt organisée, visant majoritairement les Juifs, dont 1 672 sont recensés dans l'arrondissement et 700 dans la ville même. Un important sabotage impulsé par le comité régional des Francs-tireurs et partisans, réalisé par des hommes du Camp Wodli, met hors d'usage, le 13 décembre 1943, une des plus puissantes grues de levage de France, stationnée pour réparation aux ateliers de la SNCF de Périgueux,.
Le 10 mai 1944, la milice et la police de Vichy arrêtent et regroupent 211 personnes dans la salle du Palace, puis les transfèrent vers les chantiers du mur de l'Atlantique, pour y effectuer des travaux forcés, les internent dans la Haute-Vienne ou les déportent vers l'Allemagne. Le jour J, les Alliés débarquent en Normandie. Les résistants périgourdins s'attaquent alors à des objectifs militaires afin de paralyser l'ennemi. Les Allemands contre-attaquent en tuant plus de 500 civils. Face à cette situation, l'état-major des Forces françaises de l'intérieur, nouvellement constitué, fixe aux Allemands un ultimatum au 17 août, mais il n'obtient aucune réponse. Le 18 août, un plan d'encerclement de Périgueux est en cours. Dans le même temps, le débarquement de Provence provoque un dénouement soudain pour la ville : Hitler décide le retrait de ses troupes basées dans le sud de la France.

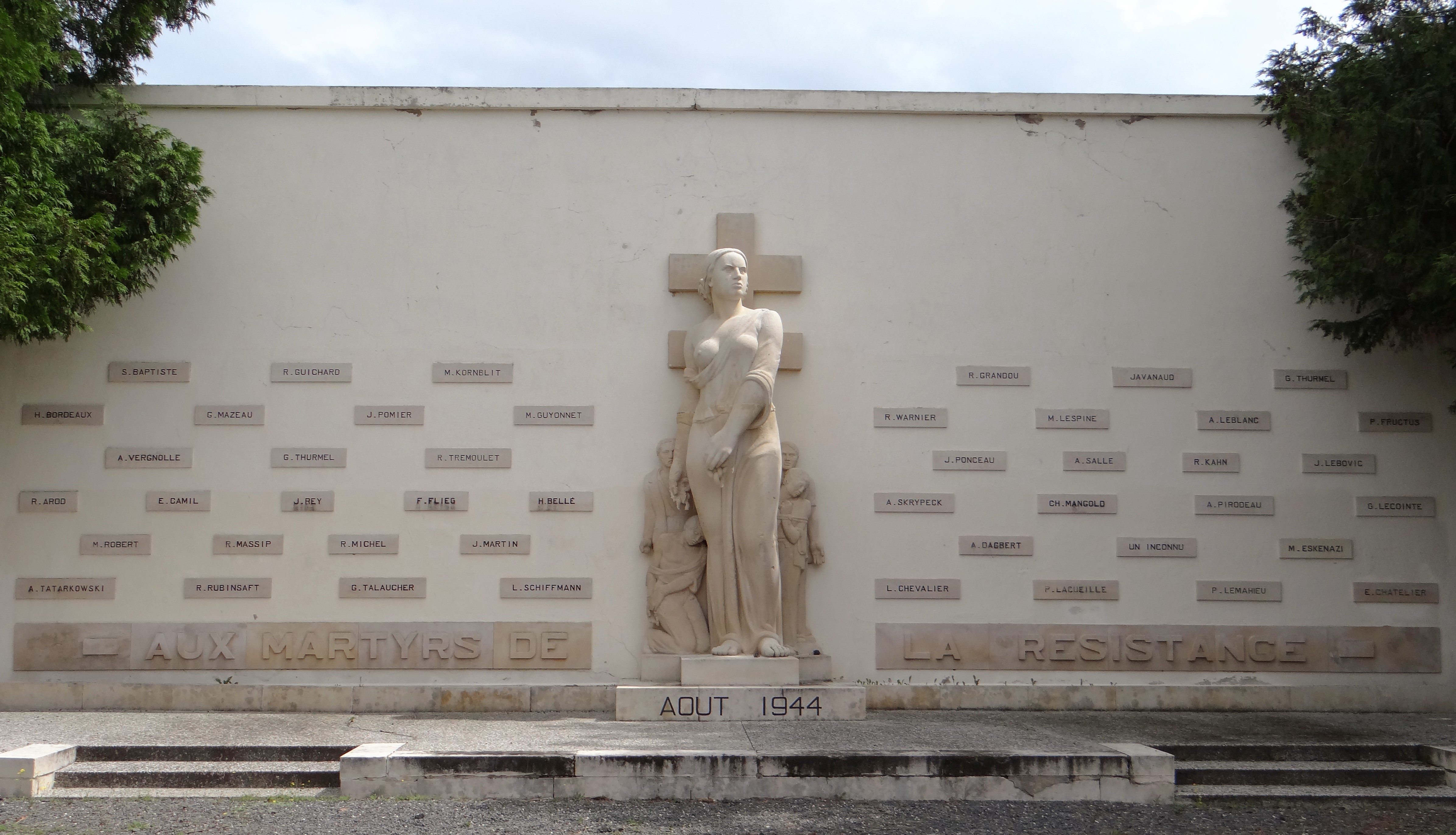
Mur des fusillés de Périgueux.

 Après avoir fusillé, dans un premier temps, 35 résistants, puis 14 autres qui avaient été internés, les Allemands abandonnent la ville, sans destruction ni combat, le 19 août 1944. Le 24 août 1944, a lieu le défilé de libération auquel Roger Ranoux, Yves Péron, Édouard Valéry participent, avec de nombreux autres résistants.

#### Depuis la fin de la guerre
Après de fortes pluies entraînant une fonte des neiges accélérée, l'Isle entre en crue centennale et atteint son maximum à 4,50 mètres le 8 décembre 1944, faisant 7 000 sinistrés et inondant un tiers de Périgueux.
En 1945, Hans Kowar, un prisonnier de guerre allemand travaille en Bergeracois, à Nastringues, dans une ferme appartenant à la famille du prêtre Henri Cellerier, qui enseigne la langue allemande à Périgueux. Les deux hommes se lient d'amitié et, revenu chez lui, Kowar fait découvrir sa ville, Amberg, à Cellerier. Dès 1961, une délégation municipale périgourdine se rend à Amberg et le jumelage est officialisé le 2 octobre 1965. L'association des amis d'Amberg est créée en 1993 pour donner lieu jusqu'à aujourd'hui à de nombreux échanges entre étudiants, comme celui qui a lieu chaque année encore, entre le collège Clos-Chassaing et l'Erasmus Gymnasium.
En 1964, le 5e régiment de chasseurs à cheval s'installe dans le quartier Daumesnil. Rattaché à la 15e division d'infanterie en 1977, il intervient au Liban entre 1986 et 1993 et en Yougoslavie de 1992 à 1994, année où il est dissous et quitte donc Périgueux.
Pendant les années 1950 à 1970, le faubourg des Barris se développe sur la rive gauche de l'Isle. Le pont du même nom relie le faubourg et la ville.
À la suite de l'évacuation de 1939 des 80 000 Alsaciens en Dordogne et principalement à Périgueux pour les Strasbourgeois, 20 % restent en Périgord. De ce fait, des relations naissent ; Périgueux et Strasbourg concluent un accord de coopération en 2008, après délibération par le conseil municipal de Périgueux,. Située dans le parc, en face du lycée Bertran-de-Born, une stèle marque la reconnaissance de Strasbourg à Périgueux pour l'accueil des réfugiés pendant la Seconde Guerre mondiale.

## Politique et administration

### Organisation administrative
La commune est divisée en vingt bureaux de vote répartis sur sept centres de vote.

### Tendances politiques et résultats

#### Récapitulatif de résultats électoraux récents
| Municipales 2014    |  | PS    | 46,62 |  | UMP | 39,52 |  | DVD  | 13,85 | Pas de 4e | Pas de 4e | Pas de 4e |             | UMP         | 50,71       |             | PS          | 49,29       | Pas de 3e   | Pas de 3e   | Pas de 3e   |
| Européennes 2014    |  | UMP   | 23,16 |  | PS  | 16,94 |  | FN   | 16,01 |           | EELV      | 11,21     | Tour unique | Tour unique | Tour unique | Tour unique | Tour unique | Tour unique | Tour unique | Tour unique | Tour unique |
| Régionales 2015     |  | PS    | 33,14 |  | LR  | 29,95 |  | FN   | 16,44 |           | FG        | 6,40      |             | PS          | 48,76       |             | LR          | 35,52       |             | FN          | 15,72       |
| Présidentielle 2017 |  | EM    | 25,33 |  | LFI | 24,80 |  | LR   | 19,86 |           | FN        | 13,84     |             | EM          | 75,43       |             | FN          | 24,57       | Pas de 3e   | Pas de 3e   | Pas de 3e   |
| Législatives 2017   |  | LREM  | 33,26 |  | LR  | 18,55 |  | LFI  | 16,39 |           | PS        | 14,29     |             | LREM        | 55,00       |             | LFI         | 45,00       | Pas de 3e   | Pas de 3e   | Pas de 3e   |
| Européennes 2019    |  | LREM  | 22,44 |  | RN  | 17,16 |  | EELV | 15,14 |           | PP-PS     | 9,56      | Tour unique | Tour unique | Tour unique | Tour unique | Tour unique | Tour unique | Tour unique | Tour unique | Tour unique |
| Municipales 2020    |  | LR    | 19,15 |  | PS  | 17,37 |  | UC   | 15,49 |           | DVG       | 13,73     |             | UG          | 40,55       |             | LR          | 30,46       |             | DVC         | 28,97       |
| Régionales 2021     |  | UG    | 33,40 |  | LR  | 15,32 |  | RN   | 14,74 |           | UC        | 12,71     |             | UG          | 41,51       |             | LR          | 17,98       |             | RN          | 14,68       |
| Présidentielle 2022 |  | LREM  | 29,17 |  | LFI | 23,56 |  | RN   | 16,65 |           | REC       | 7,39      |             | LREM        | 63,61       |             | RN          | 34,71       | Pas de 3e   | Pas de 3e   | Pas de 3e   |
| Législatives 2022   |  | NUPES | 27,18 |  | ENS | 26,03 |  | RN   | 12,83 |           | LR        | 11;68     |             | ENS         | 52,02       |             | NUPES       | 47,98       | Pas de 3e   | Pas de 3e   | Pas de 3e   |
| Européennes 2024    |  | RN    | 24,29 |  | UG  | 19,24 |  | ENS  | 14,65 |           | LFI       | 8,56      | Tour unique | Tour unique | Tour unique | Tour unique | Tour unique | Tour unique | Tour unique | Tour unique | Tour unique |
| Législatives 2024   |  | UG    | 35,19 |  | ENS | 29,20 |  | RN   | 27,39 |           | LR        | 5,48      |             | UG          | 60,84       |             | RN          | 39,16       | Pas de 3e   | Pas de 3e   | Pas de 3e   |

#### Élections européennes

##### Élection européenne de 2014
À l'élection européenne de 2014, Périgueux dépend de la circonscription Sud-Ouest. Le taux de participation est de 47,78 % à Périgueux ; la liste « Pour la France, agir en Europe avec Michèle Alliot-Marie » (UMP) obtient 23,16 % des voix, « Choisir notre Europe » (PRG-PS) 16,94 %, « Bleu marine • Oui à la France, non à Bruxelles » (FN-RBM) 16,01 %, « Front de gauche » (LFG) 9,60 %, « UDI • MoDem • Les Européens • Liste soutenue par François Bayrou et Jean-Louis Borloo » (UDI-MoDem) 8,93 %, les vingt-et-unes autres listes recueillant chacun moins de 5 % des suffrages exprimés.

##### Élection européenne de 2019
À l'élection européenne de 2019, le taux de participation est de 54,24 % à Périgueux ; la liste « Renaissance soutenue par La République en marche, le MoDem et ses partenaires » (LREM-MoDem-Agir-MRSL-AC) obtient 22,44 % des voix, « Prenez le pouvoir, liste soutenue par Marine Le Pen » (RN) 17,16 %, « Europe Écologie » (EÉLV-AEI-RPS) 15,14 %, « Envie d'Europe écologique et sociale » (PS-PP-ND-PRG) 9,56 %, « Union de la droite et du centre » (LR-LC-CPNT) 8,38 %, « La France insoumise » (LFI-PG-GRS-MRC) 8,32 %, les vingt-huit autres listes recueillant chacune moins de 5 % des suffrages exprimés.

##### Élection européenne de 2024
Lors de l'élection européenne de 2024, le taux de participation est de 53,34 % à Périgueux ; la liste « La France revient ! Avec Jordan Bardella et Marine Le Pen » (RN) arrive en tête avec 24,29 % des voix, « Réveiller l'Europe » (PP - PS) 19,24 %, « Besoin d'Europe » (RE, MoDem, HOR, PR et UDI) 14,65 %, « LFI - Union populaire » 8,56 %, « La Droite pour faire entendre la voix de l'Europe » (LR) 6,60 %, Europe Écologie » (LE) 6,18 %, « La France fière, menée par Marion Maréchal et soutenue par Éric Zemmour » 5,58 % les 31 autres listes obtenant moins de 5 % des suffrages exprimés.

#### Élections présidentielles

##### Élection présidentielle de 2012
À l'élection présidentielle de 2012, le taux de participation au premier tour est de 81,28 % à Périgueux ; François Hollande (PS) obtient 33,93 % des voix, Nicolas Sarkozy (UMP) 26,10 %, Jean-Luc Mélenchon (Parti de gauche) 13,68 %, Marine Le Pen (FN) 12,14 % et François Bayrou (MoDem) 8,29 %, les cinq autres candidats recueillant chacun moins de 2,5 % des suffrages exprimés. Au second tour de l'élection, le taux de participation est de 82,86 % ; François Hollande obtient 59,83 % des suffrages exprimés et Nicolas Sarkozy 40,17 %.

##### Élection présidentielle de 2017
À l'élection présidentielle de 2017, le taux de participation au premier tour est de 77,13 % à Périgueux ; Emmanuel Macron (EM) obtient 25,33 % des voix, Jean-Luc Mélenchon (Front de gauche) 24,80 %, François Fillon (LR) 19,86 %, Marine Le Pen (FN) 13,84 %, Benoît Hamon (PS) 8,33 % et Nicolas Dupont-Aignan (DLF) 3,60 %, les cinq autres candidats recueillant chacun moins de 2 % des suffrages exprimés. Au second tour de l'élection, le taux de participation est de 73,95 % ; Emmanuel Macron obtient 75,43 % des suffrages exprimés et Marine Le Pen 24,57 %.

##### Élection présidentielle de 2022
À l'élection présidentielle de 2022, le taux de participation au premier tour est de 75,31 % à Périgueux ; Emmanuel Macron (LREM) obtient 29,17 % des voix, Jean-Luc Mélenchon (LFI) 23,56 %, Marine Le Pen (RN) 16,65 %, Éric Zemmour (REC) 7,39 %, Valérie Pécresse (LR) 5,05 %, Yannick Jadot (EELV) 4,98 %, Jean Lassalle RES 3,60 %, Fabien Roussel (PCF) 3,48 %, Anne Hidalgo (PS) 2,75 %, les trois autres candidats obtenant moins de 2 % des suffrages exprimés. Au second tour de l'élection, le taux de participation est de 63,61 % ; Emmanuel Macron obtient 65,29 % des suffrages exprimés et Marine Le Pen 34,71 %.

#### Élections législatives

##### Élection législative de 2012
À l'élection législative de 2012 de la première circonscription de la Dordogne, le taux de participation au premier tour est de 63,22 % sur la commune de Périgueux ; Pascal Deguilhem (PS) obtient 46,34 % des voix exprimées, Philippe Cornet (UMP) 30,77 %, Alexandre Bodecot (FN) 7,81 % et Violette Folgado (Front de gauche) 7,6 %, les huit autres candidats recueillant chacun moins de 3 %. Au second tour de l'élection sur Périgueux, le taux de participation est de 61,64 % ; Pascal Deguilhem est en tête avec 61,69 % des suffrages exprimés et Philippe Cornet obtient 38,31 %. Sur l'ensemble de la circonscription, les résultats sont encore plus favorables au socialiste qui est élu député (65,99 % contre 34,01 %).

##### Élection législative de 2017
À l'élection législative de 2017 de la première circonscription de la Dordogne, le taux de participation au premier tour est de 50,79 % sur la commune de Périgueux ; Philippe Chassaing (LREM) obtient 33,26 % des voix exprimées, Laurent Mossion (UMP) 18,55 %, Hélène Reys (FI) 16,39 %, Michel Moyrand (PS) 14,29 %, Marie Catherine Halliday (FN) 8,61 %, les cinq autres candidats recueillant chacun moins de 4 %. Au second tour de l'élection sur Périgueux, le taux de participation est de 40,39 % ; Philippe Chassaing est en tête avec 55,00 % des suffrages exprimés, tandis qu'Hélène Reys obtient 45,00 %. Sur l'ensemble de la circonscription, les résultats sont un peu moins favorables au centriste qui est élu député (52,53 % contre 47,47 %).

##### Élection législative de 2022
À l'élection législative de 2022 de la première circonscription de la Dordogne, le taux de participation au premier tour est de 50,98 % sur la commune de Périgueux ; Pascale Martin (NUPES) obtient 27,18 % des voix exprimées, Philippe Chassaing (ENS) 26,03 %, Williams Ambroise (RN) 12,83 %, Élisabeth Marty (LR) 11,69 %, Florent Vadillo (DVG) 10,34 %, Pascale Léger (REC) 4,35 %, les six autres candidats recueillant chacun moins de 4 %.
Au second tour de l'élection sur Périgueux, le taux de participation est de 49,87 % ; Philippe Chassaing est en tête avec 52,02 % des suffrages exprimés, tandis que Pascale Martin obtient 47,98 %. Sur l'ensemble de la circonscription, les résultats sont inversés, Pascale Martin est élue députée (51,85 % contre 48,15 %).

##### Élection législative de 2024
Initialement prévues pour 2027, les élections sont convoquées de manière anticipée trois ans avant la fin de la législature, à la suite de la dissolution de l'Assemblée nationale par Emmanuel Macron, président de la République.
À l'élection législative de 2024 de la première circonscription de la Dordogne, le taux de participation au premier tour est de 68,20 % sur la commune de Périgueux ; Pascale Martin (NFP) obtient 35,19 % des voix exprimées, Clément Tonon (ENS) 29,20 %, Nadine Lechon (RN) 27,39 %, Bérenger Desport-Namur (LR) 5,48 %, les trois autres candidats recueillant chacun moins de 2 %.
Au second tour de l'élection sur Périgueux, le taux de participation est de 67,10 % ; Pascale Martin est en tête avec 60,84 % des suffrages exprimés, tandis que Nadine Lechon obtient 39,16 %. Sur l'ensemble de la circonscription, les résultats sont inversés, Nadine Lechon est élue députée avec 91 voix d'avance (50,09 % contre 49,91 %).

#### Élections cantonales puis départementales
Depuis 1973, pour les élections cantonales, la commune de Périgueux est morcelée sur trois cantons : Périgueux-Nord-Est (avec trois autres communes), Périgueux-Ouest (également avec trois autres communes) et Périgueux-Centre (seule commune).

##### Élections cantonales de 2008 et 2011
Les élections cantonales ont eu lieu en 2011. Francis Colbac (PCF), conseiller général en place depuis 1979, est réélu dans le canton de Périgueux-Nord-Est et Mireille Bordes (PS), conseillère générale depuis 2001, dans celui de Périgueux-Ouest. Le troisième canton concerné, Périgueux-Centre, a été renouvelé en 2008. Il a vu la victoire de l'ancien maire Jean-Paul Daudou (UMP).

##### Élections départementales de 2015
Les premières élections départementales ont lieu en mars 2015. Périgueux est désormais divisé en deux cantons représentant l'intégralité de la commune. Les binômes de conseillers départementaux sont élus au second tour : sur Périgueux-1, Natacha Mayaud et Laurent Mossion (UMP), et sur Périgueux-2, Thierry Cipierre et Joëlle Huth (UDI).

##### Élections départementales de 2021
Périgueux est divisé en deux cantons représentant l'intégralité de la commune. Les binômes de conseillers départementaux sont élus au second tour : sur Périgueux-1, Florence Borgella et Laurent Mossion (LR), et sur Périgueux-2, Paul Maso et Mireille Volpato (PS).

#### Élections municipales

##### Élection municipale de 2008
À la suite du conseil de son ami François Hollande, qui lui avait demandé de se présenter aux élections municipales de 2008 contre Xavier Darcos, le 16 mars 2008, Michel Moyrand est élu au deuxième tour avec 50,42 % des voix, battant ainsi de 113 voix le maire sortant, Xavier Darcos, ministre de l'Éducation Nationale du gouvernement Fillon. Il l'avait déjà affronté lors des municipales de 2001, mais il avait été battu dès le premier tour avec 34 % des voix.

##### Élection municipale de 2014
Pour les élections municipales de mars 2014, trois listes seulement s'affrontent au premier tour : celle de gauche du maire sortant Michel Moyrand, et deux listes de droite d'Antoine Audi et de l'ancien maire, Jean-Paul Daudou. Une quatrième liste, celle d'Alexandre Bodécot présentée par le Front national, a été invalidée par la préfecture, compte tenu de la parité obligatoire des candidats non respectée.
Au premier tour, Michel Moyrand arrive en tête avec plus de 46 % des voix exprimées, devant Antoine Audi (plus de 39 %) et Jean-Paul-Daudou (près de 14 %). Bien qu'ayant atteint un score suffisant pour se maintenir au second tour, Jean-Paul Daudou se retire, mais ne donne aucune consigne de vote à ses électeurs. Au second tour, Antoine Audi l'emporte avec 50,72 % des suffrages, reprenant la mairie de 168 voix.

##### Élection municipale de 2020
Pour les élections municipales de 2020, huit listes s'affrontent au premier tour le 15 mars : deux de droite (le maire sortant LR Antoine Audi et Élisabeth Dartencet (DVD), trois de gauche (deux DVG : l'ancien maire Michel Moyrand et Hélène Reys, ainsi que Delphine Labails (PS), une liste UC Patrick Palem, une liste VEC François Carême, et la liste DIV de Laurent Rouquié. En raison de la pandémie de Covid-19, l'abstention au premier tour est très importante (plus de 56 %) et cinq listes obtiennent entre 10 et 20 % des voix (dans l'ordre décroissant : Audi, Labails, Palem, Moyrand et Reys). La pandémie entraîne un report du deuxième tour au 28 juin. Trois listes s'y présentent : Audi, Labails et Palem. L'abstention est à nouveau importante (55 %) et Delphine Labails (UG), qui a intégré dans sa nouvelle liste Hélène Reys et François Carême, s'impose avec 40,55 % des votes exprimés devant le maire sortant Antoine Audi (30,46 %), talonné par Patrick Palem (DVC) qui a intégré Laurent Rouquié à sa liste (28,97 %).

### Administration municipale
Depuis avril 2014, le conseil municipal de Périgueux est composé de 35 élus comprenant le maire et dix adjoints en 2014. Au terme des élections municipales de 2014, le nombre de conseillers municipaux a baissé à 35 car le recensement de 2011, servant de base au calcul de cette donnée, ne fait ressortir qu'une population municipale de 29 811 habitants, inférieure de peu au seuil des 30 000 habitants qui lui aurait permis de conserver 39 conseillers. La population de Périgueux au recensement de 2017 (29 966 habitants) restant inférieure de très peu au même seuil, 35 conseillers municipaux sont élus en 2020,, dont la maire et huit adjoints.

### Liste des maires
Depuis 1944, dix maires se sont succédé :
| Période        | Période                   | Identité         | Étiquette    | Qualité |
| -------------- | ------------------------- | ---------------- | ------------ | --- |
| octobre 1944   | mars 1959                 | Pierre Pugnet    | SFIO         | Agent de maîtrise auprès de la Compagnie du PO Sénateur de la Dordogne (1957 → 1959) |
| mars 1959      | mars 1971                 | Lucien Barrière  | Rad.         | Voyageur de commerce Conseiller économique et social d'Aquitaine (1970 → 1971) |
| mars 1971      | janvier 1997              | Yves Guéna       | UDR puis RPR | Conseiller d'État Député de la Dordogne (1962 → 1973, 1974 → 1981 et 1986 → 1988) Sénateur de la Dordogne (1989 → 1997) Conseiller général de Périgueux (1970 → 1973) Conseiller général de Périgueux-Centre (1973 → 1989) Démissionnaire |
| janvier 1997   | mai 2002                  | Xavier Darcos    | RPR          | Universitaire, haut fonctionnaire Sénateur de la Dordogne (1998 → 2002) Démissionnaire |
| mai 2002       | septembre 2005            | Jean-Paul Daudou | UMP          | Cadre supérieur à la CCI de Périgueux Premier adjoint au maire (1997 → 2002) |
| septembre 2005 | mars 2008                 | Xavier Darcos    | UMP          | Universitaire, haut fonctionnaire Ministre de l'Éducation nationale (2007 → 2009) Conseiller régional d'Aquitaine (2004 → 2010) |
| mars 2008      | avril 2014                | Michel Moyrand   | PS           | Conseiller régional d'Aquitaine (2004 → 2015) Vice-président du conseil régional d'Aquitaine (2010 → 2015) 1er vice-président de la CA Périgourdine (2008 → 2014)                                                                         |
| avril 2014     | juillet 2020              | Antoine Audi     | UMP puis LR  | Directeur général de Capgemini Institut Conseiller régional de Nouvelle-Aquitaine (2015 → 2021) 1er vice-président du Grand Périgueux (2014 → 2020)                                                                                       |
| juillet 2020   | mai 2025 Démission.       | Delphine Labails | PS           | Inspectrice de la jeunesse et des sports Conseillère régionale de Nouvelle-Aquitaine (2021 → ) 1re vice-présidente du Grand Périgueux (2020 → )                                                                                           |
| mai 2025       | mai 2025                  | Émeric Lavitola  | PS           | Professeur des écoles Premier adjoint (2020 → 2025) faisant fonctions de maire |
| mai 2025       | En cours (au 23 mai 2025) | Émeric Lavitola  | PS           | Professeur des écoles |

En décembre 2024, Delphine Labails indique se mettre en retrait de tous ses mandats (mairie, intercommunalité, conseil régional) « pour quelques semaines », étant remplacée transitoirement par son premier adjoint Émeric Lavitola. Le 18 avril 2025, Delphine Labails indique vouloir reprendre ses fonctions de maire le 22 avril puis en démissionner courant mai, tout en restant conseillère municipale, première vice-présidente de l'intercommunalité et conseillère régionale. Le 10 mai 2025, elle adresse sa lettre de démission à la préfecture. Le 14 mai 2025, sa démission est acceptée par Mme Marie Aubert, préfète de la Dordogne.

### Intercommunalité
Périgueux a fait partie, en 1993, du district de l'agglomération périgourdine, puis de la communauté d'agglomération périgourdine, lorsque celle-ci a été créée le 20 décembre 1999 à partir de sept communes appartenant à l'ancien district (Champcevinel, Chancelade, Coulounieix-Chamiers, Marsac-sur-l'Isle, Notre-Dame-de-Sanilhac, Périgueux et Trélissac). La communauté d'agglomération périgourdine prend effet au 1er janvier 2000. Le 27 décembre 2002, elle s'ouvre à six autres communes (Antonne-et-Trigonant, Château-l'Évêque, Coursac, Escoire, La Chapelle-Gonaguet et Razac-sur-l'Isle). Par arrêté préfectoral no 111720 du 28 décembre 2011, les communes d'Agonac, Cornille et Sarliac-sur-l'Isle, qui étaient rattachées à la communauté de communes des Villages truffiers des portes de Périgueux dissoute le 31 décembre 2011, rejoignent la communauté d'agglomération périgourdine au 1er janvier 2012. Au 1er janvier 2013, les communes d'Annesse-et-Beaulieu et de Mensignac ont quitté la communauté de communes Astérienne Isle et Vern pour rejoindre la communauté d'agglomération périgourdine. Cette dernière disparaît le 31 décembre 2013, remplacée au 1er janvier 2014 par une nouvelle intercommunalité élargie : Le Grand Périgueux, qui intègre les quinze communes de la communauté de communes Isle Manoire en Périgord. En 2017, après le rattachement de trois autres communes, l'extension de l'intercommunalité à la communauté de communes du Pays vernois et du terroir de la truffe (hormis deux communes), et la création de quatre communes nouvelles, Le Grand Périgueux compte quarante-trois communes.

### Arrondissement et cantons
La commune de Périgueux a été rattachée, dès 1790, au canton de Périgueux (typographié Perigueux dans un premier temps) qui dépendait du district de Perigueux. Les districts sont supprimés en 1795. Le canton est rattaché à l'arrondissement de Périgueux en 1800. Celui-ci est scindé en trois en 1973 (cantons de Périgueux-Centre, Périgueux-Nord-Est et Périgueux-Ouest), de même que la commune.
Périgueux, préfecture de la Dordogne, est le chef-lieu de l'arrondissement de Périgueux et de ces trois cantons.
Au 1er janvier 2012, la commune regroupait une population municipale de 29 906 habitants se répartissant comme suit :
| Canton                       | Population |
| ---------------------------- | ---------- |
| Canton de Périgueux-Centre   | 18 677     |
| Canton de Périgueux-Nord-Est | 6 406      |
| Canton de Périgueux-Ouest    | 4 823      |

Alors que Périgueux-Centre correspondait uniquement à une fraction du territoire de la commune, les deux autres cantons associaient chacun une partie de Périgueux à trois autres communes.
Pour les élections départementales de mars 2015, le nombre de cantons du département est divisé par deux, passant de 50 à 25. Les trois cantons de Périgueux disparaissent et la commune est alors divisée en deux cantons : Périgueux-1 (partie ouest) et Périgueux-2 (partie est), représentant à eux deux l'intégralité de la commune de Périgueux. Selon l'Insee, les populations légales 2012 des nouveaux cantons en vigueur à compter du 1er janvier 2015 sont les suivantes :
| Canton                | Population |
| --------------------- | ---------- |
| Canton de Périgueux-1 | 15 455     |
| Canton de Périgueux-2 | 14 451     |

### Instances administratives
En tant que préfecture départementale, Périgueux est le siège du conseil départemental de la Dordogne. Les différentes instances sont réunies en centre-ville.

### Politique environnementale

#### Développement durable
Depuis 2009, Périgueux est engagée dans une politique de développement durable. Elle vise la réduction, d'ici 2015, de l'émission des gaz à effet de serre à hauteur de 20 %, celle de l'utilisation des énergies fossiles et celle de la consommation d'énergie, entre autres grâce à des véhicules municipaux électriques, des ampoules basse-consommation pour l'éclairage public et des LED pour les feux tricolores. La commune et la communauté d'agglomération ont également mis en service une navette électrique gratuite qui fonctionne en centre-ville les mercredis et samedis, jours du marché. Les moyens de transport « doux » comme le vélo ou la marche sont privilégiés avec l'aménagement d'une voie verte, de bandes cyclables et d'espaces piétons.
Pour sensibiliser les populations, Périgueux participe depuis 2009 à la Semaine européenne du développement durable. Dans ce cadre, la ville ouvre les serres municipales au grand public et organise des Biolympiades, principalement à destination des écoliers.
Début février 2013, Michel Moyrand, maire de Périgueux, reçoit, des mains d'Alain Trampoglieri, secrétaire général du concours national de la Marianne d'or, le trophée de la Marianne d'Or 2012 du développement durable. Le diplôme correspondant lui avait été attribué le 11 décembre, pour la réalisation du quartier du Gour de l'Arche, la construction d'immeubles correspondant à la marque Haute qualité environnementale (HQE) et celle d'une chaufferie au bois. Le label Marianne d'Or du développement durable honore aussi les élus de tous bords qui développent de bonnes pratiques de gestion locale depuis une dizaine d'années.

#### Gestion des déchets
Le Syndicat départemental des déchets de la Dordogne assure toutes les missions relatives à la valorisation et au traitement des déchets ménagers. De nouvelles filières voient régulièrement le jour comme la collecte des déchets d'équipements électriques et électroniques en fin de vie (DEEE) depuis janvier 2007, la collecte des textiles depuis novembre 2008 ou encore la collecte des déchets ménagers spéciaux (DMS) depuis juillet 2009. Pour chaque catégorie de déchets, ce syndicat respecte le principe de mutualisation des coûts à l'échelle départementale. Quatre déchèteries communautaires sont implantées à Chancelade, Coulounieix-Chamiers, Périgueux et Trélissac.

#### Parcs et espaces verts
La commune de Périgueux compte de nombreux espaces verts dont le jardin des Arènes, le parc Gamenson, le parc de Vésone, le jardin du Thouin, le jardin des Remparts, le jardin des vagabondes, le jardin de la Source et la prairie du Grand Puy Bernard,. En bordure du boulevard Georges-Saumande qui le sépare de l'Isle, le parc François-Mitterrand est le seul site du département labellisé EcoJardin en 2016.
Après avoir obtenu du Conseil national de villes et villages fleuris de France une première fleur en 1997, une deuxième en 1998, une troisième en 1999 puis la quatrième en 2002, Périgueux l'a conservée depuis. Dans son palmarès 2024, le Conseil national de villes et villages fleuris de France a attribué quatre fleurs à la commune. Toutes les plantes et fleurs de Périgueux sont issues des 2 000 m2 des serres municipales. Le projet de fleurissement couvre tous les quartiers de la ville et suit les quatre saisons. Pour protéger les espaces verts, la ville a mis en place quatre canisites,, seize distributeurs de sacs poubelles, mais a également créé trois caniparcs,.

### Jumelages

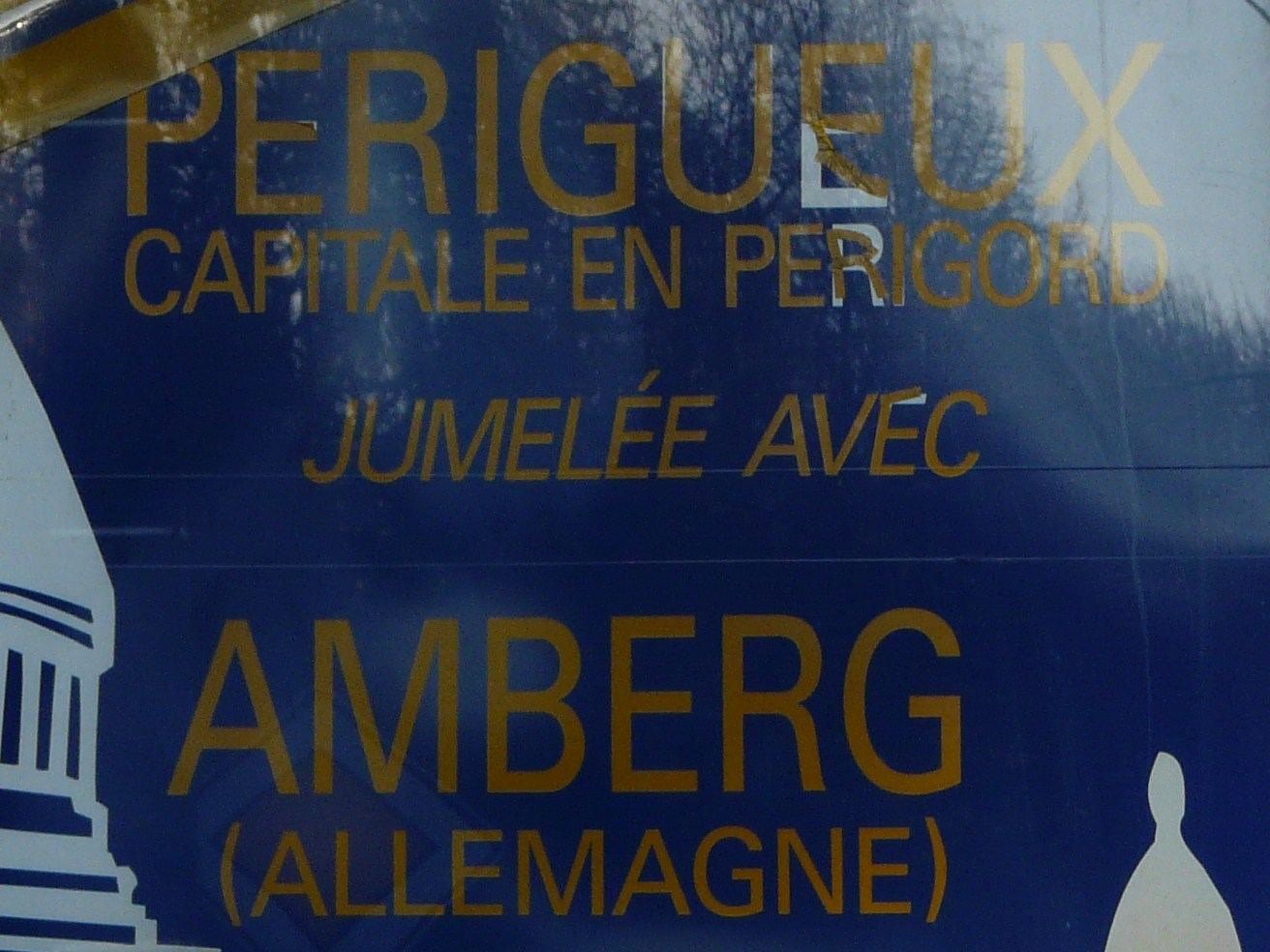
Extrait du panneau publicitaire indiquant le jumelage entre Périgueux et Amberg.

Périgueux est jumelée avec Amberg en Allemagne depuis 1965, et avec Rivière-du-Loup au Québec depuis 2025.
Par ailleurs, la ville a conclu un accord de coopération avec Strasbourg en 2008.

### Budget et fiscalité communale
En 2025, le budget primitif de la ville de Périgueux s'élève à 85 642 358,12 euros, réparti comme suit : 51 410 400 euros de budget de fonctionnement et 34 231 958,12 euros d'investissement (équipement, remboursement de la dette et résultat reporté).
| Répartition des dépenses (en %) - Charges de personnel (61,87 %) - Dépenses des services (24,84 %) - Subventions et participations (10,46 %) - Charges financières (2,62 %) - Atténuation de produits (0,15 %) - Provisions (0,05 %) - Charges spécifiques (0,01 %) | Répartition des recettes (en %) - Impôts et taxes (67,49 %) - Dotations, compensations et participations (20,38 %) - Résultat de fonctionnement reporté (5,66 %) - Produits des services (4,52 %) - Autres recettes (1,17 %) - Opérations d'ordre (0,79 %) |

| Répartition des dépenses (en %) - Dépenses d'équipement (40,28 %) - Restes à réaliser (32,64 %) - Solde d'exécution reporté (13,84 %) - Dépenses financières (11,19 %) - Dépenses d'ordre (2,06 %) | Répartition des recettes (en %) - Restes à réaliser (42,19 %) - Recettes d'ordre (22,17 %) - Recettes équipement (21,29 %) - Recettes financières (10,07 %) - Excédent de fonctionnement capitalisé (4,28 %) |

Taux de fiscalité directe en 2025
,
| Taxe                     | Périgueux | Intercommunalité |
| ------------------------ | --------- | ---------------- |
| foncière sur le bâti     | 68,52 %   | 4,74 %           |
| foncière sur le non-bâti | 105,50 %  | 4,73 %           |

## Équipements et services publics

### Enseignement
La commune de Périgueux est située dans l'académie de Bordeaux.

#### Enseignement primaire
En 2019, au niveau de l'enseignement primaire, la commune dispose de dix écoles maternelles publiques, d'une école maternelle privée, de huit écoles élémentaires publiques, et de cinq écoles élémentaires privées,.

#### Enseignement secondaire
La région gère quatre lycées généraux  et technologiques, quatre lycées professionnels et le département gère cinq collèges sur la commune : 
Selon le classement établi par l'Éducation nationale en 2022 concernant le baccalauréat 2021, les résultats des lycées de Périgueux sont les suivants :
- en enseignement général et technologique, Albert-Claveille a un taux de réussite de 99 %, Bertran-de-Born a 97 %, Jay-de-Beaufort, Laure-Gatet et Saint-Joseph sont considérés comme « sélectifs » avec des taux de réussite respectifs de 98, 97 et 100 % ;
- en enseignement professionnel, Albert-Claveille et Saint-Vincent-de-Paul sont considérés comme « sélectifs » avec des taux de réussite respectifs de 93 et 97 % ; Léonard-de-Vinci a 79 % et Pablo-Picasso 84 %.

#### Enseignement supérieur
Le site universitaire de Périgueux (implanté à la Grenadière) rassemble des formations délocalisées de l'université de Bordeaux ainsi que l'École supérieure du professorat et de l'éducation. Les différents établissements sont le département d'études juridiques et économiques de Périgueux (droit, AES, capacité en droit, licence ED3S), l'IUT de Périgueux-Bordeaux IV, l'IUP, l'ESPE, l'IFSI et IFSA.
L'IUT de Périgueux, antenne de l’institut universitaire de technologie de Bordeaux, est créé en 1976, autour de la filière technique de commercialisation agroalimentaire. Quatre BUT y sont délivrés dans les domaines : Carrières sociales (CS), Génie biologique (GB), Génie chimique - Génie des procédés (GCGP) et Techniques de commercialisation (TC). En 2023, l’IUT accueille 700 élèves,.
Le lycée public Bertran-de-Born dispose de classes préparatoires aux grandes écoles littéraires et scientifiques (filières PCSI et PC).

#### Taux de scolarisation
En 2017, sur l'ensemble de la population âgée de 2 à 5 ans, soit 890 enfants, 698 sont scolarisés, soit 78,4 %. Sur l'ensemble des 6 à 10 ans, 98,2 % des 1 293 enfants sont scolarisés, soit 1 270 recensés. Entre 11 et 14 ans, 97,8 % des 1 072 personnes sont scolarisées, soit 1 048 individus. Sur la population comptant 959 personnes qui ont entre 15 et 17 ans, 923 sont scolarisées, soit 96,3 %. Pour les 18 à 24 ans, sur les 3 782 personnes recensées, 54,0 %, soit 2 041 individus, sont scolarisés. La population comprise entre 25 et 29 ans se compose de 2 189 personnes dont 326 sont scolarisées, soit 14,9 %. Pour celles âgées de 30 ans ou plus, seulement 1,1 % de cette population comptant 19 311 personnes est scolarisée, soit 205.
Taux de scolarisation selon la tranche d'âge en 2017 (en %)

Source : Insee

### Santé
La commune possède son centre hospitalier : le Centre hospitalier de Périgueux (CHP), qui est reconnu par le Schéma régional d'organisation sanitaire III d'Aquitaine (2006-2011) comme l'établissement de recours pour le territoire du Périgord (400 000 habitants). Il possède un équipement médico-technique et les compétences suffisantes pour assurer une prise en charge médicale et chirurgicale optimale des patients, dans les conditions de sécurité exigées par la réglementation. Le président de son conseil de surveillance est Antoine Audi, actuel maire de la commune.
En 2019, l'hôpital a un budget d'exploitation d'environ 214 millions d'euros. Cette même année, le centre compte 1 272 lits et places répartis sur différents secteurs médicaux, gérés par 2 615 professionnels et 166 médecins. En plus des activités médicales et chirurgicales, le centre s'occupe aussi de deux établissements d'hébergement pour personnes âgées dépendantes (EHPAD), rue Philippe-Parrot et avenue Georges-Pompidou, comptant 487 lits.
La Polyclinique Francheville et la Clinique du Parc secondent l'hôpital.
En février 2023, un centre médical de soins immédiats (CMSI) a ouvert à Périgueux, rue de Metz,.

### Justice
Dans le domaine judiciaire, Périgueux relève :
- du tribunal judiciaire, du tribunal pour enfants, du conseil de prud'hommes et du tribunal de commerce de Périgueux ;
- du pôle Nationalité du tribunal judiciaire de Périgueux (compétent uniquement dans le domaine de la nationalité) ;
- de la cour d'appel, du tribunal administratif et de la cour administrative d'appel de Bordeaux.

### Sécurité
En dehors de la police municipale, l'effectif des policiers à Périgueux est de 137 en 2008, adjoints de sécurité (ADS) compris. Aujourd'hui, on compte 34 agents au service de la ville, dont vingt policiers municipaux, quatre agents de la brigade des agents de surveillance de la voie publique (ASVP), quatre agents de la brigade des places et marchés, quatre agents de la brigade verte, un personnel administratif et un personnel d’accueil. Le taux de violence dans la circonscription de police de Périgueux est de 2,98 faits pour 1 000 habitants, qui est le plus élevé de la Dordogne, bien inférieur cependant à la moyenne nationale qui est de 5,93 ‰. En 2008, le nombre de faits élucidés par policier s'élevait à 9,8 %, pour une moyenne nationale de 10,6 %.
Périgueux compte en novembre 2019 cinquante-trois caméras de surveillance, principalement en centre-ville.
Une école nationale de police (ENP) est implantée à Périgueux et est destinée à la formation initiale du corps d'encadrement et d'application (gardiens de la paix) de la Police nationale.

## Population et société

### Démographie
Les habitants de Périgueux sont appelés les Périgourdins, parfois les Pétrocoriens, nom tiré du peuple qui avait pour capitale Vesunna.

#### Seuil de comptabilisation
En 2017, Périgueux est la commune la plus densément peuplée du département, avec plus de 3 000 habitants au kilomètre carré.
Sous l'angle régional, sa population peut être perçue sous différents critères :
- la population municipale en 2022 : 29 876 habitants, ce qui la place en 18e position parmi les communes de Nouvelle-Aquitaine, derrière Bordeaux, Limoges, Poitiers, Pau, La Rochelle, Mérignac, Pessac, Niort, Bayonne, Brive-la-Gaillarde, Talence, Angoulême, Anglet, Villenave-d'Ornon, Agen, Châtellerault et Saint-Médard-en-Jalles ;
- la population de l'unité urbaine en 2017 : 65 208 habitants[246], soit la douzième unité urbaine la plus peuplée de Nouvelle-Aquitaine en 2017, derrière celles de Bordeaux, Bayonne, Pau, Limoges, Poitiers, La Rochelle, Angoulême, Agen, Brive-la-Gaillarde, Niort et La Teste-de-Buch-Arcachon, ou encore la 99e de France en 2007[247] ;
- la population de la communauté d'agglomération en 2017 : 103 576 habitants[248], soit la dixième intercommunalité la plus peuplée de Nouvelle-Aquitaine, derrière celles de Bordeaux Métropole, de la Côte Basque-Adour, de Limoges Métropole, du Grand Poitiers, de La Rochelle, de Pau-Pyrénées, du Grand Angoulême, du Niortais et du Bassin de Brive ;
- la population de l'aire urbaine en 2017 : 102 934 habitants[249], soit la dixième aire urbaine la plus peuplée de Nouvelle-Aquitaine, derrière Bordeaux, Bayonne, Limoges, Poitiers, Pau, La Rochelle, Angoulême, Niort et Agen.

#### Évolution
Après avoir dépassé les 40 000 habitants dans les années 1940 et 1950, avec un maximum de 40 865 habitants en 1946, la population communale a ensuite décru de façon continue jusqu'à passer sous le seuil des 30 000 habitants au XXIe siècle. En 2017, la commune occupe le premier rang au niveau départemental sur 505 communes, et le 269e au niveau national en 2010, alors qu'elle était 243e en 1999.
L'évolution du nombre d'habitants est connue à travers les recensements de la population effectués dans la commune depuis 1793. Pour les communes de plus de 10 000 habitants les recensements ont lieu chaque année à la suite d'une enquête par sondage auprès d'un échantillon d'adresses représentant 8 % de leurs logements, contrairement aux autres communes qui ont un recensement réel tous les cinq ans,.

En 2022, la commune comptait 29 876 habitants, en évolution de −0,12 % par rapport à 2016 (Dordogne : +0,37 %, France hors Mayotte : +2,11 %).
| 1793  | 1800  | 1806  | 1821  | 1831  | 1836   | 1841   | 1846   | 1851   |
| ----- | ----- | ----- | ----- | ----- | ------ | ------ | ------ | ------ |
| 9 898 | 5 733 | 6 306 | 8 452 | 8 956 | 11 576 | 12 187 | 11 455 | 13 547 |

| 1856   | 1861   | 1866   | 1872   | 1876   | 1881   | 1886   | 1891   | 1896   |
| ------ | ------ | ------ | ------ | ------ | ------ | ------ | ------ | ------ |
| 16 291 | 19 140 | 19 633 | 19 956 | 24 169 | 25 969 | 29 611 | 31 439 | 31 313 |

| 1901   | 1906   | 1911   | 1921   | 1926   | 1931   | 1936   | 1946   | 1954   |
| ------ | ------ | ------ | ------ | ------ | ------ | ------ | ------ | ------ |
| 31 976 | 31 361 | 33 548 | 33 144 | 33 389 | 33 988 | 37 615 | 40 865 | 40 785 |

| 1962   | 1968   | 1975   | 1982   | 1990   | 1999   | 2006   | 2011   | 2016   |
| ------ | ------ | ------ | ------ | ------ | ------ | ------ | ------ | ------ |
| 38 529 | 37 450 | 35 120 | 32 916 | 30 280 | 30 193 | 29 558 | 29 811 | 29 912 |

| 2021   | 2022   | - | - | - | - | - | - | - |
| ------ | ------ | - | - | - | - | - | - | - |
| 29 516 | 29 876 | - | - | - | - | - | - | - |

#### Pyramide des âges
La population de la commune est relativement jeune.
En 2018, le taux de personnes d'un âge inférieur à 30 ans s'élève à 35,4 %, soit au-dessus de la moyenne départementale (27,1 %). À l'inverse, le taux de personnes d'âge supérieur à 60 ans est de 29,7 % la même année, alors qu'il est de 36,5 % au niveau départemental.
En 2018, la commune comptait 14 034 hommes pour 16 026 femmes, soit un taux de 53,31 % de femmes, légèrement supérieur au taux départemental (51,82 %).
Les pyramides des âges de la commune et du département s'établissent comme suit.
| Hommes | Classe d’âge | Femmes |
| ------ | ------------ | ------ |
| 1,1    | 90 ou +      | 3,2    |
| 7,7    | 75-89 ans    | 13,3   |
| 15,5   | 60-74 ans    | 18,0   |
| 18,0   | 45-59 ans    | 18,7   |
| 17,9   | 30-44 ans    | 15,1   |
| 25,8   | 15-29 ans    | 20,6   |
| 13,9   | 0-14 ans     | 11,2   |

| Hommes | Classe d’âge | Femmes |
| ------ | ------------ | ------ |
| 1,2    | 90 ou +      | 2,9    |
| 10,6   | 75-89 ans    | 13,4   |
| 23,6   | 60-74 ans    | 23,7   |
| 20,9   | 45-59 ans    | 20,7   |
| 15,5   | 30-44 ans    | 14,8   |
| 13,5   | 15-29 ans    | 11,6   |
| 14,8   | 0-14 ans     | 12,9   |

Statut conjugal des personnes de plus de 15 ans à Périgueux (2017)
- Célibataires (37,7 %)
- Marié(e)s (27,7 %)
- Divorcé(e)s (11,5 %)
- En concubinage (11,0 %)
- Veufs, veuves (8,9 %)
- Pacsé(e)s (3,2 %)

#### L'agglomération et l'aire urbaine de Périgueux
L'unité urbaine de Périgueux (l'agglomération) comprend sept communes appartenant au Grand Périgueux : Boulazac Isle Manoire, Champcevinel, Chancelade, Coulounieix-Chamiers, Marsac-sur-l'Isle, Périgueux et Trélissac. Elle est peuplée de 65 208 habitants en 2017.
L'aire urbaine, plus étendue, regroupe au total 43 communes, soit 102 934 habitants en 2017.

#### Immigration
En 2017, la population immigrée représentait 2 201 personnes sur les 29 952 habitants de la commune, soit 7,3 % de la population municipale. On comptait 1 131 hommes et 1 070 femmes.
Le nombre d'étrangers était, quant à lui, de 1 768 personnes, soit 5,9 % de la population municipale.

### Manifestations culturelles et festivités

#### La Félibrée à Périgueux

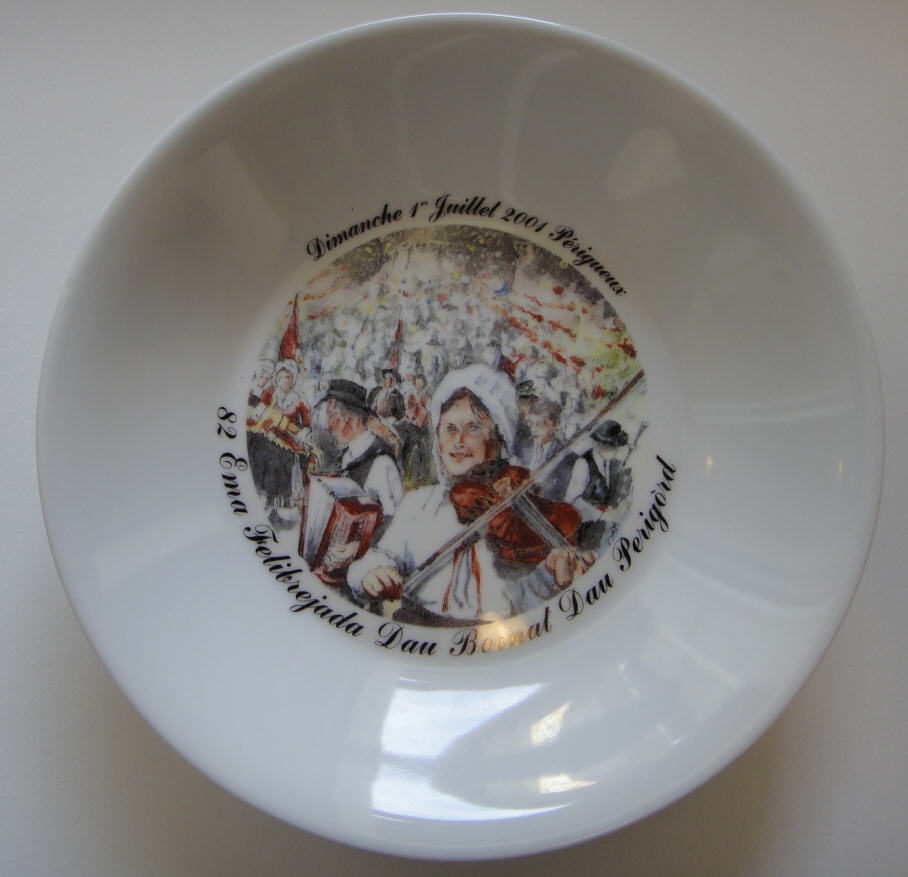
Assiette de la 82e Félibrée, le 1er juillet 2001 à Périgueux.

La Félibrée est une fête populaire occitane organisée chaque année, dans une ville ou un village du Périgord.
Elle s'est déroulée à Périgueux en 1907, 1927, 1946, 1980, 2001 et en 2019 pour sa 100e édition.

#### Festivals de musique
Depuis 1985, tous les ans en juillet et août, se tenait le « Concours de la Truffe d'Argent », consacré à la chanson francophone, avec plusieurs catégories et trophées (35e édition en 2019). Après deux annulations en 2020 et 2021 pour cause de pandémie de Covid-19, la nouvelle municipalité ne reconduit pas en 2022 ce concours qui a vu passer des artistes devenus célèbres tels que Isabelle Boulay, Jeanne Cherhal, Lynda Lemay ou Christophe Miossec. Il y avait également le festival des « Musiques de La Nouvelle-Orléans à Périgueux » (MNOP) en août qui, après sa 11e édition en 2011, n'a pas été reconduit l'année suivante pour des raisons financières. Renommé « Musiques de La Nouvelle-Orléans en Périgord », le festival n'est plus lié seulement à Périgueux mais également à plusieurs autres communes du département, et se tient depuis 2012 en juillet et août (24e édition en 2024). En août, le Festival Sinfonia en Périgord est consacré à la musique baroque. Un autre, le festival Macadam Jazz, organisait des concerts sur les places du centre-ville les mardis en juillet et août,. À partir de l'édition 2025, les concerts sont regroupés sur trois jours de fin juillet, du vendredi au dimanche.

#### Fêtes et foires
Les Fêtes de Saint-Georges ont lieu tous les ans, le premier week-end de mai (135e édition en 2025), depuis au moins la fin des années 1880,. Tout le long de la rue Talleyrand-Périgord, elle concentre de nombreux manèges et attractions foraines. Un concours de pêche est organisé à cette occasion et elle se termine traditionnellement par un feu d'artifice.
Annuelle également, la « Foire-exposition de Périgueux » qui se déroulait pendant neuf jours en septembre, au parc des expositions de Marsac-sur-l'Isle, avec diverses animations et conférences, se tient désormais sur quatre jours dans les années 2020. En 2019 se tient sa 76e édition. Si en 2018, avec 55 000 visiteurs, elle était la troisième foire de Nouvelle-Aquitaine, après celles de Bordeaux et de La Rochelle, la diminution importante de l'emprise du parc des expositions a entraîné une baisse importante de fréquentation et en 2023, elle a attiré 20 000 visiteurs. Jadis, la foire de Périgueux avait lieu sur les boulevards et places de la ville, de la place Bugeaud à la place Tourny et, pour les animaux, sur l'ancienne place Francheville.

#### Autres événements
Même si avant la Seconde Guerre mondiale, certains quartiers organisaient déjà des festivités le jour de Mardi gras, le carnaval est devenu un important rendez-vous des Périgourdins depuis 1984 : les premières éditions se déroulaient encore le mardi gras, avec demi-journée libre pour les élèves, puis elles ont migré vers un dimanche de la mi-mars, avec défilé de chars dans toute la ville. La journée se termine traditionnellement à proximité de la cathédrale Saint-Front, sur les quais au bord de l'Isle, par le jugement puis la crémation de « Pétassou ». En mars-avril, sur plus d'un mois, le Festival Cinespañol propose propose des concerts, des expositions et des films sur le monde hispanique (16e édition en 2025). En avril, le Disquaire Day attire les amateurs de disques et de vinyles (14e édition en 2024).En novembre, le Salon international du livre gourmand se déroulait tous les deux ans depuis 1990. Rebaptisé Festival du livre gourmand en 2021, il est désormais annuel (19e édition en 2024). En juillet-août à Périgueux, « tables et chaises envahissent les rues et places du centre-ville » les jeudis (anciennement les mercredis) lors des Nuits gourmandes. Un festival interdisciplinaire explorant les affinités entre la poésie actuelle et les autres arts, organisé par l'association « Féroce marquise », se déroule chaque année depuis 2002 : le Festival Expoésie (21e édition début mars 2022). Fin juillet, c'est la « Foire de l'écologie » : stands de produits alimentaires et autres, espaces éducatifs, ateliers créatifs pour les enfants, carrefour d'information avec organisation d'une table ronde, et pour finir un bal. Créé en 1983, le festival international du mime et du geste Mimos se déroule début juillet depuis 2021 (42e édition en 2025). Des soirées « Roller Boulevard » sont organisées en juin. Le « Festival du cinéma latino-américain » anime la ville en octobre. Une « Semaine Internationale de la Solidarité » a lieu chaque année en novembre. Un « Festival Art et Eau » a été organisé en juin 2011. La « Fête de la Moto » a lieu en juin. Le soir du 14 juillet et la veille sont animés chaque année par un grand bal populaire organisé par les pompiers de la ville. Chaque année, un samedi ou un dimanche du mois d'août, plusieurs dizaines de peintres ou dessinateurs s'éparpillent à travers la vieille ville pour y exprimer sa diversité architecturale lors du concours du « Cadre d'Or » (38e édition en 2025 reportée à la mi-septembre pour cause de canicule). En mai, le « Megasonicomix » est le rendez-vous des amateurs de bandes dessinées ou de vinyles (24e édition en 2019 avec 45 exposants). Au mois de septembre, les Vintage Days sont l'occasion de voir un défilé de plusieurs centaines de voitures anciennes autour des boulevards du centre-ville (7e édition en 2022 ayant attiré de 30 000 à 35 000 personnes). Leurs occupants sont souvent habillés de vêtements en rapport avec l'époque de la voiture. En 2023, la 8e édition innove en proposant quatre lieux différents : les Vintage Days (défilé de mode, parade automobile, stands de prêt-à-porter vintage, reconstitution d'un camp militaire) à Périgueux, le Vintage Bike (motos anciennes) à Chancelade, le Vintage Racing (voitures anciennes) à Coursac et le Vintage Air Cooled (véhicules refroidis par air) à Trélissac.

### Sports

#### Équipements sportifs

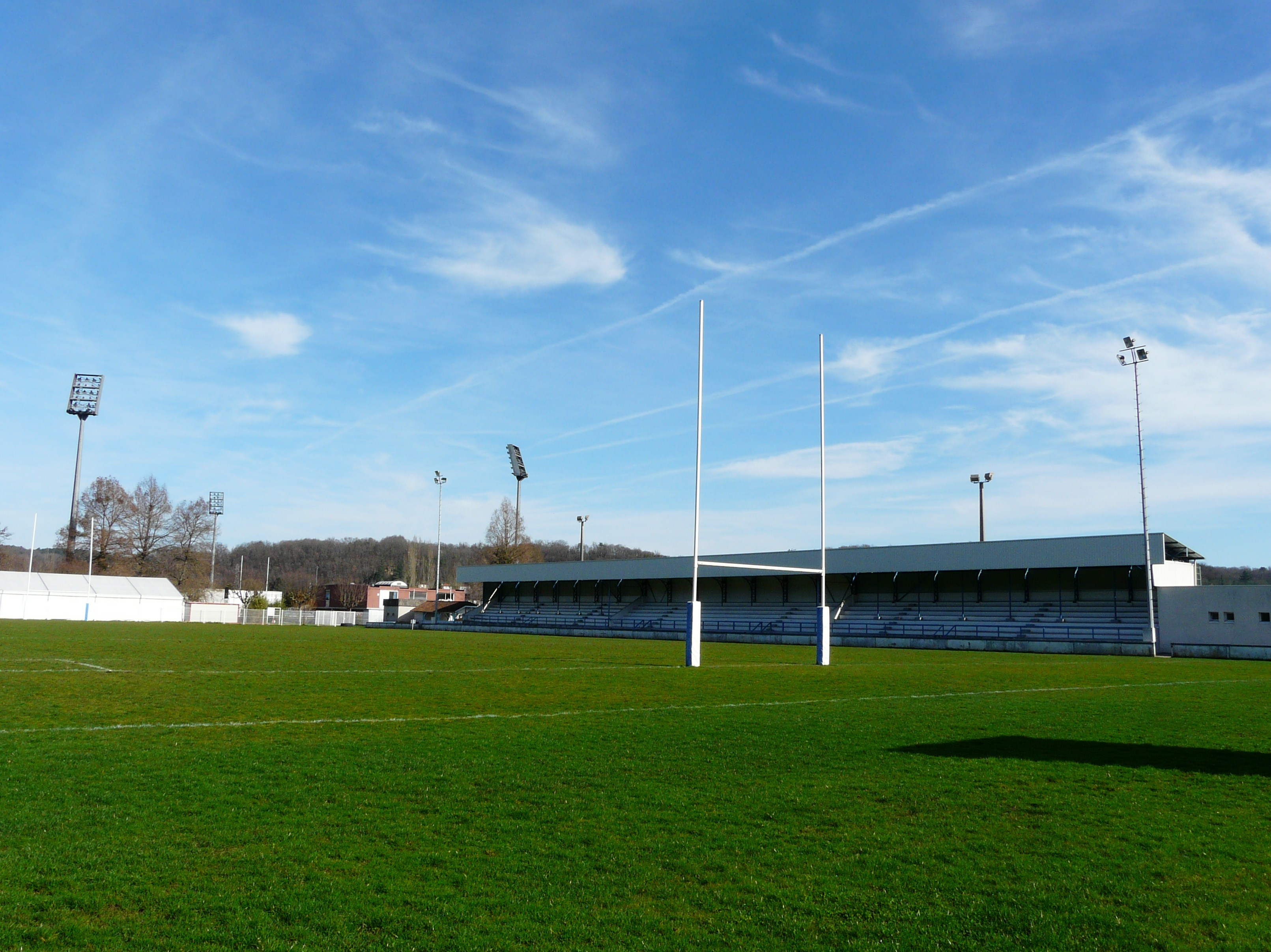
Le stade Roger-Dantou.

Le stade Francis-Rongiéras porte le nom d'un ancien rugbyman du Club athlétique périgourdin, décédé en 1991. Ce club en est le résident. Sa capacité d'accueil habituelle est de 6 300 places mais 10 000 personnes ont pu y assister en janvier 2010 à la rencontre de coupe de France entre le Trélissac Football Club et l'Olympique de Marseille, et il dispose du stade Roger-Dantou comme annexe. Le club de rugby de Périgueux présente un grand palmarès, avec cinq titres de champion de France en deuxième division fédérale dont deux dans les catégories Juniors A et B, finaliste lors du championnat de France de 1998 dans le groupe A2, vainqueur du Challenge de l'Espérance en 2009, et finaliste en Fédérale 1 en 2011. Le club de basket de Boulazac, communément appelé le BBD, a joué à l'origine à Périgueux sous le nom d'USPB, mais la création d'une salle omnisports à Boulazac, en 1992, a incité les dirigeants à migrer en banlieue.
Une salle omnisports est située dans le quartier du Toulon. La voie verte des berges de l'Isle s'étend sur 15 km et permet de relier la communauté d'agglomération périgourdine d'est en ouest. Trois passerelles, où peuvent se déplacer piétons, coureurs et cyclistes, permettent de franchir la rivière. Elle a obtenu le 2e prix européen 2007 des voies vertes. La Filature de l'Isle regroupe les locaux de différentes associations sportives mais aussi d'une école de musique et de studios. Un fronton situé rue des Izards sert aux deux clubs de pelote basque : AS3P et l'école de pelote de Périgueux. La ville a également un lieu public pour pratiquer le golf, un terrain équestre, un complexe tennistique, une salle de billard et de bridge, un skatepark, une base nautique de canoë-kayak et deux boulodromes, l'un route d'Angoulême et l'autre place du 8-Mai-1945. La piscine Bertran-de-Born, qui a ouvert ses portes le 1er mars 2014, accueille les clubs de natation et les scolaires. Périgueux possède aussi plusieurs gymnases : un dans le quartier du Gour de l'Arche, un annexé à l'établissement scolaire Bertran-de-Born, un autre dans le quartier Saint-Georges, un dans le quartier Clos-Chassaing et un près de l'église Saint-Étienne-de-la-Cité.

#### Évènements sportifs

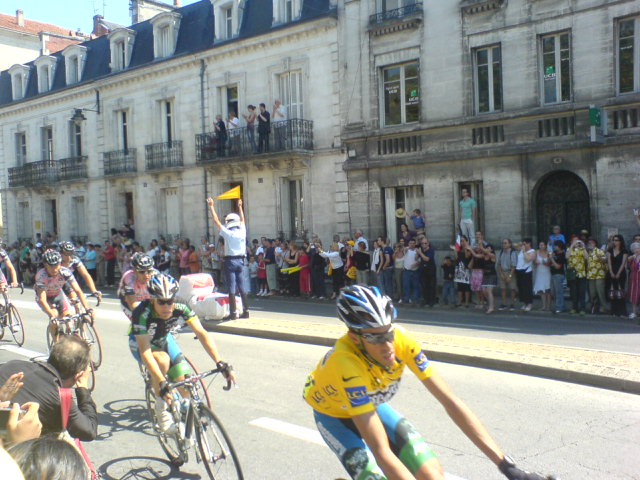
Passage à Périgueux du Tour de France 2007 ; au premier plan, le maillot jaune, Alberto Contador.

Périgueux a été quatre fois ville étape du Tour de France, en 1961, en 1994, en 2014 et en 2017 (dont trois contre-la-montre). La 18e étape de l'édition 2007, reliant les villes de Cahors et d'Angoulême, a traversé la ville. La seule étape contre-la-montre du Tour de France 2014 a relié Bergerac et Périgueux le 26 juillet,. Périgueux est la ville-départ de la 10e étape du Tour de France 2017, menant à Bergerac.
Le 10 janvier 2010, à l'occasion du match de football FC Trélissac-OM, une affluence record au stade Francis-Rongiéras a dépassé sa capacité, avec plus de 10 000 spectateurs.
Plusieurs compétitions régionales, voire nationales, se tiennent chaque année à Périgueux. Fin mars est organisé le duathlon de Périgueux (9e édition en 2025). En mai, pendant les fêtes de Saint-Georges, a lieu une course cycliste. Le même mois se déroulent également un semi-marathon
et un tournoi de l'école de rugby : le « Challenge Francis-Rongiéras » qui concerne les jeunes rugbymen U8 et U10 (32e édition en 2025 avec 23 équipes,). En juin, ont lieu l'Engie Open de Périgueux, tournoi de tennis féminin (28e édition en 2025), un triathlon et une autre course cycliste, les « 100 tours des boulevards ». Un jumping national se déroule en juillet. Au mois d'août, c'est le tournoi des vétérans de tennis et le « National de pétanque ». En 2012, quelque 2 000 boulistes ont participé à la trentième édition de cette compétition, sur les allées de Tourny. La 35e édition de 2017 pourrait cependant être la dernière car des travaux d'aménagement de 120 places supplémentaires de stationnement y sont prévus en 2018. En septembre a lieu une course à pied nommée les « Foulées de Saint-Georges », ainsi que la coupe de golf de la ville. En octobre et novembre, se déroule une compétition de canoë-kayak sur l'Isle. Fin novembre ou début décembre, un évènement sportif est organisé par le CAP triathlon sur la voie verte des berges de l'Isle, les « 10 km du Canal et de la voie des Stades » (26e édition en 2023 avec 1 600 participants inscrits).
Dans le cadre des Jeux olympiques de Paris 2024, la flamme olympique passe par six communes du département de la Dordogne le 22 mai 2024, notamment à Périgueux où le relais s'est effectué depuis l'école nationale de police jusqu'aux allées de Tourny.

### Médias

#### Presse locale
La presse papier est représentée par un journal régional, Sud Ouest (quotidien et hebdomadaire), et par trois titres départementaux : Dordogne libre (quotidien), Réussir le Périgord (hebdomadaire), et L'Écho du Périgord (quotidien, jusqu'à sa liquidation judiciaire en novembre 2019), chacun avec leur édition locale.
Entre 1987 et 2008, un ancien mensuel en langue anglaise, French News, a été édité et diffusé à Périgueux.
Depuis 1971, la ville publie À Périgueux, un magazine d'information locale à destination des habitants.

#### Radios locales
- 89.9 Chérie FM Dordogne : antenne locale de Chérie FM de la Dordogne. Ses studios sont situés sur la rue du Vieux-Puits, proche de Champcevinel. Ses programmes sont aussi diffusés à Bergerac sur 90.2 FM[314].
- 96.6 Wit FM : radio locale commerciale de Bordeaux émettant aussi dans la Gironde.
- 99.3 France Bleu Périgord : radio locale publique du Périgord. Ses studios sont au 2 rue des Tanneries à Périgueux, juste derrière le Centre départemental de la Communication[315]. Elle est audible dans la Dordogne, dans le Limousin (grâce au site de diffusion des Cars, en Haute-Vienne) sur 91.7 FM et dans le Lot-et-Garonne à Fumel sur 99.6 FM et à Villeneuve-sur-Lot sur 100.0 FM.
- 102.3 RLP (Radios libres en Périgord) : radio associative périgourdine qui est composée d'anciens bénévoles de Radio Périgueux 103 et de Radio Plaizance, deux radios associatives périgourdines disparues[316].
- 102.9 Isabelle FM : radio locale associative de Tocane-Saint-Apre (91.3 FM)[317].
- 104.9 Sud Radio : radio généraliste émettant dans le Sud de la France et à Paris.

#### Télévision locale
France 3 Périgords propose quotidiennement un journal local dans le 19/20 sur Périgueux et le département de la Dordogne. Elle émet sur la zone grâce à deux sites : celui de Coulounieix-Chamiers au sud et celui de la Grenadière au nord.

#### Internet
En décembre 2014, la mairie met en place, avec Orange, l'accès gratuit au Wi-Fi de 8 à 22 heures sur l'esplanade Badinter, la place Francheville mais aussi à la bibliothèque municipale. Chaque boîtier émetteur couvre 500 m2 environ. En décembre 2016, plusieurs rues sont connectées au réseau. À la même période, sept-cents foyers sont raccordés à la fibre l'optique, l'objectif étant de couvrir toute la ville d'ici 2025.

### Cultes

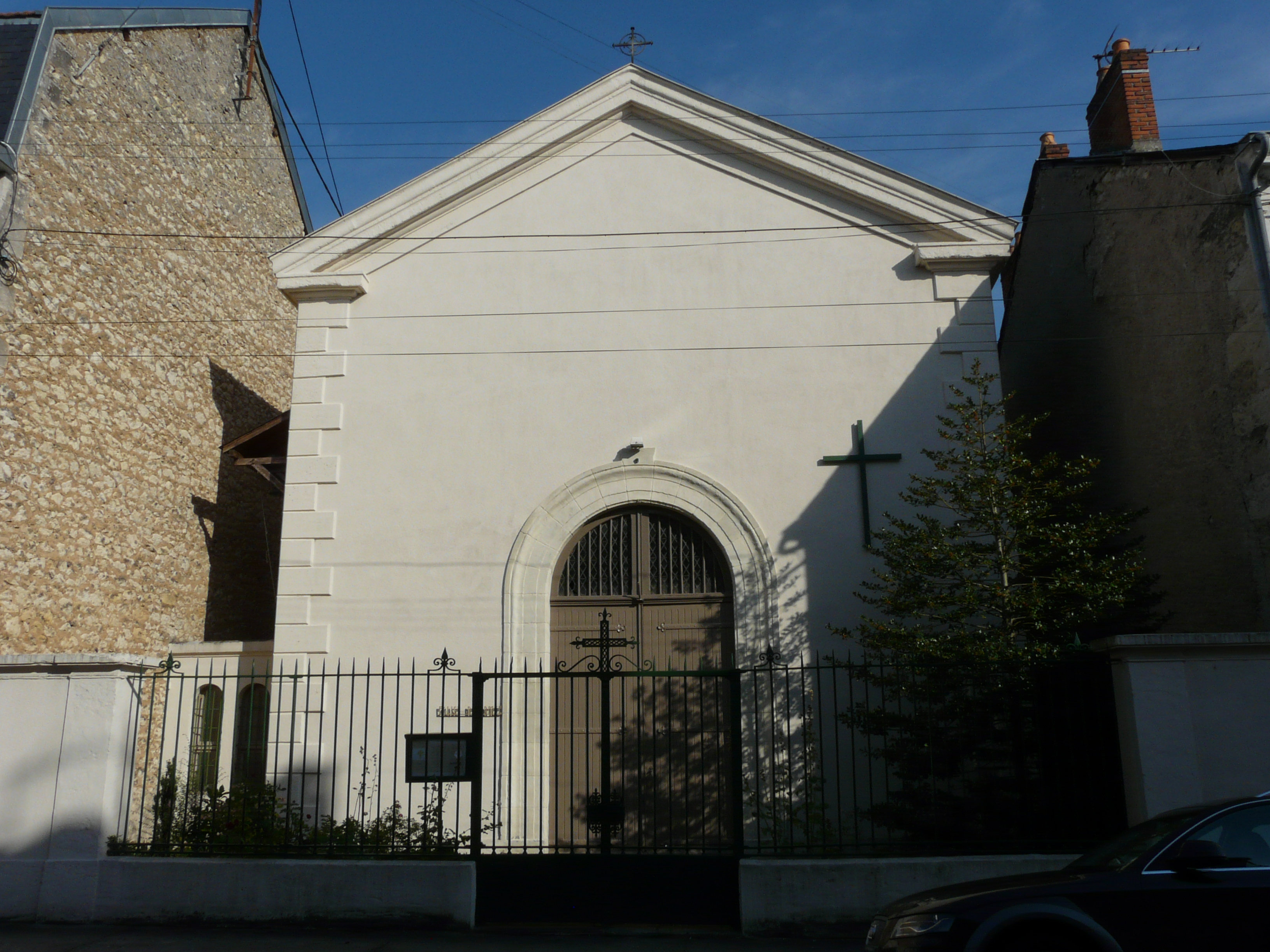
Le temple de Périgueux, rattaché à l'Église protestante unie de France.

Les catholiques prédominent dans la ville, qui est le siège épiscopal du diocèse de Périgueux, institué dès le IIIe siècle. En 1854, sa dénomination complète devient diocèse de Périgueux et Sarlat. Depuis 1983, il est jumelé avec le diocèse de Garoua au Cameroun. Son titulaire depuis 2004 est Michel Mouïsse. Le culte est assuré dans cinq églises : la cathédrale Saint-Front, les églises Saint-Étienne-de-la-Cité, Saint-Georges, Saint-Jean-Saint-Charles et Saint-Martin.
Les protestants réformés ont un temple sur un terrain acquis par le consistoire le 7 octobre 1861 et construit en 1863-1864 suivant les plans de l'architecte Malibran par l'entrepreneur Cellerier pour un coût total de 20 287 francs. Il est inauguré le 11 août 1864. Charles de Boeck est le pasteur de la communauté de Périgueux entre 1854 et 1885. Auparavant, les protestants se réunissaient depuis 1845 dans une pièce située au premier étage d'une maison située au 11 rue Limogeanne,.
La paroisse est rattachée à l'Église protestante unie de France,.
Les évangéliques disposent de deux églises.
Les musulmans, de l'Association des Musulmans de Périgueux, se réunissent à la mosquée de la ville,.
Les Juifs disposent d'une synagogue,.
On recense également, en faible nombre, des adeptes du mormonisme, officiellement appelé l'Église de Jésus-Christ des saints des derniers jours. Les Témoins de Jéhovah ont un lieu de culte près de la ville, à Coulounieix-Chamiers.

#### Édifices religieux

##### Culte catholique

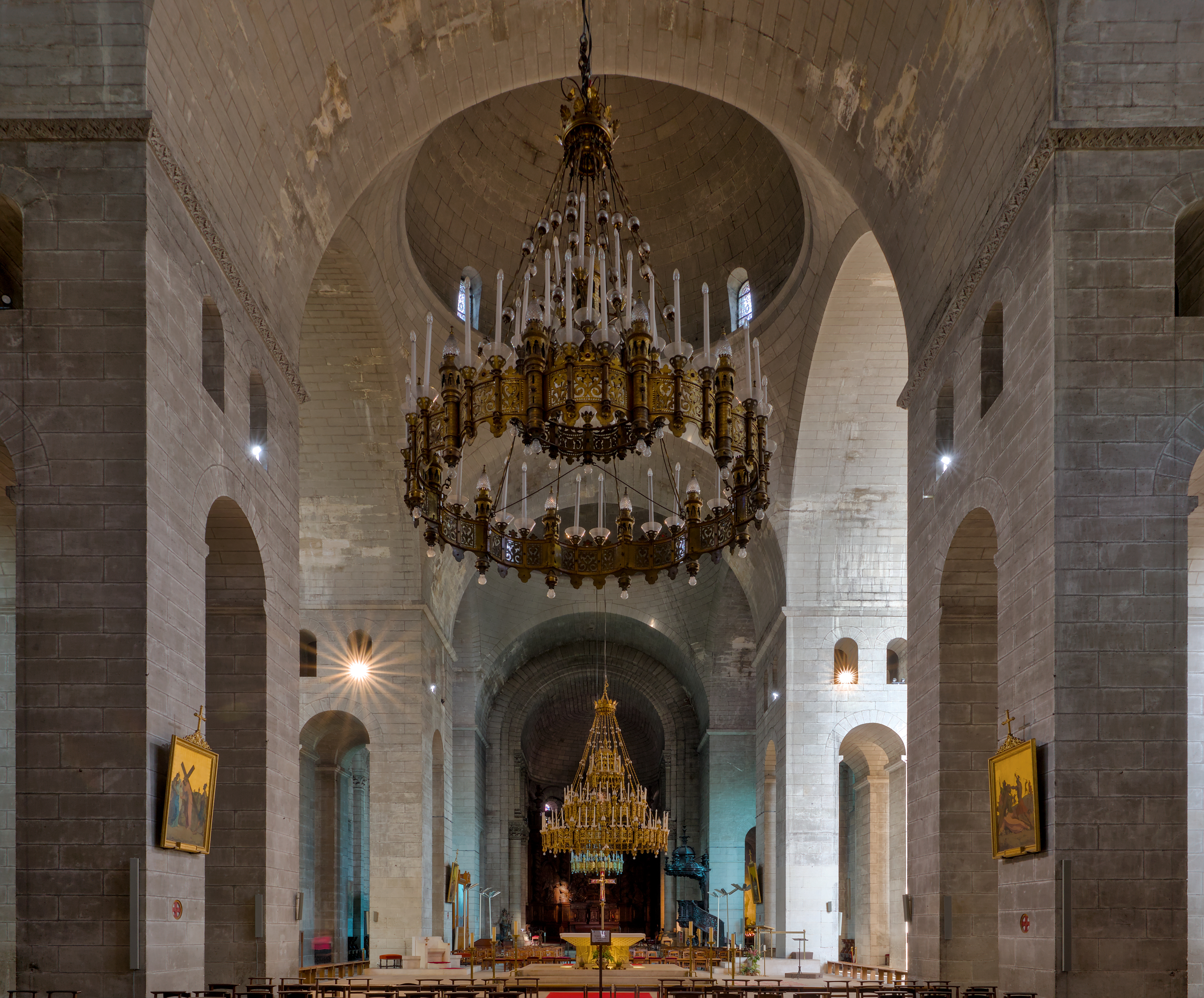
Intérieur de la cathédrale Saint-Front.

- Cathédrale Saint-Front, place de la Clautre.
- Église Saint-Étienne-de-la-Cité, place de la Cité.
- Église Saint-Georges, place Saint-Georges.
- Église Saint-Martin, place Saint-Martin.
- Église Saint-Jean-Saint-Charles, rue de l'Abîme.
- Chapelle de l'ancien couvent Sainte-Marthe, place de la Cité.
- Chapelle Saint-Joseph, rue du 34e-Régiment-d'Artillerie.
- Chapelle de la Visitation, rue Littré.
- Chapelle du couvent des Dames de la Foi, rue des Farges.

##### Culte protestant/évangélique
- Temple de l'Église protestante unie de France, rue Antoine-Gadaud.
- Évangélique assemblée de Dieu, route de Lyon.

##### Culte islamique
- Mosquée de la Bienfaisance, 18 rue du Tennis.

##### Culte israélite
- Synagogue, rue Paul-Louis-Courier.

##### Culte mormon
- Église de Jésus-Christ des saints des derniers jours, rue Combe-des-Dames.

## Économie

### Revenus de la population
En juin 2018, l'Insee a publié les données relatives aux revenus des ménages pour l'année 2015. En 2015, la commune de Périgueux comptait 15 293 ménages fiscaux comprenant au total 27 181 personnes correspondant à 20 543 UI de consommation dans ces ménages.
|                       | Revenu médian par ménage | Revenu médian par UI | Proportion de ménages fiscaux imposés |
| --------------------- | ------------------------ | -------------------- | ------------------------------------- |
| Commune de Périgueux  | 24 324 €                 | 18 108 €             | 47,0 %                                |
| Dordogne              | 28 303 €                 | 18 684 €             | 47,0 %                                |
| France métropolitaine | 32 409 €                 | 20 530 €             | 55,4 %                                |

### Emploi
En 2015, la population âgée de 15 à 64 ans s'élevait à 18 956 personnes, parmi lesquelles on comptait 71,5 % d'actifs dont 56,6 % ayant un emploi et 14,8 % de chômeurs.
La même année, on comptait 21 441 emplois dans la commune, contre 22 788 en 2010. Le nombre d'actifs ayant un emploi et résidant dans la commune étant de 10 907, l'indicateur de concentration d'emploi est de 196,6 %, ce qui signifie que la commune offre quasiment deux emplois pour un habitant actif, ce qui est exceptionnel.
En 2015, parmi tous les actifs de Périgueux âgés de 15 ans ou plus ayant un emploi, 62,1 % soit 6 775 personnes travaillent à Périgueux, et les 37,9 % restants, soit 4 126 recensés, travaillent dans une autre commune.
| CSP                                             | Périgueux | France |
| ----------------------------------------------- | --------- | ------ |
| Agriculteurs                                    | 0,2 %     | 1,7 %  |
| Artisans, commerçants, chefs d'entreprise       | 5,5 %     | 6,7 %  |
| Cadres, professions intellectuelles supérieures | 15,2 %    | 17,6 % |
| Professions intermédiaires                      | 29,9 %    | 25,9 % |
| Employés                                        | 37,1 %    | 28,0 % |
| Ouvriers                                        | 12,1 %    | 20,2 % |

En 2015, sur les 10 901 employés habitant à Périgueux, 9 650 sont des salariés — soit 88,5 % — et 1 252 des non-salariés, soit 11,5 %.
|              | Nombre | %      | Dont % de temps partiel | Dont % de femmes |
| ------------ | ------ | ------ | ----------------------- | ---------------- |
| Salariés     | 9 650  | 88,5 % | 17,1 %                  | 52,0 %           |
| Non-salariés | 1 252  | 11,5 % | 11,5 %                  | 38,7 %           |

En 2015, sur la population active des 15 à 64 ans, on comptait à Périgueux 2 808 chômeurs, soit 20,7 % des actifs.
|                                    | 2015   | 2010   |
| ---------------------------------- | ------ | ------ |
| Nombre de chômeurs                 | 2 808  | 2 213  |
| Taux de chômage                    | 20,7 % | 15,9 % |
| Taux de chômage des hommes         | 22,3 % | 16,1 % |
| Taux de chômage des femmes         | 19,1 % | 15,7 % |
| Part des femmes parmi les chômeurs | 45,6 % | 49,5 % |

#### Diplômes et formation
Sur les 22 514 habitants de 15 ans ou plus, non scolarisés, recensés en 2015, 23,6 % ont au moins un CAP ou un BEP ; 18,3 % ont au moins le baccalauréat ou un brevet professionnel ; 28,3 % ont un diplôme de niveau supérieur.
|                                                                         | Ensemble | Hommes | Femmes |
| ----------------------------------------------------------------------- | -------- | ------ | ------ |
| Population non scolarisée de 15 ans ou plus                             | 22 514   | 10 116 | 12 398 |
| Part des titulaires en %                                                |          |        |        |
| - n'ayant aucun diplôme, ou au plus un BEPC, brevet des collèges ou DNB | 29,8     | 25,1   | 33,6   |
| - d'un CAP ou d'un BEP                                                  | 23,6     | 28,5   | 19,5   |
| - d'un baccalauréat                                                     | 18,3     | 18,8   | 18,0   |
| - d'un diplôme de l'enseignement supérieur                              | 28,3     | 27,6   | 28,9   |

### Entreprises et commerces
Au 31 décembre 2015, Périgueux comptait 3 681 établissements : 2 569 dans le commerce, les transports ou les services divers, 736 relatifs au secteur administratif, à l'enseignement, à la santé ou à l'action sociale, 235 dans la construction, 133 dans l'industrie, et huit dans l’agriculture, la sylviculture ou la pêche.
En 2016, 281 entreprises ont été créées à Périgueux.
En 2014, le principal employeur de la ville est le centre hospitalier avec près de 2 500 personnes. Les autres principaux employeurs publics sont le Technicentre Charentes-Périgord des ateliers SNCF (environ 600 salariés en 2025, auxquels s'ajoutent les 180 salariés de Saintes) et la Ville de Périgueux. Le premier employeur privé sur la commune est la Polyclinique Francheville qui emploie 400 personnes en 2016.
Parmi les principales entreprises privées ayant leur siège social en Dordogne, deux dont le siège social est à Périgueux figurent parmi les cinquante premières quant au chiffre d'affaires HT en 2015-2016 :
- Somatherm (fabrication d'articles de robinetterie) : 15e avec 41 561 k€ ;
- la Polyclinique Francheville (activités hospitalières) : 21e avec 35 351 k€.

Parmi les entreprises dont le siège social est en Dordogne, dix sociétés implantées à Périgueux se classent parmi les cinquante premières de leur secteur d'activité quant au chiffre d'affaires hors taxes en 2015-2016 :
- dans les services[350],
  - la Polyclinique Francheville se classe au 2e rang,
  - Selarl imagerie radiothérapie oncologie (activités de radiodiagnostic et de radiothérapie) est 11e avec 8 234 k€,
  - Semitour Périgord (gestion des sites, monuments historiques et attractions touristiques similaires) est 20e avec 5 709 k€,
  - Antennes d'autodialyse Francheville (activité des médecins généralistes) est 38e avec 3 469 k€,
  - SPP (activités de sécurité privée) est 40e avec 3 317 k€,
  - SEL Laboratoire Gambetta (laboratoire d'analyses médicales) est 41e avec 3 250 k€ ;
- dans le BTP[351],
  - les Maisons Omega (construction de maisons individuelles) se classent au 14e rang avec 5 896 k€,
  - Inca centre (construction de maisons individuelles) est 16e avec 5 240 k€ ;
- dans le commerce[352],
  - Somatherm se classe 7e,
  - Disper (supermarchés) est 28e avec 21 325 k€.

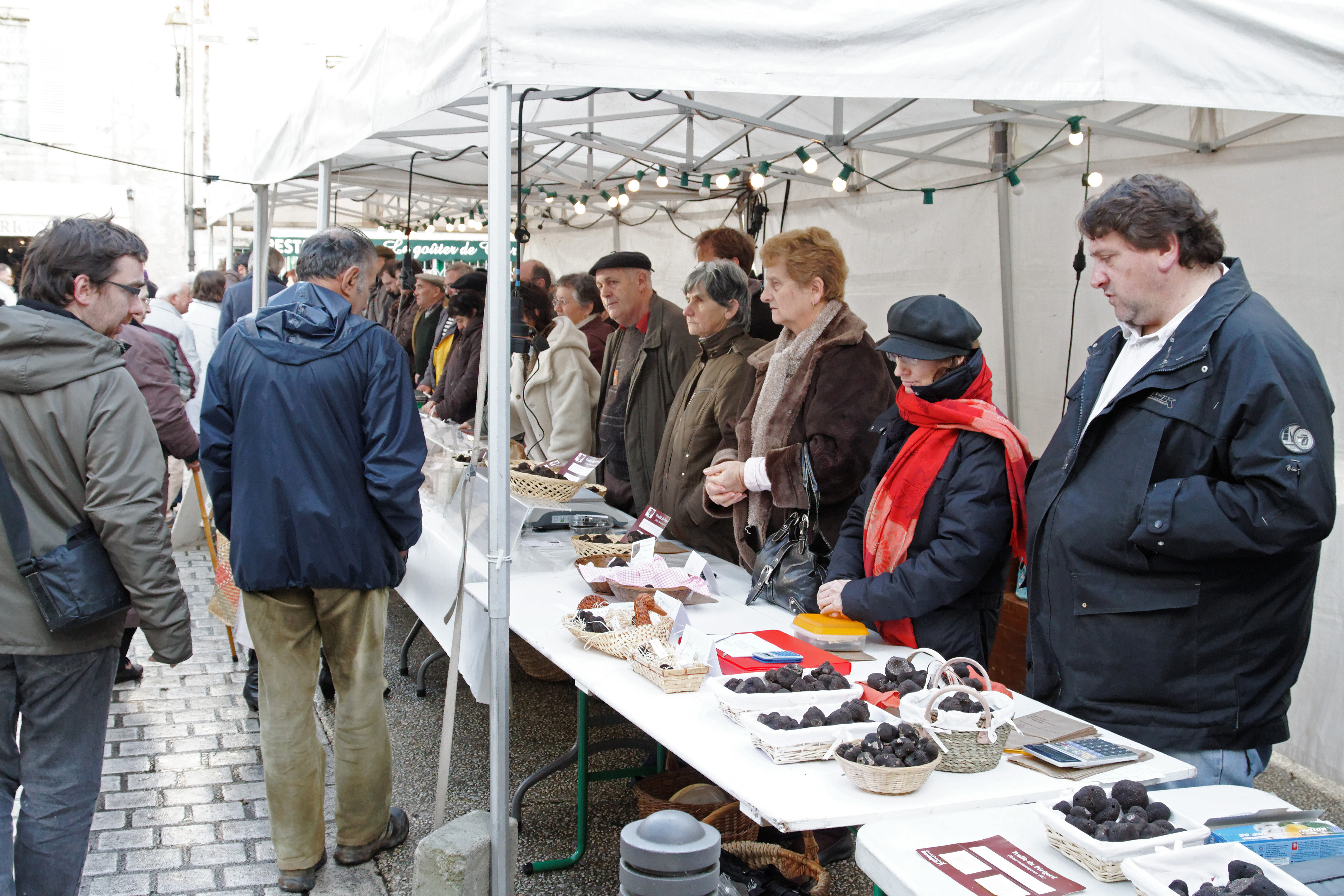
Marché à la truffe de Périgueux.

Périgueux abrite dans le quartier du Toulon des ateliers de réparations de la SNCF qui emploient 600 personnes en 2025. Les voitures d'autorails grande capacité (AGC) de Nouvelle-Aquitaine y sont rénovées au bout de vingt années d'exploitation. Leur démontage puis leur remontage avec rénovation, ainsi que pour les rames provenant des régions Auvergne-Rhône-Alpes, Occitanie assure du travail et Provence-Alpes-Côte d'Azur, assure au Technicentre du travail jusqu'en 2030 et ont nécessité la construction d'un nouvel atelier de cent mètres de long.
Depuis 1970, l'agglomération accueille également dans la zone industrielle de Boulazac, à la périphérie de la ville, l'imprimerie des timbres-poste et valeurs fiduciaires (ITVF) d'où provient la totalité des timbres émis en France, soit 4 milliards de timbres par an. Elle emploie 700 personnes. La commune de Marsac-sur-l'Isle, membre de l'agglomération, accueille l'usine de production agroalimentaire, FroMarsac — les produits laitiers du Groupe Bongrain —, producteur notamment des célèbres fromages industriels, St Môret, Chavroux et Tartare.
Le marché alimentaire de Périgueux a lieu tous les mercredis et samedis matin en centre-ville, sur les places de l'ancien Hôtel-de-Ville, Saint-Silain, de Verdun et dans la rue de Vésone. Tout au long de la semaine, il se déroule dans la halle et la place du Coderc. Le mercredi toute la journée a lieu un marché bazar et textile, sur l'esplanade Badinter, la place Bugeaud et le boulevard Michel-de-Montaigne. Les samedis d'été se déroule le marché aux truffes et de mi-novembre à mi-mars se déroule celui du marché au gras.

### Tourisme
Commune touristique, située en plein cœur du Périgord, et pouvant accueillir les touristes dans dix hôtels en centre-ville, Périgueux est classée station de tourisme, ville d'art et d'histoire (depuis 1987), et compte un important secteur sauvegardé depuis 1980. Périgueux accueille les visiteurs de la vallée de l'Isle et les pèlerins des chemins de Saint-Jacques de Compostelle depuis 1 000 ans. Des promenades urbaines sont organisées par l'office de tourisme pour faire découvrir l'histoire de la ville, et sont commentées par des guides agréés par le ministère de la Culture et de la Communication, tout ceci en plus des musées, des monuments historiques et du parcours de 4,5 km du petit train, afin de faire découvrir la ville aux touristes. De plus, il existe depuis 2015 un sentier nautique sur l'Isle pour observer les monuments de la ville depuis Vesunna I, un rabaska réservé à cet effet. Pour trouver les sites périgourdins à visiter, l'office de tourisme a développé des applications mobiles, notamment « Périgueux Tour » en 2011, qui renseigne à propos des activités organisées par la ville.

## Culture locale et patrimoine
Périgueux appartient au réseau national des Villes et pays d'art et d'histoire.

### Équipement culturel

#### Musées
La ville compte trois musées qui ont tous trois l'appellation musée de France en raison de la qualité de leurs collections. Le musée d'art et d'archéologie du Périgord, premier musée du département, est créé en 1835. Le Musée militaire du Périgord est créé en 1911 pour garder en mémoire l'héroïsme de la Garde Nationale de Périgueux et du 22e régiment des mobiles de la Dordogne de 1870 et de 1871. En 2023, il a accueilli 3 800 visiteurs. Le musée gallo-romain Vesunna est une création récente de l'architecte Jean Nouvel. Ils permettent ensemble d'appréhender l'histoire locale à travers des collections archéologiques depuis la préhistoire jusqu'à nos jours. Le premier possède aussi de très belles collections d'Afrique et d'Océanie, pièces rapportées par les Périgourdins lors de leurs voyages depuis le milieu du XIXe siècle.

#### Théâtres, cinéma et salles de concerts

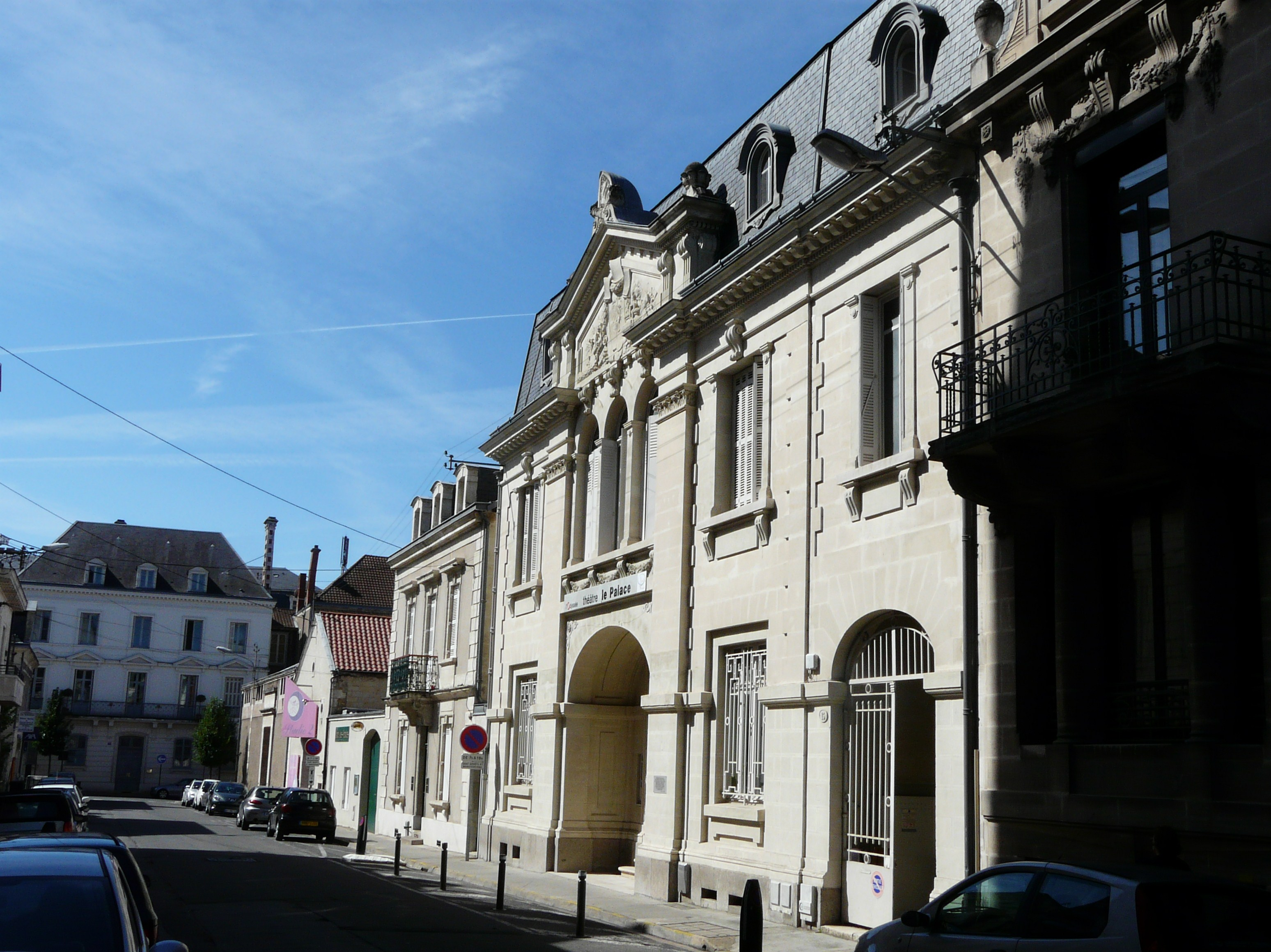
Le Palace, théâtre de la ville.

Périgueux dispose d'un cinéma CGR, ; de deux théâtres, Le Palace et L'Odyssée, ; du Centre départemental de la communication ; et d'une salle de musiques amplifiées affiliée au réseau Fédurok, le Sans Réserve,.

#### Bibliothèques
Créée en 1809, la médiathèque Pierre-Fanlac (anciennement bibliothèque municipale de Périgueux) se compose d’un établissement central et de trois annexes : le Gour de l’Arche, Saint-Georges et le Toulon. Ses collections comptent plus de 50 000 documents patrimoniaux, et elle propose plus de 130 000 ouvrages au prêt,,. Périgueux compte également l'espace culturel François-Mitterrand et la bibliothèque départementale de prêt.

#### Centres culturels
- Centre culturel de la Visitation[373] dans l'ancien couvent de la Visitation[374] : ce centre culturel municipal comprend des salles d'exposition, de musique, de danse, de spectacles dans l'ancienne chapelle. Ce lieu reçoit aussi le conservatoire de musique et de danse ainsi que l'école d'arts plastiques.
- Centre culturel François-Mitterrand dépendant du Conseil départemental de la Dordogne présentant des expositions sur des artistes contemporains : cet espace culturel reçoit la Direction départementale de la Culture et de l’Éducation[375].

### Architecture civile et militaire

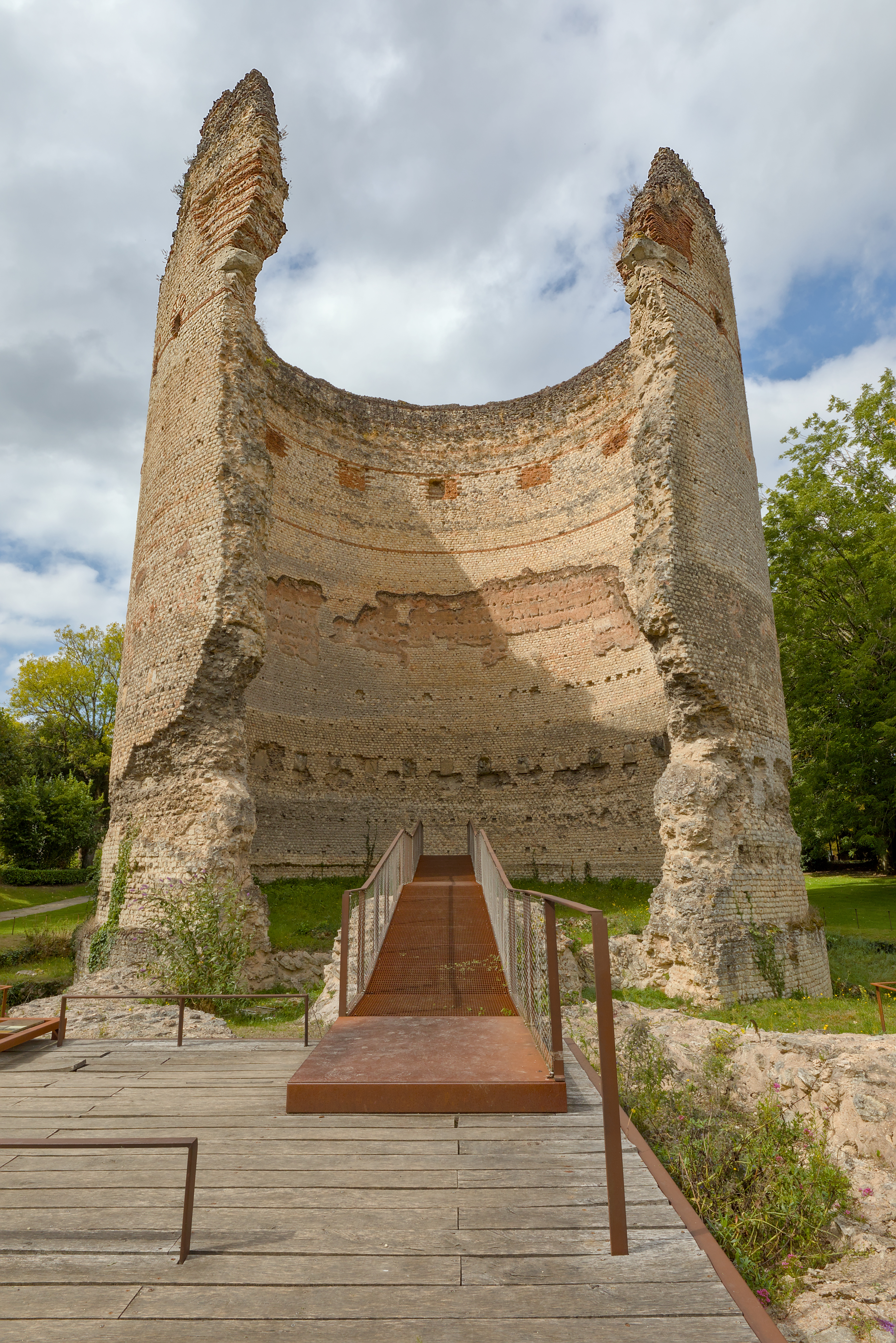
La tour de Vésone.

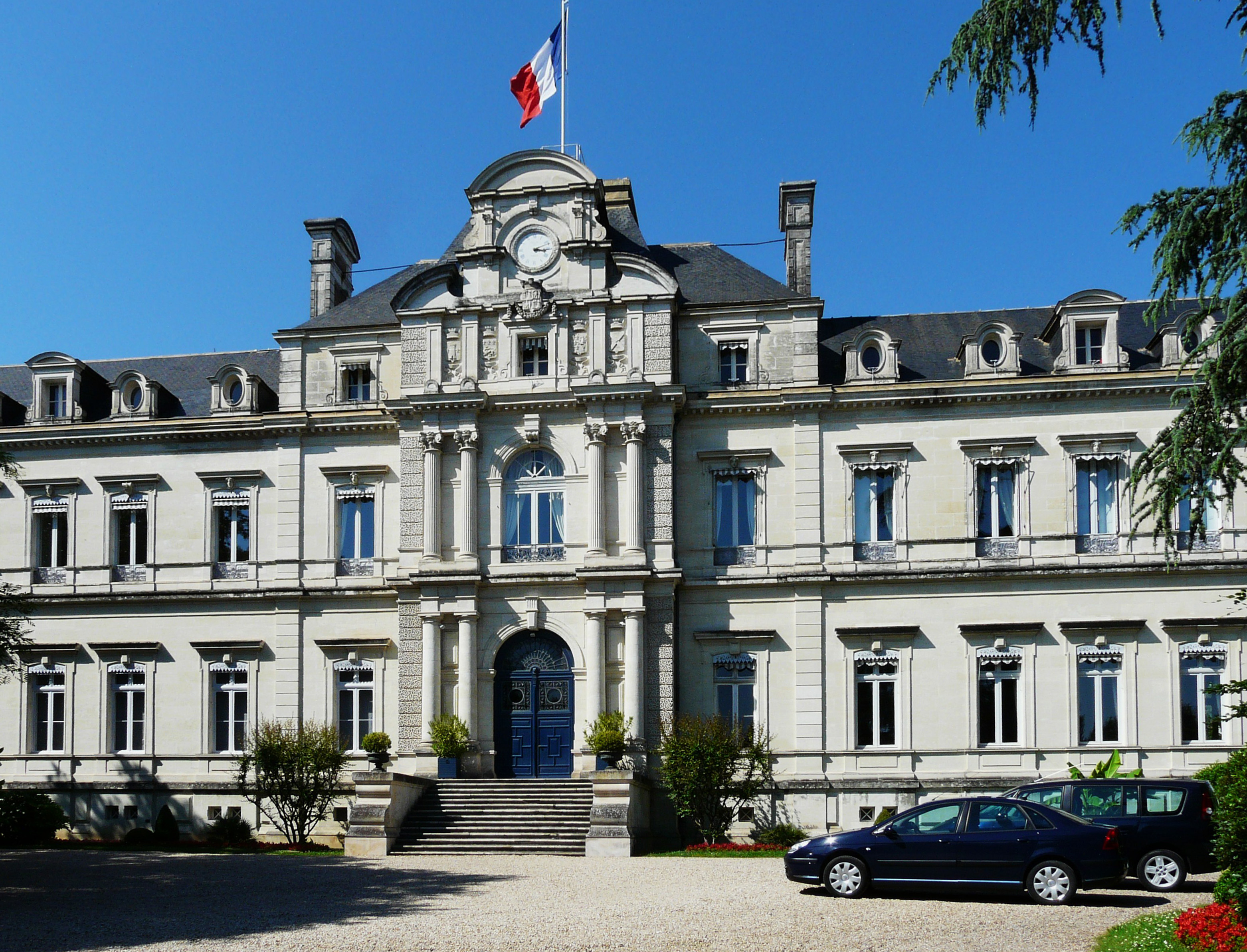
La préfecture du département de la Dordogne.

La ville de Périgueux recèle les vestiges gallo-romains de l'ancienne cité de Vésone : les restes de la domus des Bouquets (villa gallo-romaine) au-dessus desquels l'architecte Jean Nouvel a construit le musée Vesunna. Ces vestiges sont classés monuments historiques depuis 1963. Le jardin des Arènes est entouré par les vestiges de l'amphithéâtre romain du IIe siècle, classés en 1840. La tour de Vésone, classée en 1846, reste le seul vestige d'un fanum dédié à Vésone, déesse tutélaire de la ville. Cette tour correspond à la cella, c'est-à-dire, la partie centrale sacrée où seuls les prêtres avaient accès. Différents vestiges de la citadelle gallo-romaine de Vésone ont fait l'objet de classements successifs en 1886, 1889 et 1942. En 2018, la ville fait peindre au sol un tracé rouge d'un kilomètre reliant différents lieux de l'architecture gallo-romaine dont sept sont munis de panneaux d'information historique.
La ville a conservé de nombreux bâtiments médiévaux et Renaissance : le château Barrière, du XIIe au XVIe siècle, classé monument historique depuis 1862, est bâti sur l'enceinte antique construite au début du IIIe siècle. À côté se trouve un bâtiment construit au-dessus de l'enceinte gallo-romaine et qui était appelé château d'Angoulême au XVe siècle.
Sur vingt hectares s'étend le secteur sauvegardé du centre-ville médiéval et Renaissance, dont la rue Limogeanne, avec notamment l'hôtel Fayard dit « maison Estignard » et aux nos 1, 3 et 5 un groupe de maisons d'époque Renaissance. La tour Mataguerre, dernière tour existante du rempart, est accessible en visite. Elle est classée depuis 1840. En bord de rivière, à proximité de la cathédrale, les maisons des Quais forment un ensemble architectural composé de trois demeures mitoyennes, l'hôtel Salleton inscrit en 1938, la maison des Consuls et la maison Lambert, toutes deux classées depuis 1889,.
Également au bord de l'Isle, un étrange bâtiment en torchis et à pans de bois, l'eschif. Bien que n'ayant jamais servi comme moulin, l'eschif est appelé à tort « Vieux moulin » ou « moulin du Chapitre » ou encore « moulin de Saint-Front ». La confusion vient du proche moulin de Saint-Front qui se trouvait au milieu de l'Isle et qui a été démoli en 1860, semble tenir miraculeusement sur sa base. C'est un poste de guet qui va permettre au Moyen Âge la surveillance du pont de Tournepiche. Il est classé depuis 1977.
Rue Aubergerie, l'hôtel de Sallegourde est inscrit depuis 1931 pour sa tour et sa tourelle.
L'hôtel de préfecture de la Dordogne, bâti au XIXe siècle, présente une façade Second Empire ; ses salons sont de véritables œuvres d'art. Il est inscrit au titre des monuments historiques depuis 1975. Le palais de justice de style néoclassique est inscrit en partie depuis 1997. Au bord de l'Isle, 200 mètres au nord-est de la cathédrale, l'hôtel de Fayolle du XVIIe siècle est inscrit depuis 1970 pour son porche. À moins de cent mètres de la cathédrale, la loge maçonnique, inscrite en 1975 pour ses façades et ses toitures, offre des façades de style mauresque balkanique.
En plus des édifices inscrits et classés au titre des monuments historiques, Périgueux possède plusieurs édifices insolites : l'hôtel des Postes réalisé sur les plans de l'architecte Paul Cocula et inauguré en 1930 par Georges Bonnet, 1 rue du 4-septembre, la maison Labasse, immeuble de rapport de type haussmannien, 2 rue Gambetta, les anciens bains-douches de la Caisse d'Épargne, 39-41 rue Louis-Mie, la succursale départementale de la Banque de France, 1 place du président-Roosevelt, la Villa mauresque, 15 rue Jules-Michelet, l'école municipale de dessin et d'art décoratif, aujourd'hui école Britten, 3 rue de Varsovie, la maison Goudeau réalisée dans les années 1860 par Émile Goudeau, 6 place du général-Leclerc, l'immeuble Lacrousille, 12 rue Saint-Front, le gymnase Secrestat, 3 rue du gymnase.
Périgueux compte quatre cimetières : le cimetière de l'Ouest, rue Louis-Blanc, créé en 1830 ; le cimetière Saint-Georges, boulevard du Petit-Change, créé en 1858 ; le cimetière du Nord, avenue Georges-Pompidou, créé en 1862 et le cimetière Saint-Augûtre, avenue de l’Amiral-Pradier, sur la commune voisine de Coulounieix-Chamiers, créé en 1977.

### Architecture religieuse

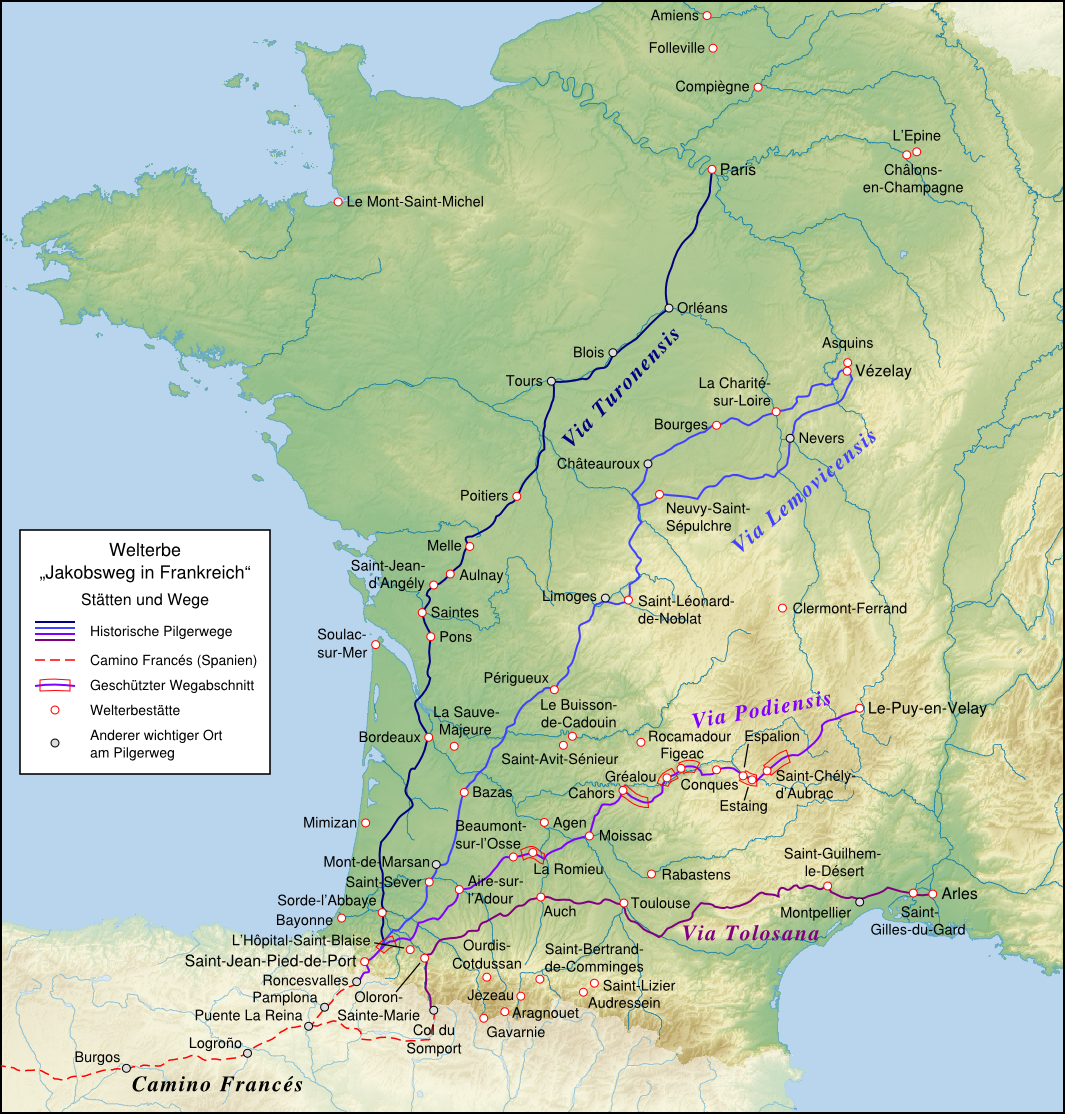
La cathédrale Saint-Front est sur le chemin de Saint-Jacques-de-Compostelle.

Institué dès le IIIe siècle, le diocèse de Périgueux a compté, y compris sa cathédrale, jusqu'à dix-huit églises, dont seulement cinq subsistent actuellement.
La cathédrale Saint-Front, place de la Clautre, est bâtie dans le centre-ville de Périgueux, sur le tombeau de saint Front de Périgueux, l'évangélisateur légendaire du Périgord, qui a donné son nom au quartier central de la ville (« Puy-Saint-Front ») au Moyen Âge. Simple église à l'origine (aux débuts du Ve siècle), elle a subi plusieurs destructions et reconstructions, pour devenir, à partir de 1669, la cathédrale du diocèse de Périgueux. Elle est classée monument historique en 1840, érigée aussi en basilique mineure en 1897, et inscrite au patrimoine de l'humanité au titre des chemins de Saint-Jacques-de-Compostelle en 1998. Cette cathédrale à coupoles a été presque entièrement reconstruite lors de la restauration entreprise par Paul Abadie au XIXe siècle. Par la suite, cet architecte s'en inspira pour la construction du Sacré-Cœur à Paris. Le chemin de croix peint vers 1850 par Jacques-Émile Lafon a été restauré en 2002.
Outre la cathédrale, la ville comprend quatre autres églises catholiques.
L'église Saint-Étienne de la Cité, place de la Cité, ancienne cathédrale du diocèse de Périgueux jusqu'en 1669, devient simple église paroissiale en 1673. Cette église romane, des XIe et XIIe siècles, était coiffée de quatre coupoles, et fut ruinée par les Huguenots en 1577. De fait, il n'en reste plus aujourd'hui que les deux travées orientales. L'édifice est classé en 1840.
En remplacement d'une ancienne église située à une centaine de mètres, l'église Saint-Georges, place Saint-Georges, dans le quartier du même nom, fut construite entre 1852 et 1870, selon les plans des architectes Paul Abadie, Antoine Lambert et E. Vauthier,. Elle est érigée en paroisse dès 1854, la messe s'effectuant dans une chapelle provisoire.
L'actuelle église Saint-Martin, place Saint-Martin, (quatrième du nom), d'abord construite entièrement en bois de 1868 à 1870, fut rebâtie en maçonnerie, entre 1870 et 1875, selon les plans d'Antoine Lambert, validés par Paul Abadie. Elle devient paroisse en 1863.
L'église Saint-Jean-Saint-Charles, rue de l'Abîme, dans le quartier du Toulon, bâtie entre 1879 et 1892, était à l'origine une chapelle annexe de l'église Saint-Martin. Elle fut érigée en paroisse en 1907 et son clocher fut ajouté en 1911.
Outre la cathédrale et les églises paroissiales, Périgueux abrite également un couvent, dédié à sainte Marthe, et dont la chapelle Saint-Jean-Baptiste de l'ancien évêché de Périgueux est classée depuis 1888, datant du XVIe siècle avec des voûtes ornées d'arabesques de la Renaissance. Le couvent des Dames de la Foi est également classé.

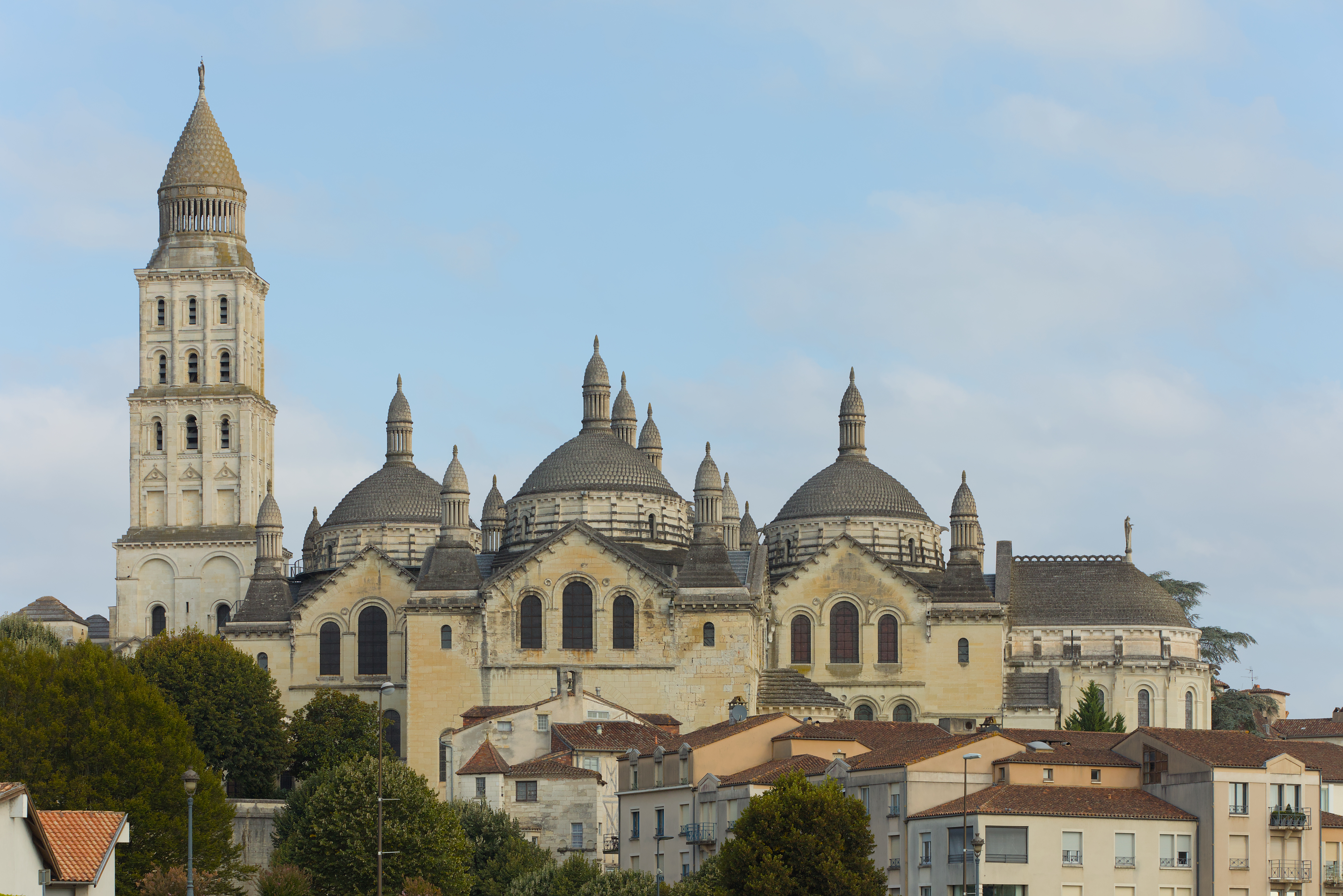
La cathédrale Saint-Front vue depuis la rive sud de l'Isle.
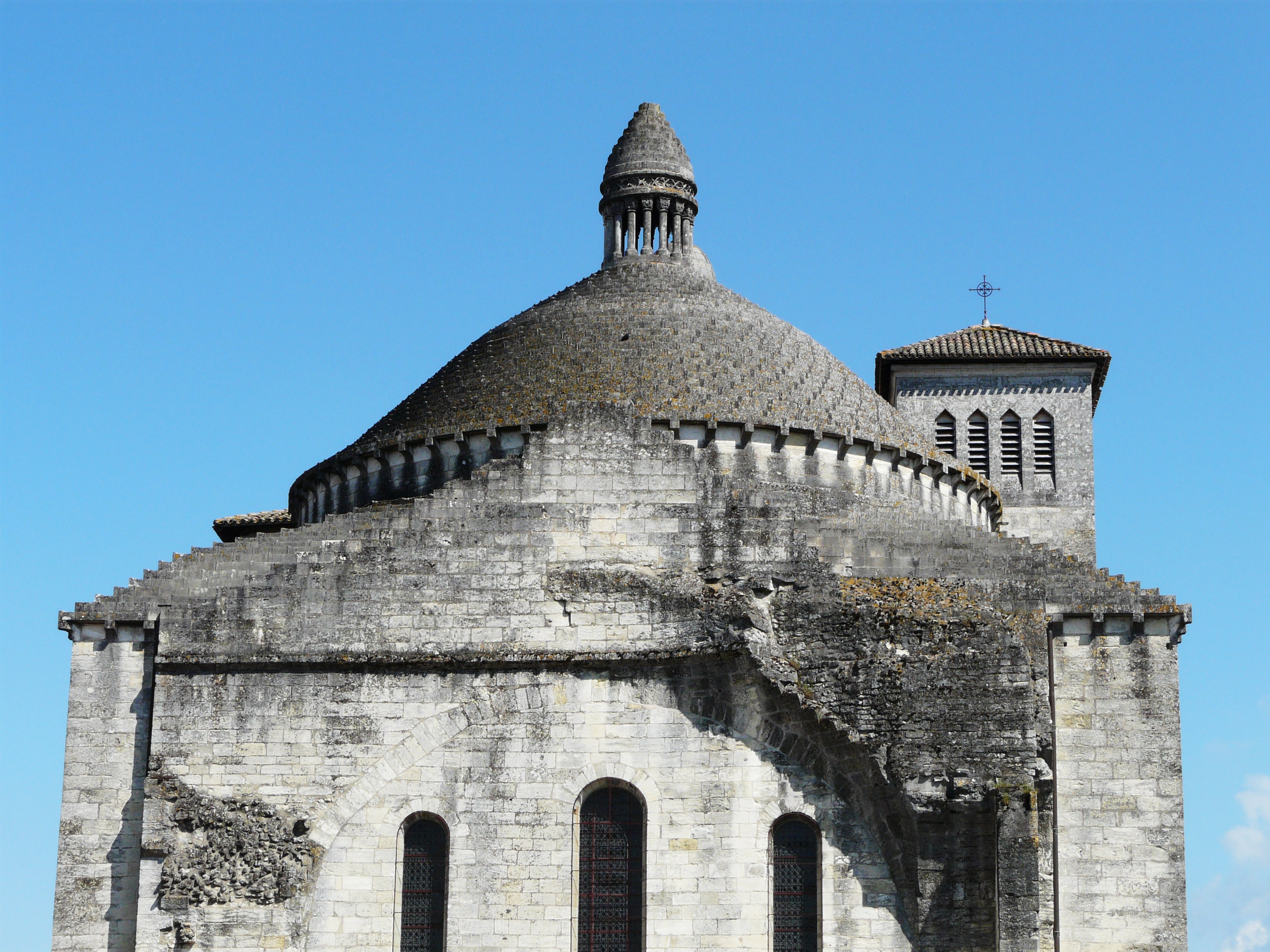
Les toits de l'église Saint-Étienne de la Cité.
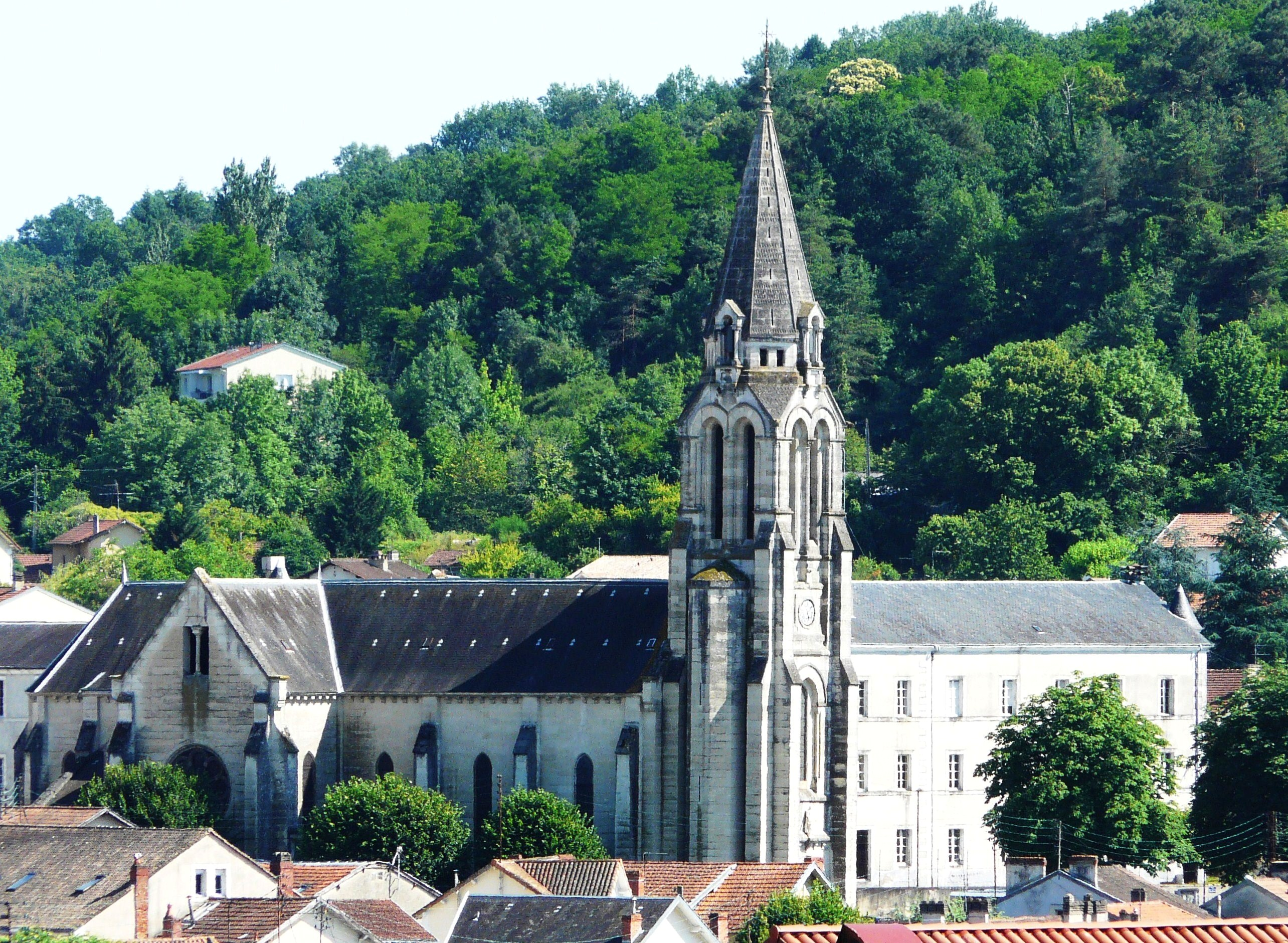
L'église Saint-Georges.
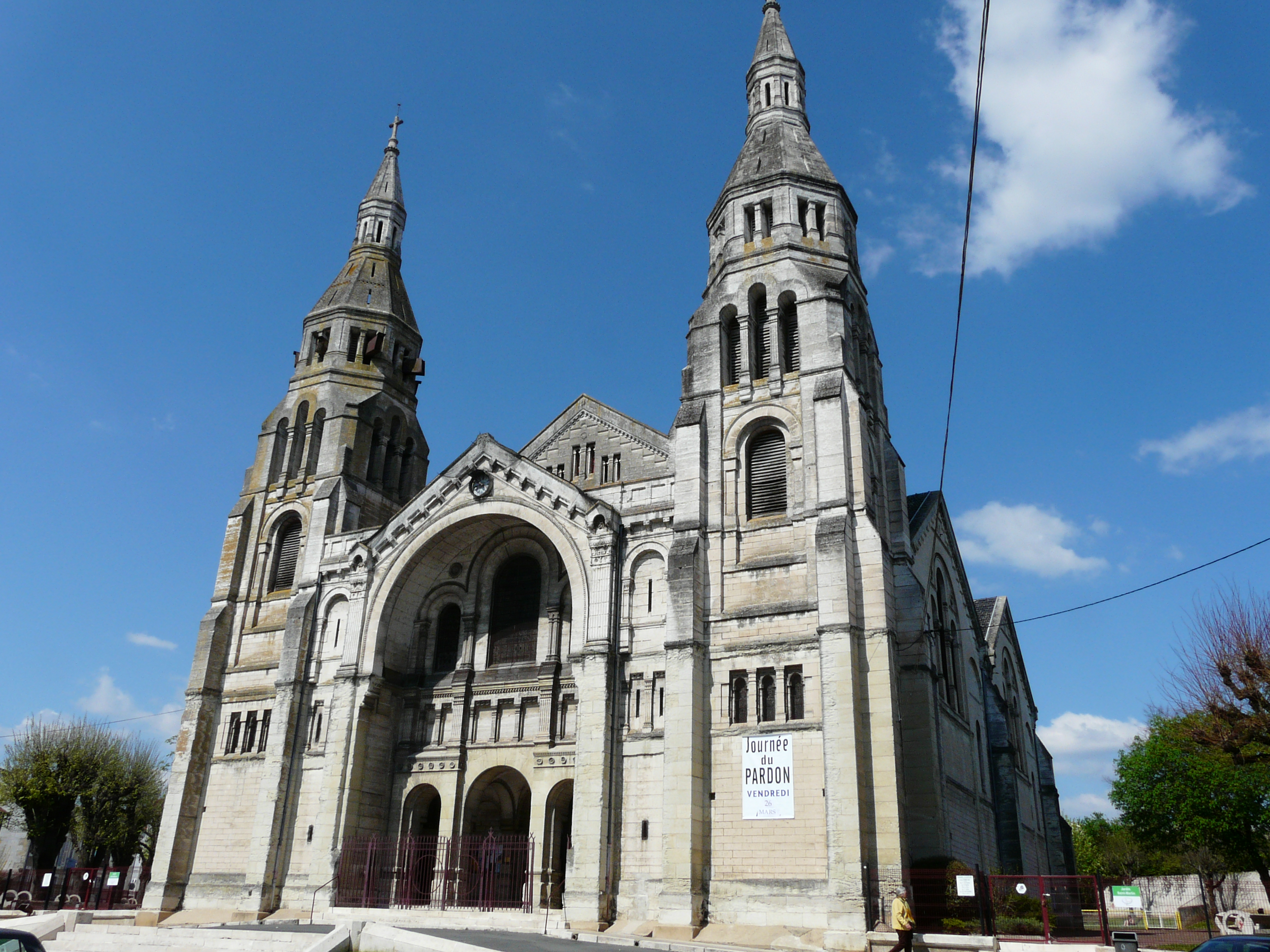
L'église Saint-Martin.
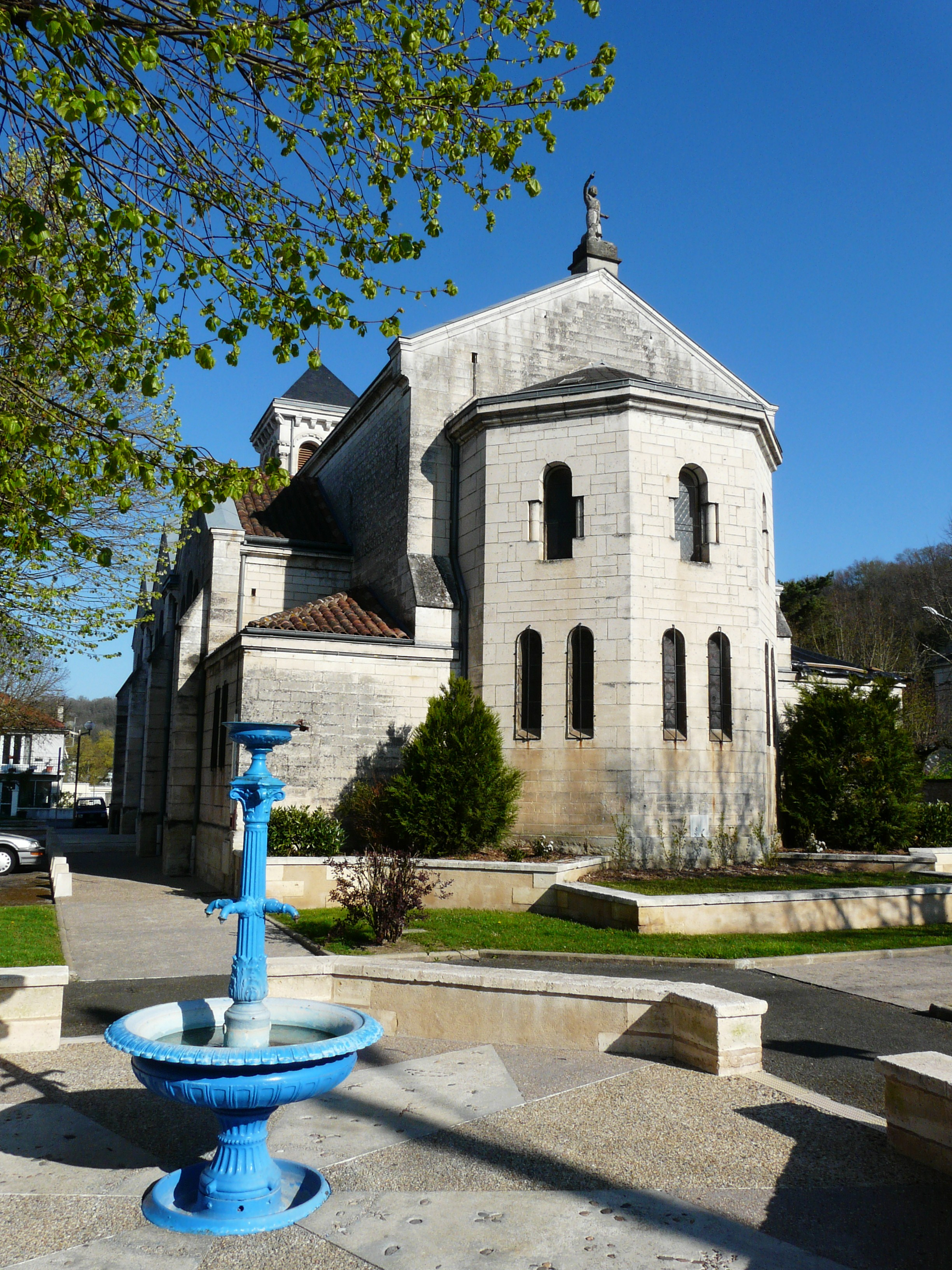
L'église Saint-Jean-Saint-Charles.

#### Patrimoine religieux disparu
Jean Secret a donné une liste avec un historique sommaire de 80 églises et chapelles de Périgueux existantes ou disparues dans un article du Bulletin de la Société historique et archéologique du Périgord paru en 1973.
Au fil des siècles, pas moins de dix-huit églises, toutes situées en rive droite de l'Isle à l'exception de l'église Saint-Georges, ont disparu de Périgueux.
En rive gauche de l'Isle, une première église Saint-Georges apparaît dans les textes au XIIIe siècle. Reconstruite en 1460 sur l'ordre du cardinal Hélie de Bourdeilles, elle fut vendue comme bien national en 1791 avant d'être transformée en maison d'habitation et détruite au siècle suivant. À une centaine de mètres de distance fut érigée de 1852 à 1870 l'actuelle église Saint-Georges.
Dans le quartier de la Cité, on en compte deux, et peut-être trois. L'église Notre-Dame de Leydrouse était un édifice probablement d'époque romane, situé rue Romaine, au sud-ouest de l'ancienne cathédrale Saint-Étienne. Mesurant 14 × 7 m, trois de ses travées voûtées subsistaient encore en 1905. Il pourrait s'agir du même édifice que l'église Sainte-Marie qui se situait sur une portion importante de la place de la Cité, avec une rue qui en évoque encore le souvenir, dans le prolongement de l'ancienne cathédrale Saint-Étienne. Les deux bâtiments n'étaient séparés que de quelques mètres. L'église Saint-Astier était située dans la rue du même nom, près de l'actuelle église Saint-Étienne-de-la-Cité, et à l'ouest de l'église Notre-Dame de Leydrouse.
Trois églises ont disparu dans le quartier de Vésone. L'église Saint-Pierre-ès-Liens, était située à l'angle du boulevard de Vésone et à l'emplacement du no 33 de la rue Saint-Pierre-ès-Liens. Datant du XIe siècle, elle, était le siège d'une paroisse et fut démolie en 1889. L'église Saint-Jean-l'Évangéliste puis Saint-Cloud était située à l'angle sud du boulevard de Vésone et de la rue Saint-Pierre-ès-Liens, tout près de l'église ayant ce dernier nom. C'était un édifice roman qui fut vendu comme bien national en 1791 ; il servit de forge puis d'entrepôt, et fut démoli en juillet 1899. L'église Saint-Pierre-l'Ancien ou Saint-Pé-Laneys était située à l'ouest de la tour de Vésone et au sud-est de la cité administrative - ancienne caserne Bugeaud - et sur l'emplacement d'une ancienne villa gallo-romaine, dite villa de Vésone, au centre du cimetière Saint-Pierre, dit cimetière des Pendus, aujourd'hui disparu. C'était l'une des plus vieilles églises de la ville, qui servait de départ à toutes les processions d'intronisation des évêques. Elle fut détruite avant 1726.
À proximité de l'Isle, on en compte six autres. L'église Saint-Jacques puis Sainte-Claire était située à l'emplacement de l'actuelle caserne des pompiers. Elle mesurait 24 m x 11 et datait du XIIe siècle. L'église s'installa entre 1279 et 1290 dans un monastère de clarisses et dura jusqu'à la Révolution. Le monastère fut ruiné par les Huguenots en 1575, puis rebâti en 1590. Il devint un hôpital en 1793, puis une prison et une caserne au début du XIXe siècle ; en 1828, c'est de nouveau une caserne à côté de laquelle sont installés des abattoirs lors de la décennie suivante. Enfin en 1973, les locaux sont transformés en caserne des pompiers. L'église Saint-Hilaire se situait non loin de l'église Saint-Jacques. Elle devint, à partir de 1699, la chapelle des pénitents gris. Ancienne chapelle, l'église Saint-Gervais a été une église paroissiale située près de l'actuel pont de la Cité. Puis une autre chapelle du même nom, connue au XVIIe siècle, était située à l'actuel emplacement de la rue homonyme ; devenue une étable en 1826, elle fut rasée en 1858. L'église Saint-Eumais, dite aussi Saint-Chamassy ou Saint-Yomay, était une ancienne église paroissiale aux XIIIe et XIVe siècles, devenue une simple chapelle au XVIIe siècle. Elle était située près du moulin du Rousseau, dans la rue du Rousseau, tout près de l'Isle. L'église Sainte-Eulalie était une église paroissiale fort ancienne qui n'existait déjà plus en 1389. Elle a donné son nom à une rue devenue ensuite la rue Littré. Sur son emplacement approximatif fut construite, au milieu du XIXe siècle, la chapelle Sainte-Eulalie du lycée Bertran-de-Born. Sur l'emplacement de ce lycée existait depuis le XVIe siècle l'église Saint-Benoît, érigée par les moniales de l'abbaye de Ligueux. Elle a disparu, transformée successivement en chapelle, en pensionnat, puis en collège et enfin en lycée en 1848.
Dans le reste de la ville, six autres églises ont aussi disparu. L'église Saint-Silain était située sur l'actuelle place de l'Hôtel-de-Ville, face à la mairie. Église fort ancienne qui mesurait 31 à 32 mètres de long sur 10 à 18 m de large et qui avait un cloître accolé côté sud, elle était le siège de la paroisse du Puy-Saint-Front et fut détruite pendant la Révolution, entre 1793 et 1798. L'église Saint-Louis, bâtie à la fin du XVIIe siècle à côté de l'hôpital de la Manufacture (actuellement rue Wilson), mesurait 27 m x 8. Elle fut démolie en 1851 et remplacée en 1854 par la chapelle Saint-Louis, détruite en 1950. L'église Saint-Martin (deuxième du nom) succéda à un premier édifice du même nom, dévasté par les Normands en 849. Elle était située vers l'angle des rues Wilson et Antoine-Gadaud, les Dominicains en firent la chapelle de leur infirmerie. Elle mesurait 11 m x 32 et devint par la suite la chapelle Sainte-Ursule. Elle fut démolie au XIXe siècle par les Ursulines qui firent rebâtir une nouvelle chapelle, aujourd'hui elle aussi disparue, au même emplacement. L'église Saint-Martin (troisième du nom), située à l'angle des rues Gambetta et Maleville, était le siège de la paroisse Saint-Martin et de la commune du même nom. Elle mesurait 15 m × 20 et le culte y était encore célébré en 1871. L'église Charles, dans le quartier du Toulon, se trouvait près du gouffre du Toulon, au-delà de la ligne de chemin de fer Limoges - Périgueux, non loin d'un ancien passage à niveau. Elle mesurait 12 m x 16 et datait du XIe siècle. Fortement détériorée par les Anglais puis par les Huguenots, restaurée à chaque fois, elle devint un cabaret mal famé au XVIIIe siècle, et fut détruite plus tard. La « rue de l'Église-Charles » en porte encore le nom en souvenir, bien que certains plans et le cadastre évoquent, de façon erronée, la « rue de l'Église-Saint-Charles ».
Périgueux a aussi compté plusieurs couvents et monastères qui ont disparu : le couvent des Cordeliers ou des Frères mineurs, le couvent des Dominicains, le couvent de la Visitation, le couvent Sainte-Claire, le couvent des religieuses de Notre-Dame, le couvent des Récollets, le Carmel de Périgueux.
Les Jésuites se sont établis à Périgueux en 1589 en reprenant le collège établi par la ville en 1530. Ils ont construit la chapelle des Jésuites pour le collège, entre 1605 et 1650, consacrée en 1669. Après leur départ en 1762, la direction du collège a été assurée par les Jacobins, puis par la Petite mission en 1769 et les Doctrinaires entre 1770 et 1792. Le collège est ensuite devenu l'école centrale. La chapelle a été rasée en 1811. La préfecture de la Dordogne a occupé les lieux jusqu'en 1862. Les bâtiments ont ensuite servi de caserne, puis d'école de dessin. En 1883, l'école normale d'institutrices y est installée, l'inspection académique avant d'y établir les Archives départementales. Celles-ci se sont ensuite déplacées dans un nouveau bâtiment. L'Espace culturel François-Mitterrand y a été créé en 1996.

### Pèlerinages
La ville est une étape de l'un des chemins français vers Saint-Jacques de Compostelle,,, en partant de Vézelay.

### Langue et culture périgourdines

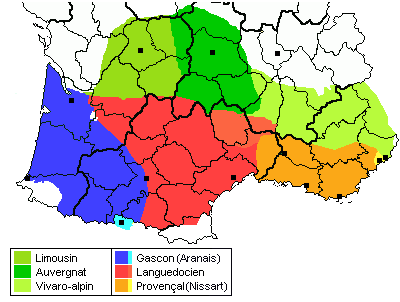
Les dialectes de l'occitan.

Périgueux, située au nord de l'Occitanie, a pour langue vernaculaire traditionnelle le limousin, une des formes de l'occitan.
Au Moyen Âge, la langue limousine est portée par les troubadours, de cour en cour dans toute l'Europe occidentale. L'abbaye Saint-Martial de Limoges fait de la région limousine l'un des centres culturels les plus importants du monde occitan. Jusqu'au XVIe siècle, le dialecte limousin est la langue officielle de la province ; il reste la langue orale dominante jusqu'au début du XXe siècle — y compris dans certains quartiers populaires de milieux urbains de Limoges ou de Saint-Junien — époque à partir de laquelle le français prend le dessus. L'UNESCO classe le limousin « sérieusement en danger », dans son Atlas UNESCO des langues en danger dans le monde. Le limousin est surtout employé par les habitants des zones rurales âgés de plus de 70 ans et son utilisation a encore tendance à décliner. Mais la plupart des Limousins de naissance connaissent, lorsqu'ils ne comprennent pas parfaitement la langue, des expressions, proverbes ou autres chansons en langue occitane qui font partie de leur patrimoine culturel.
Un mouvement culturel régionaliste pan-occitan, le Félibrige, fait néanmoins survivre la langue limousine. Fondé en Provence en 1854, il s'exprime à Périgueux en 1907, 1947, 1976 et en 1989, par la représentation, ces quatre années, du Congrès du Félibrige, par la création en 1901 de l'école félibréenne Lo Bornat dau Perigòrd, et par la présence du poète et majoral du Félibrige en Périgord, Marcel Fournier. Un autre mouvement du même type, affilié du Félibrige et inspiré de ce dernier et de Frédéric Mistral, nommé la Félibrée, organise chaque été une grande fête populaire occitane dans une ville ou un village du Périgord.
À Périgueux, on compte une école associative bilingue occitane Calandreta, accueillant 45 « calandrons », scolarisés de la petite section de maternelle au CM2.

### Périgueux dans les arts
La ville possède un centre culturel nommé la « Visitation », où peuvent se pratiquer la musique, les arts plastiques, la danse et le théâtre. Depuis mars 2004, est ouverte une galerie associative nommée « L'app'Art ». Des expositions d'art sont organisées tout au long de l'année. Le cinquième art est représenté par la bibliothèque municipale. Quant aux arts du spectacle, Périgueux possède un théâtre municipal de 850 places en gradin (l'Odyssée), un autre théâtre de 210 places (le Palace) et une salle de concert de musiques amplifiées de 500 places (le Sans-Réserve).
Le musée le plus renommé de la ville, le Musée d'art et d'archéologie du Périgord, accueille depuis 1835 des collections archéologiques, des vestiges gallo-romains provenant notamment de Vesunna, des collections de géologie et de minéralogie, ainsi que des collections préhistoriques et médiévales issues des recherches en Périgord. S'ajoutent à celles-ci des collections archéologiques d'Afrique du Nord, plus particulièrement d'Égypte et de Tunisie, mais aussi de Grèce et d'Italie. Tous les arts y sont représentés : peinture, sculpture, en passant par la photographie et les arts appliqués. Le Musée militaire du Périgord retrace l'histoire militaire du département de la Dordogne avec quelques estampes et documents divers. Enfin, le troisième musée de la ville, le musée Vesunna, met en valeur les vestiges d'une villa gallo-romaine par-dessus lesquels il a été construit.

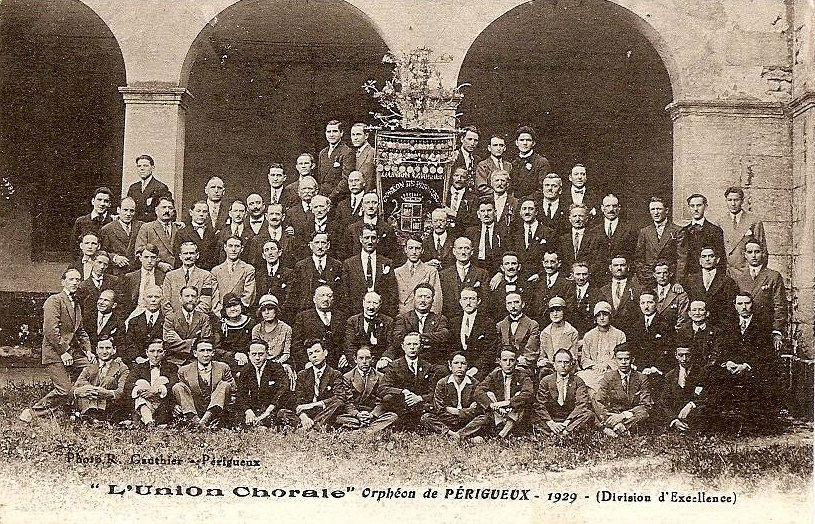
L'Union Chorale a été l'orphéon de Périgueux en 1929.

À part dans les bibliothèques et les musées, la littérature s'exprime aussi par divers auteurs qui publient leurs livres dans les cinq maisons d'édition de la ville.
Périgueux possédait en 1929 son propre orphéon, un mouvement festif et musical d'ampleur, fondé par Wilhem en 1833. À cette époque, il rassemblait en France des milliers de chorales masculines, le plus souvent subventionnées par des entreprises ou des municipalités. Elles étaient constituées de chanteurs issus des classes moyennes ou populaires. Par la suite, des femmes y ont également participé. Grâce à l'orphéon de Périgueux, 4 000 francs ont été rapportés lors d'un de ses concerts au festival de Rouen, intégralement reversés dans la caisse de secours destinée aux ouvriers victimes de la crise cotonnière.
Des festivals musicaux, de cinéma, ou encore de mime comme « Mimos » animent Périgueux.
Deux chanteurs ont rendu hommage à la ville : Joan-Pau Verdier, avec Périgueux-le-Vieux, sur son album Tabou-le-Chat de 1977 et Cyril Lefebvre, avec Périgueux, sur son album Vibrato de 1979.
La ville a accueilli plusieurs tournages de cinéma. Le réalisateur Jean-Pierre Denis, originaire de la région, y a situé l'action de Champ d'honneur, de Histoire d'Adrien et de Ici-bas. Jacques Deray y a tourné Les Bois noirs. Quelques scènes de Jacquou le Croquant, réalisé par Laurent Boutonnat, et de Amanda, réalisé par Mikhaël Hers, ont également été tournées dans la ville.

### Gastronomie
Le pâté de Périgueux, déjà connu à la fin du XVe siècle, est composé de farce, de foie gras et de truffe. La sauce Périgueux est un roux qui peut également associer truffe et foie gras. Hormis ces deux spécialités, il n'existe pas à proprement parler de gastronomie traditionnelle périgourdine. Mais, la ville faisant partie du Périgord, les restaurants et commerces proposent les spécialités culinaires de la région.
Parmi celles-ci se retrouvent notamment la noix du Périgord (AOC), produite en grande quantité, et le poulet sauce rouilleuse, typique du Sud-Ouest de la France, qui doit son nom à une sauce préparée à base de vin et de sang de la volaille. Le croquant du Périgord, biscuit sec souvent confectionné avec des amandes, peut aussi être dégusté, ainsi que le grillon, un pâté proche des rillettes. Le tourin, une soupe à l'ail, à l'oignon ou à la tomate, est une autre spécialité de la région. La mique périgourdine, une pâte levée constituée de farine de froment, d'œufs, de lait et de matière grasse (beurre et/ou graisse de canard), peut aussi être dégustée dans la ville. Elle est similaire à celle de la région Limousin.

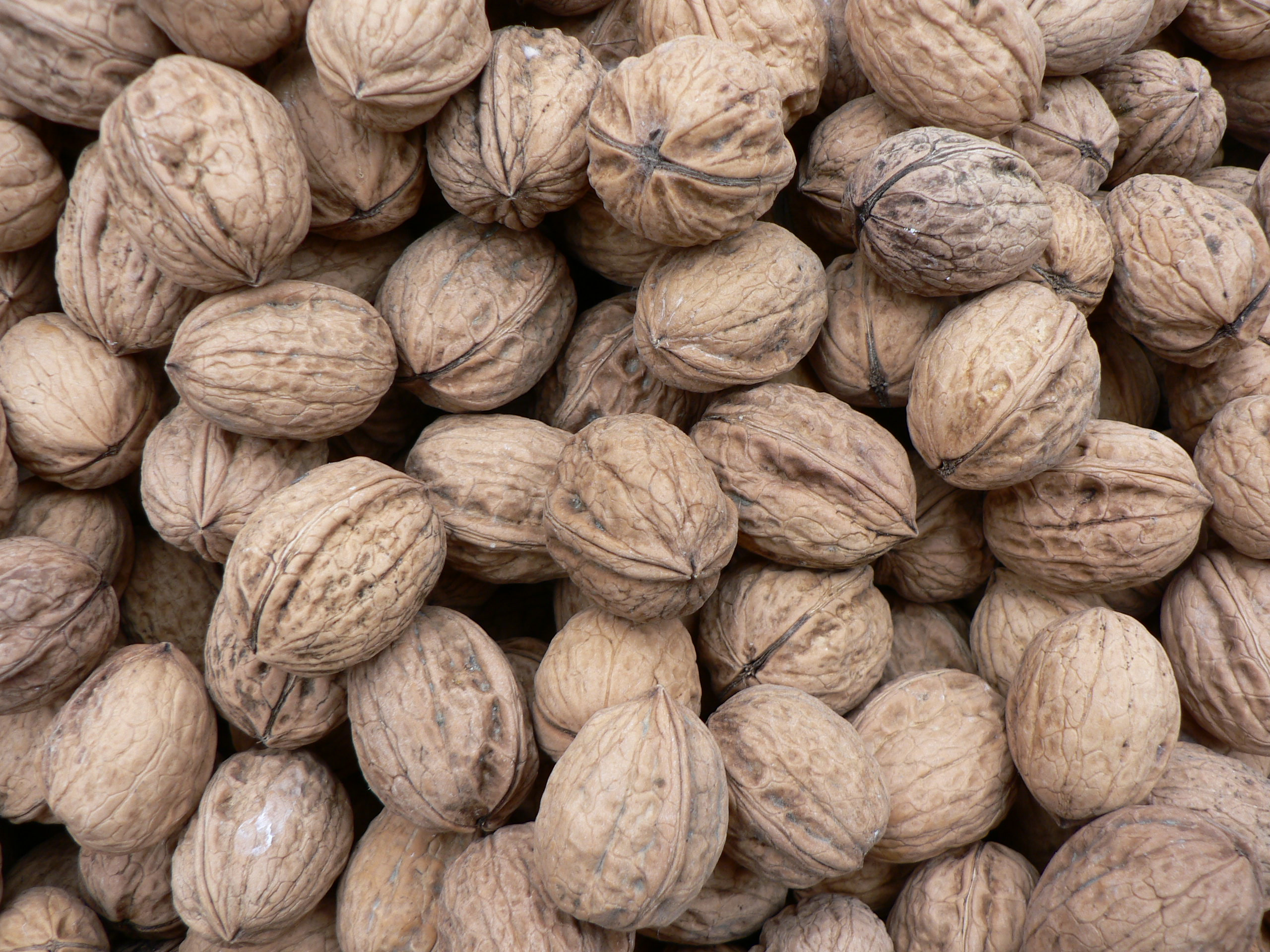
La noix du Périgord.
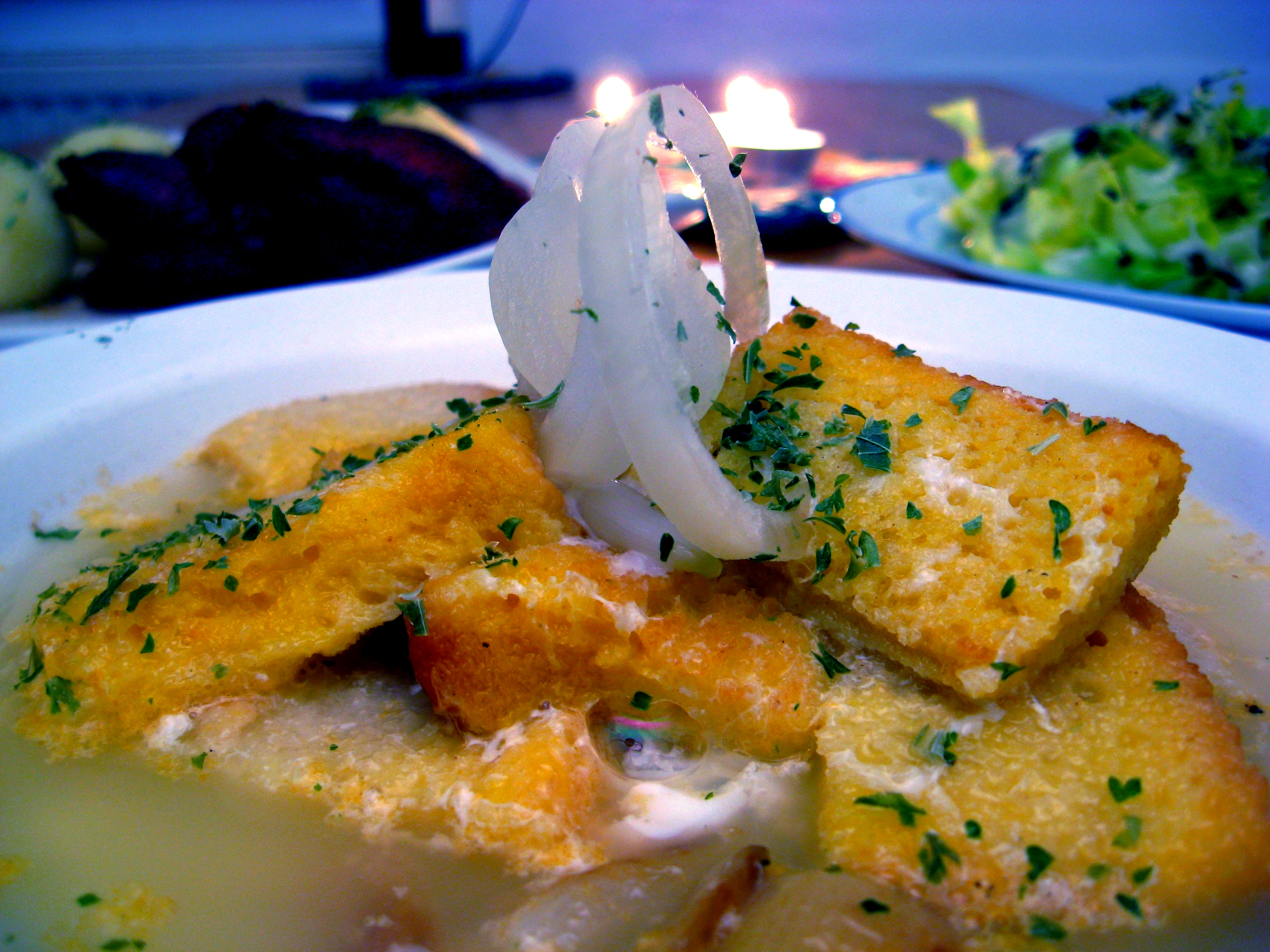
Le tourin.
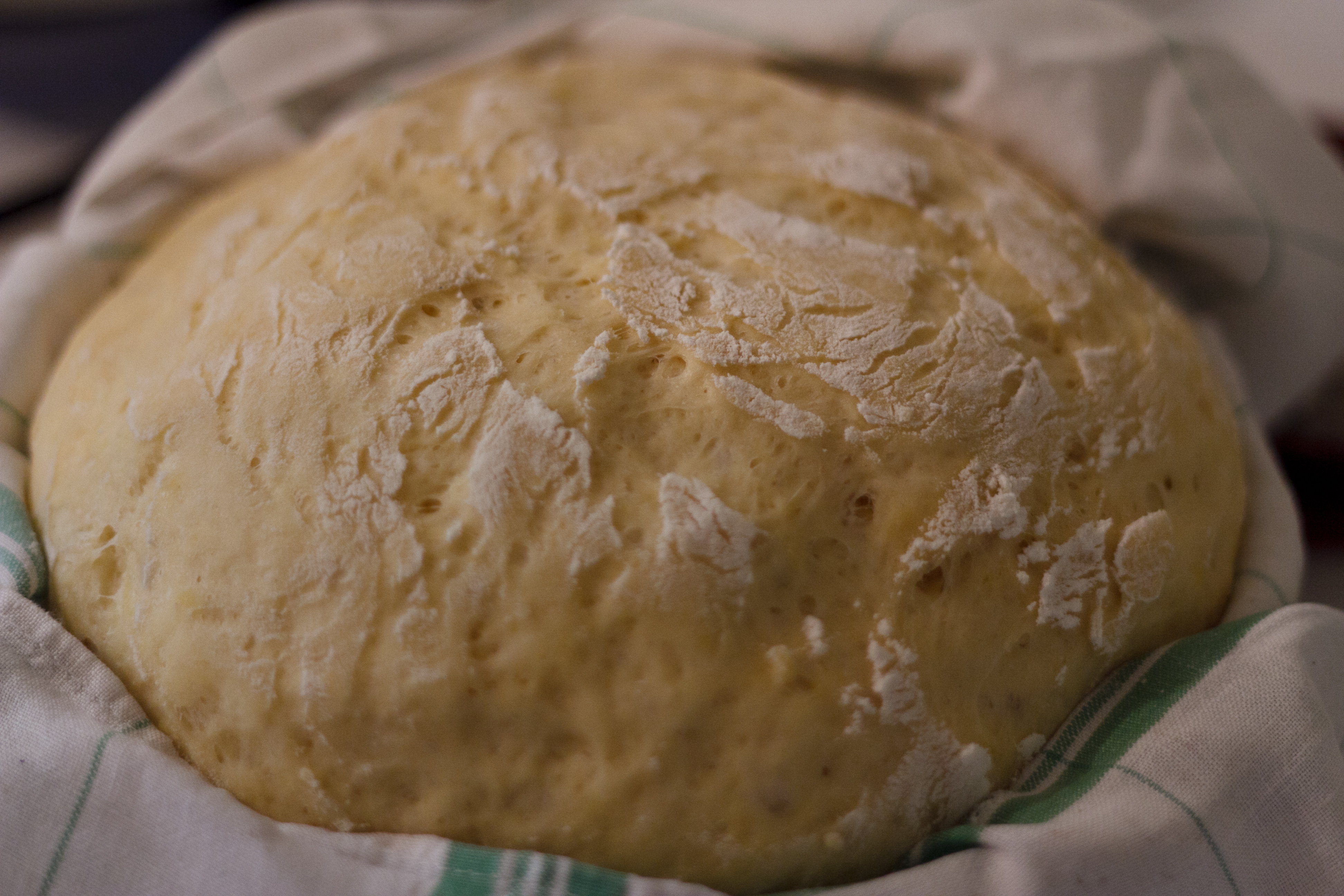
La mique traditionnelle.

À Périgueux, le salon international du livre gourmand est un festival gastronomique bisannuel, se déroulant les années paires en novembre, qui rassemble des cuisiniers et des « gourmands », pour leur présenter des spectacles et des expositions liés à la gastronomie, répartis à travers les salles de spectacle de la ville.

### Personnalités liées à Périgueux
Diverses personnalités sont nées à Périgueux, comme le romancier et polémiste Léon Bloy, l'illustrateur Sem, la créatrice de mode Jenny Sacerdote, l'écrivain Claude Seignolle, le zoologiste Pierre-Paul Grassé, le peintre Jacques-Émile Lafon, les hommes politiques Pierre Magne, Paul Faure et Patrick Ollier, l'acteur Jean Murat, les chanteurs Kendji Girac, Joan-Pau Verdier et Francesca Solleville, le journaliste Henri Amouroux, le physicien Jean Brossel, le religieux Guillaume-Joseph Chaminade, l'archéologue Jean Clédat, l'actrice Simone Mareuil, les officiers militaires Pierre Daumesnil et Jean-François du Cheyron du Pavillon, la sportive Nicole Duclos, l'escrimeuse Mélanie Feytie-Bravais et le mathématicien Jean Frédéric Frenet, parmi tant d'autres.
L'écrivain François Augiéras et l'officier de la marine Louis Dartige du Fournet sont morts à Périgueux.
Le romancier Georges Arnaud y a été jugé aux Assises pour le crime du château voisin d'Escoire et disculpé en juin 1943.
Les responsables communistes Michelle Puyrigaud et Roger Ranoux ont vécu à Périgueux.
Xavier Darcos (pendant 55 ans, de 1957 à 2012) et Yves Guéna ont également vécu dans la ville, notamment quand ils exerçaient leurs mandats de maire.

### Héraldique et devise

#### Blasons
| Armes de Périgueux | Les armes de Périgueux se blasonnent ainsi : « De gueules au château à trois tours d'argent maçonnées de sable, les deux tours extérieures couvertes et pavillonnées, la tour centrale surmontée d'une fleur de lys d'or », Et l'alias de ces armes comme ceci : « Écartelé : aux 1 et 4, de gueules, à deux tours couvertes et girouettées, jointes par un entremur donjonné et crénelé, avec porte à la herse abaissée, le tout maçonné de sable posé sur une champagne de sinople ; entre les deux tours, au-dessus du donjon, une fleur de lys d'or, qui est de Périgueux ; aux 2 et 3, d'or, à l'aigle antique de sable au vol abaissé, qui est de la cité ». | Alias des armes de Périgueux |

La réunion des deux tours et de la porte symbolise l'alliance féodale entre les communes du Puy-Saint-Front et de la Cité. Au Moyen Âge, ces armes sont utilisées comme sceau de la seigneurie périgourdine, cette dernière étant désignée à travers la Couronne qui est représentée par la fleur de lys.

#### Devise
Sa devise, la même que celle d'Angoulême, est « Fortitudo mea civium fides », traduit littéralement « Ma force est dans la fidélité de mes citoyens ».
D'après les historiens locaux, la devise est donnée à la ville de Périgueux pour avoir, au XIVe siècle, par sa force militaire et la fidélité de ses habitants, chassé les Anglais de ses murailles pendant la guerre de Cent Ans. D'autres hypothèses datent cette devise du XVe siècle, ou en donnent une origine plutôt récente.